# Projeto Manhattan
Projeto Manhattan foi um programa de pesquisa e desenvolvimento que produziu as primeiras bombas atômicas durante a Segunda Guerra Mundial. Foi liderado pelos Estados Unidos, com o apoio do Reino Unido e Canadá. De 1940 a 1946, o projeto esteve sob a direção do major-general Leslie Groves do Corpo de Engenharia do Exército dos Estados Unidos. O componente do exército do projeto foi designado como Distrito Manhattan, sendo que posteriormente o termo "Manhattan" gradualmente substituiu o codinome oficial ("Desenvolvimento de materiais substitutos"). Ao longo do caminho, o programa absorveu o seu homólogo britânico, o Tube Alloys. O Projeto Manhattan começou modestamente em 1939, mas cresceu e empregou quase 130 mil pessoas e custou cerca de dois bilhões de dólares (o equivalente a cerca de 26 bilhões de dólares em 2013). Mais de 90% do custo foi para a construção de fábricas e produção de materiais físseis, com menos de 10% para o desenvolvimento e produção das armas. A pesquisa e produção ocorreu em mais de 30 locais nos Estados Unidos, Reino Unido e Canadá.
Dois tipos de bomba atômica foram desenvolvidos durante a guerra. Um tipo relativamente simples de arma de fissão, a Little Boy, foi feito utilizando urânio-235, um isótopo que representa apenas 0,7% do urânio natural. Uma vez que é quimicamente idêntico ao isótopo mais comum, o urânio-238, e tem quase a mesma massa, o urânio-235 revelou-se difícil de separar do urânio-238. Três métodos foram utilizados para o enriquecimento do urânio: eletromagnético, gasoso e térmico. A maior parte deste trabalho foi realizado em Oak Ridge, Tennessee.
Em paralelo com o trabalho com urânio, também houve um esforço para produzir plutônio. Reatores foram construídos em Oak Ridge e Hanford, Washington, onde o urânio foi irradiado e transmutado em plutônio, que então foi separado quimicamente do urânio. O projeto, no entanto, se provou impraticável para ser usado com plutônio. A arma do tipo de implosão Fat Man foi desenvolvida em um esforço de construção e pesquisa no Laboratório Nacional de Los Alamos, no Novo México.
O programa também estava encarregado de colher informações sobre o projeto de energia nuclear da Alemanha Nazista. Através da Operação Alsos, as equipes que compunham o Projeto Manhattan serviram na Europa, às vezes atrás das linhas inimigas, onde elas reuniram materiais nucleares e documentos junto a cientistas alemães.
O primeiro dispositivo nuclear a ser detonado foi uma bomba de implosão no teste Trinity, realizado no Campo de Teste de Mísseis de White Sands, no Novo México, em 16 de julho de 1945. Little Boy e Fat Man foram utilizadas nos bombardeios atômicos de Hiroshima e Nagasaki, respectivamente. Nos anos pós-guerra, o Projeto Manhattan realizou testes de armas no Atol de Bikini, como parte da Operação Crossroads, desenvolveu novas armas, promoveu o desenvolvimento da rede de laboratórios nacionais, apoiou a pesquisa médica em radiologia e lançou as bases de uma marinha de propulsão nuclear, que manteve o controle sobre a pesquisa e a produção das armas atômicas norte-americanas, até a formação da Comissão de Energia Atômica em janeiro de 1947. O Projeto Manhattan foi operado sob uma cobertura de segurança rígida, mas os espiões atômicos soviéticos, ainda assim, conseguiram penetrar no programa e colher informações.

## Origens
Em agosto de 1939, os proeminentes físicos Leó Szilárd e Eugene Paul Wigner escreveram a Carta Einstein-Szilárd, que alertou para o potencial de desenvolvimento de "um novo tipo de bombas extremamente poderosas". A carta pedia que os Estados Unidos tomassem medidas para adquirir estoques de minério de urânio e acelerar a pesquisa de Enrico Fermi e outros sobre a reação nuclear em cadeia. A carta estava assinada por Albert Einstein e foi entregue ao presidente Franklin D. Roosevelt. Roosevelt convidou Lyman James Briggs do Instituto Nacional de Padrões e Tecnologia para chefiar o Comitê Consultivo do Urânio, que investigaria as questões levantadas pela carta. Briggs realizou uma reunião em 21 de outubro de 1939, que contou com a presença de Szilárd, Wigner e Edward Teller. O comitê relatou a Roosevelt, em novembro, que o urânio "seria uma possível fonte de bombas com um poder destrutivo muito maior do que qualquer coisa hoje conhecida".
Briggs propôs que o National Defense Research Committee (NDRC) gastasse 167 mil dólares em pesquisas sobre o urânio, especialmente o isótopo urânio-235 e o então recém-descoberto plutônio. Em 28 de junho de 1941, Roosevelt assinou a Ordem Executiva 8807, que criou o Office of Scientific Research and Development (OSRD), com Vannevar Bush como seu diretor. O escritório estava habilitado a intervir em grandes projetos de engenharia, além de pesquisa. O Comitê NDRC sobre urânio tornou-se o Comitê do Urânio S-1 OSRD; a palavra "urânio" foi logo trocada por razões de segurança.
No Reino Unido, Otto Frisch e Rudolf Peierls, da Universidade de Birmingham, tinham feito avanços na pesquisa da massa crítica de urânio-235, em junho de 1939. Os cálculos indicaram que ela teria uma ordem de magnitude de dez quilos, suficientemente pequena para ser transportada por um bombardeiro da época. Em março de 1940, o memorando Frisch–Peierls iniciou o projeto da bomba atômica britânica e seu comitê MAUD, que recomendou, por unanimidade, prosseguir o desenvolvimento da arma. Um de seus membros, o físico australiano Marcus Oliphant, voou para os Estados Unidos no final de agosto de 1941 e descobriu que os dados fornecidos pelo comitê MAUD não tinham chegado aos principais físicos estadunidenses. Oliphant, em seguida, partiu para descobrir por que as conclusões do comitê aparentemente tinham sido ignoradas. Ele se reuniu com o comitê de urânio e visitou Berkeley, na Califórnia, onde ele falou de forma convincente a Ernest Lawrence. Lawrence estava suficientemente impressionado para iniciar a sua própria pesquisa sobre o urânio. Ele, por sua vez falou com James Bryant Conant, Arthur Holly Compton e George Braxton Pegram. A missão de Oliphant foi, portanto, um sucesso; os físicos norte-americanos estavam agora conscientes do poder potencial de uma bomba atômica.
Em uma reunião em 9 de outubro de 1941 entre o presidente Roosevelt, Vannevar Bush e o vice-presidente Henry A. Wallace, o presidente aprovou o programa atômico. Para controlá-lo, ele criou o Top Policy Group composto por ele mesmo (embora ele nunca tenha participado de uma reunião), Wallace, Bush, Conant, o secretário de guerra Henry L. Stimson e o chefe do estado-maior do exército, o general George Marshall. Roosevelt escolheu o exército para executar o projeto, em vez da marinha, visto que o exército tinha mais experiência com gestão de programas de construção de larga escala. Ele também concordou em coordenar os esforços com os britânicos e, no dia 11 de outubro, enviou uma mensagem ao primeiro-ministro Winston Churchill, sugerindo que eles se correspondessem sobre as questões atômicas.

## Viabilidade

### Propostas
O Comitê S-1 realizou sua primeira reunião em 18 de dezembro de 1941 "permeado por uma atmosfera de entusiasmo e urgência", na sequência do ataque a Pearl Harbor e da subsequente declaração de guerra pelos Estados Unidos contra o Império do Japão e, depois, a Alemanha Nazista. O trabalho foi prosseguindo em três técnicas diferentes de separação isotópica para desatrelar o urânio-235 do urânio-238. Lawrence e sua equipe da Universidade da Califórnia em Berkeley investigaram a separação eletromagnética, enquanto Eger Vaughan Murphree e a equipe de Jesse Beams focavam na difusão gasosa na Universidade Columbia e Philip Abelson dirigia a investigação sobre a difusão térmica no Instituto Carnegie de Washington e, posteriormente, no Laboratório de Pesquisa Naval. Murphree também era o chefe de um projeto de separação malsucedido usando centrífugas.
Enquanto isso, havia duas linhas de pesquisa em tecnologia de reator nuclear, com a contínua pesquisa de Harold Clayton Urey sobre água pesada em Columbia, enquanto Arthur Compton trouxe os cientistas que trabalhavam sob sua supervisão em Columbia e Princeton para a Universidade de Chicago, onde organizou o Laboratório Metalúrgico, no início de 1942, para estudar plutônio e reatores utilizando grafite como moderador de nêutrons. Briggs, Compton, Lawrence, Murphree e Urey reuniram-se em 23 de maio de 1942 para finalizar as recomendações do comitê S-1, definindo que todas as cinco tecnologias seriam desenvolvidas. Isto foi aprovado por Bush, Conant e o general de brigada Wilhelm D. Styer, chefe de gabinete do major-general Brehon B. Somervell do Services of Supply, que tinha sido designado para representar o exército sobre questões nucleares. Bush e Conant, em seguida, assumiram a recomendação do Top Policy Group com uma proposta de orçamento de 54 milhões de dólares para a construção do Corpo de Engenheiros do Exército, 31 milhões de dólares para a pesquisa e o desenvolvimento de OSRD e cinco milhões de dólares para contingências no ano fiscal de 1943. O Top Policy Group, por sua vez, enviou a proposta ao presidente em 17 de junho de 1942 e ele a aprovou escrevendo no documento "OK FDR".

### Conceitos dodesignda bomba

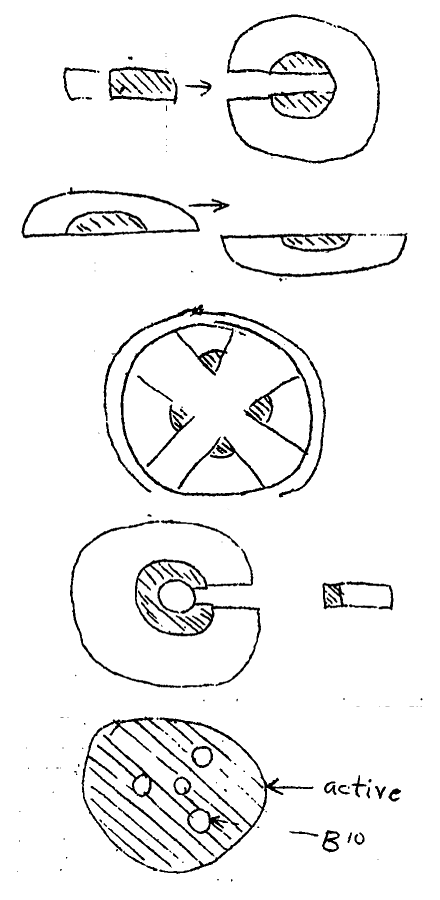
Diferentes métodos de montagem de bombas de fissão exploradas durante a conferência de julho de 1942

Compton convidou o físico teórico Robert Oppenheimer, da Universidade da Califórnia em Berkeley, para assumir a pesquisa sobre cálculos de nêutrons rápidos — a chave para cálculos de massa crítica e de detonação de armas — de Gregory Breit, que tinha sido interrompida em 18 de maio de 1942 por causa de preocupações sobre negligência na segurança operacional. John H. Manley, um físico do Laboratório Metalúrgico, foi designado para ajudar Oppenheimer no contato e coordenação de grupos de física experimental espalhados por todo o país. Oppenheimer e Robert Serber da Universidade de Illinois examinaram os problemas de difusão de nêutrons em uma cadeia de reação nuclear e hidrodinâmica — como a explosão produzida por uma reação em cadeia poderia se comportar. Para comentar sobre este trabalho e sobre a teoria geral das reações de fissão, Oppenheimer convocou reuniões na Universidade de Chicago em junho e na Universidade da Califórnia em Berkeley em julho de 1942, com os físicos teóricos Hans Bethe, John Hasbrouck Van Vleck, Edward Teller, Emil Konopinski, Robert Serber, Stan Frankel e Eldred C. Nelson (os últimos três, ex-alunos de Oppenheimer) e os físicos experimentais Felix Bloch, Emilio Gino Segrè, John Manley e Edwin Mattison McMillan. Eles preliminarmente confirmaram que uma bomba de fissão era teoricamente possível.
Ainda havia muitos fatores desconhecidos. As propriedades do urânio-235 puro eram relativamente obscuras, assim como as propriedades do plutônio, um elemento que só tinha sido descoberto em fevereiro de 1941 por Glenn Theodore Seaborg e sua equipe. Os cientistas na conferência de Berkeley imaginaram a criação de plutônio em reatores nucleares, onde átomos de urânio-238 absorveriam nêutrons que tinham sido emitidos a partir da fissão de átomos de urânio-235. Nesse ponto, nenhum reator havia sido construído e apenas pequenas quantidades de plutônio estavam disponíveis a partir de cíclotron. Até dezembro de 1943, apenas dois miligramas tinham sido produzidos. Havia muitas maneiras de organizar o material físsil para uma massa crítica. O mais simples era atirar um "tampão cilíndrico" sobre uma esfera de "material ativo", com um material denso que forçaria a incidência dos nêutrons para dentro e faria a massa reagir em conjunto para aumentar a sua eficiência. Eles também exploraram projetos envolvendo esferoides, uma forma primitiva de "implosão" sugerida por Richard Chace Tolman, e a possibilidade de métodos autocatalíticos, que aumentariam a eficiência da bomba ao explodir.
Considerando-se a ideia da bomba de fissão teoricamente resolvida, pelo menos até que mais dados experimentais estivessem disponíveis na conferência em Berkeley, a pesquisa, em seguida, virou-se em uma direção diferente. Edward Teller empurrou a discussão para uma bomba mais poderosa: a "super", hoje geralmente referida como "bomba de hidrogénio", que usaria a força explosiva de uma bomba de fissão detonante para a ignição de uma reação de fusão nuclear em deutério e trítio. Teller propôs esquema após esquema, mas Bethe recusou cada um. A ideia de fusão foi posta de lado para se concentrar na produção de bombas de fissão. Teller também levantou a possibilidade especulativa de que uma bomba atômica poderia "incendiar" a atmosfera da Terra por causa de uma reação hipotética de fusão de núcleos de nitrogênio. Bethe calculou que isto não poderia acontecer e um relatório com a coautoria de Teller mostrou que "nenhuma cadeia de autopropagação de reações nucleares é provável de ser iniciada. No relato de Serber, Oppenheimer mencionou a possibilidade deste cenário a Arthur Compton, que "não teve bom senso suficiente para se calar sobre isso. De alguma forma, entrou em um documento que foi para Washington" e "nunca foi enterrado".

## Organização

### Distrito Manhattan
Em junho de 1942, o Chefe de Engenheiros, o major-general Eugene Reybold, selecionou o coronel James C. Marshall para dirigir a parte do exército do projeto. Marshall criou um gabinete de ligação em Washington, D.C., mas estabeleceu sua sede provisória no 18º andar de Broadway 270, em Nova York, onde ele poderia recorrer ao apoio administrativo do Corpo de Divisão de Engenheiros do Atlântico Norte. Era perto do escritório de Manhattan Stone & Webster, o principal contratante do projeto, e da Universidade de Columbia. Ele tinha permissão de recorrer ao antigo comando, o Syracuse District, para recrutar uma equipe e ele começou com o tenente-coronel Kenneth Nichols, que se tornou seu vice.

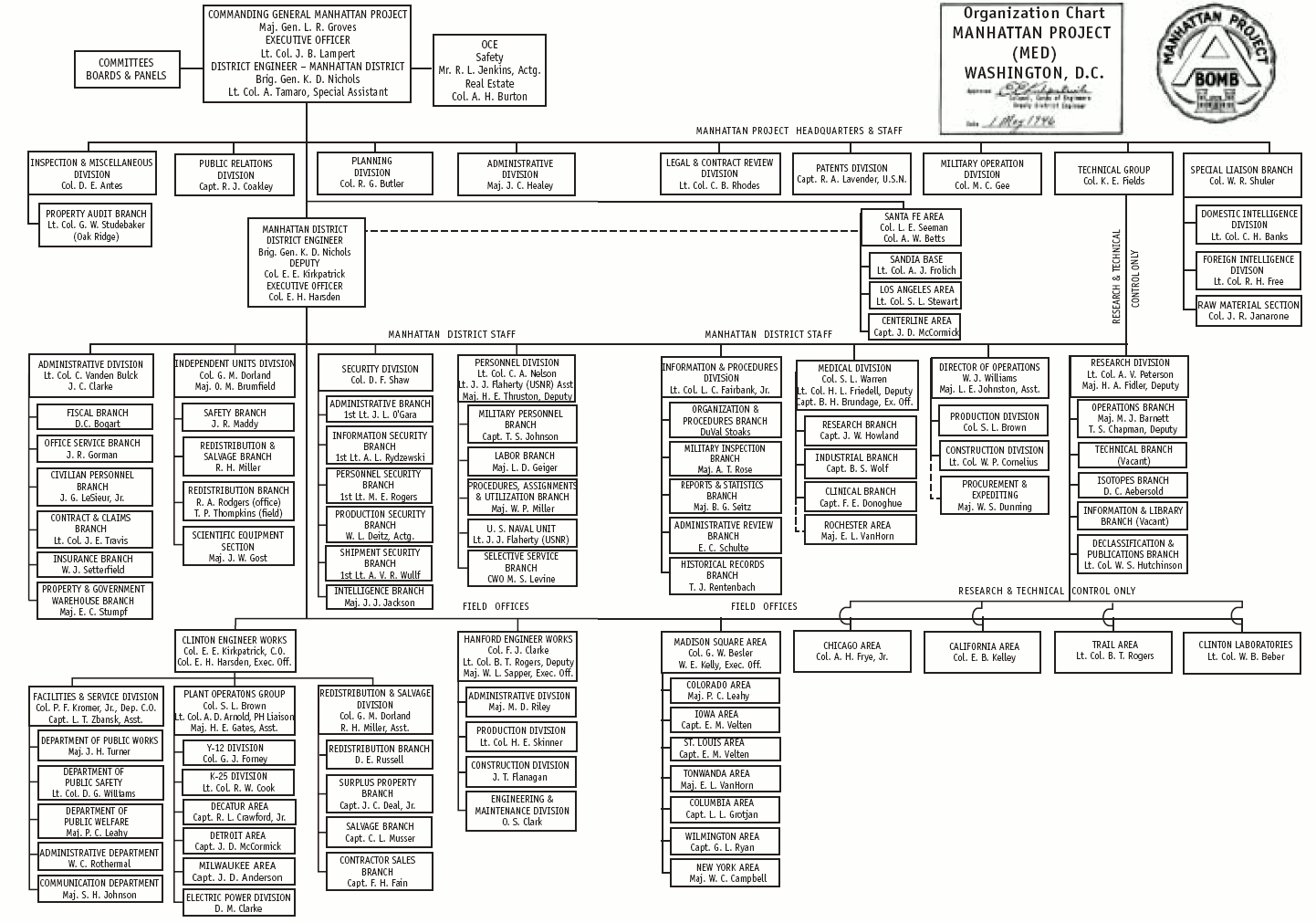
Organograma do Projeto Manhattan, 1 de maio de 1946

Como a maior parte de sua tarefa envolvia a construção, Marshall trabalhou em cooperação com o chefe do Corpo de Engenheiros da Divisão de Construção, o major-general Thomas M. Robbins, e seu vice, o coronel Leslie Groves. Reybold, Somervell e Styer decidiram chamar o projeto "Desenvolvimento de Materiais Substitutos", mas Groves sentiu que isso iria chamar a atenção. Como as divisões de engenharia normalmente levavam o nome da cidade onde estavam localizadas, Marshall e Groves concordaram em nomear o componente do exército do projeto de "Distrito de Manhattan". Isto tornou-se oficial no dia 13 de agosto, quando Reybold emitiu a ordem de criação do novo distrito. Informalmente, ele era conhecido como "Distrito de Engenharia de Manhattan" (ou MED, na sigla em inglês). Ao contrário de outros distritos, o "Manhattan" não tinha limites geográficos e Marshall tinha a autoridade de um engenheiro de divisão. O Desenvolvimento de Materiais Substitutos manteve-se como o codinome oficial do projeto como um todo, mas foi substituído ao longo do tempo apenas por "Manhattan".
Marshall mais tarde admitiu: "Eu nunca tinha ouvido falar de fissão atômica, mas eu sabia que não poderia construir muito de uma fábrica, muito menos quatro delas, por 90 milhões de dólares". Uma única fábrica de TNT que Nichols tinha recentemente construído na Pensilvânia tinha custado 128 milhões de dólares. Eles também não ficaram impressionados com as estimativas para a ordem mais próxima de magnitude, que Groves comparou com solicitar a um fornecedor de refeições que se preparasse para entre dez e mil convidados. A equipe de pesquisa de Stone & Webster já havia pesquisado um local para as fábricas. O Conselho de Produção de Guerra recomendou locais em torno de Knoxville, no Tennessee, uma área isolada, onde a Tennessee Valley Authority poderia fornecer energia elétrica e os rios poderiam proporcionar água de refrigeração para os reatores. Depois de analisar vários locais, a equipe de pesquisa selecionou um local próximo de Elza, Tennessee. Conant aconselhou que ele fosse adquirido imediatamente e Styer concordou, mas Marshall contemporizou, aguardando os resultados de experimentos com reatores de Conant antes de agir. Dos processos prospectados, somente a separação eletromagnética de Lawrence apareceu suficientemente avançada para a construção começar.
Marshall e Nichols começaram a reunir os recursos de que precisavam. O primeiro passo era a obtenção de uma classificação de alta prioridade para o projeto. As melhores notas iam de AA-1 até AA-4, em ordem decrescente, embora houvesse também uma classificação especial, AAA, reservada para emergências. Avaliações AA-1 e AA-2 eram para armas e equipamentos essenciais, assim o coronel Lucius D. Clay, o vice-chefe de gabinete de Serviços e Abastecimento para as requisições e recursos, sentiu que a classificação mais alta que ele poderia atribuir era AA-3, embora ele estivesse disposto a fornecer uma classificação AAA, para pedido de materiais críticos em caso de necessidade. Nichols e Marshall estavam decepcionados; AA-3 foi a mesma prioridade que Nichols tinha conseguido com a fábrica de TNT na Pensilvânia.

### Comitê de Política Militar

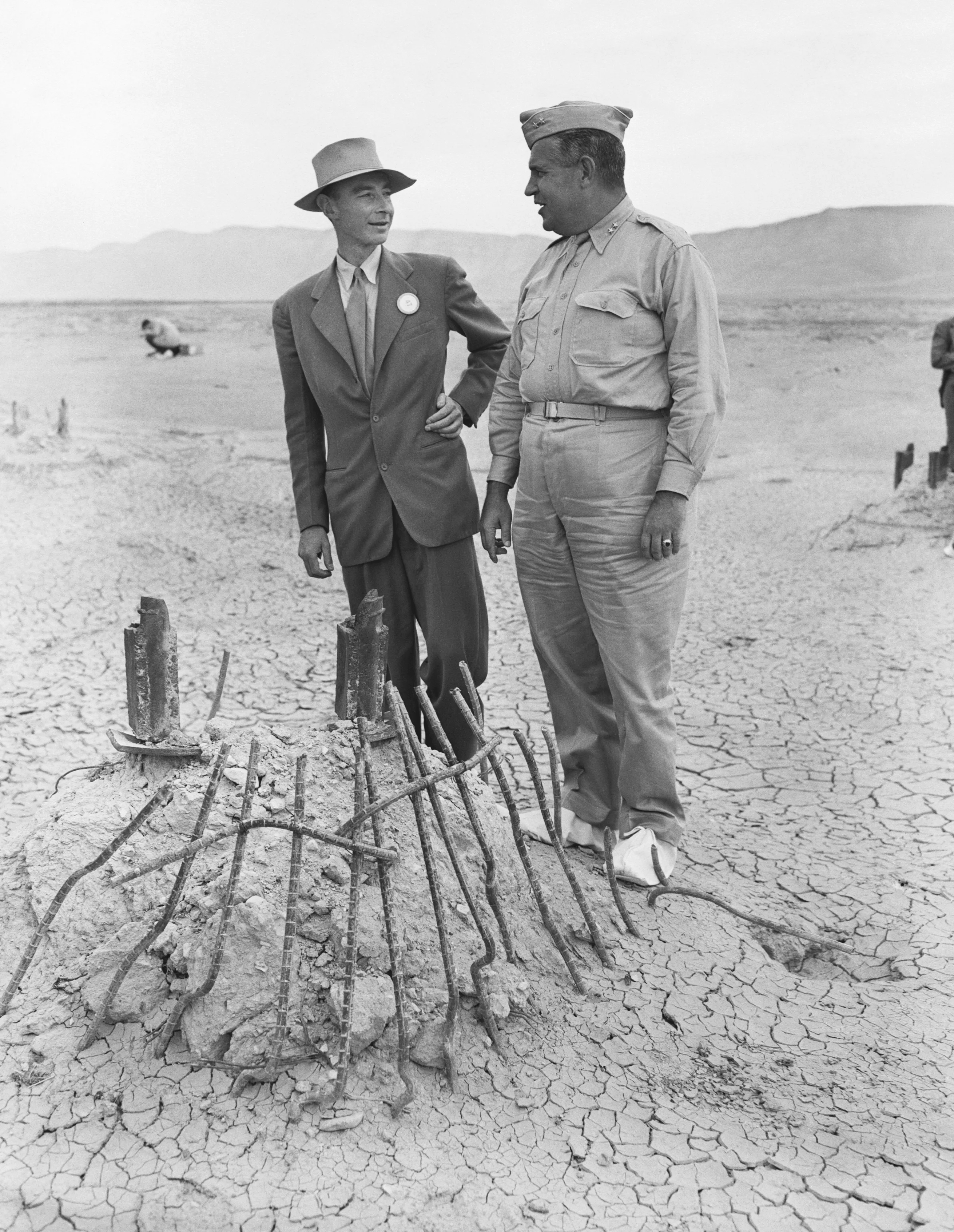
J. Robert Oppenheimer e Leslie Groves nos restos do teste Trinity, em setembro de 1945. Usavam galochas brancas para evitar de furar a sola dos sapatos.

Bush ficou insatisfeito com o fracasso do coronel Marshall em começar o projeto e avançar rapidamente, especificamente pela falta de aquisição do local no Tennessee, pela baixa prioridade atribuída ao projeto pelo exército e pela localização de sua sede em Nova York. Bush sentiu que uma liderança mais agressiva era exigida e falou com Harvey Hollister Bundy e os generais Marshall, Somervell e Styer sobre suas preocupações. Ele queria que o projeto fosse colocado sob a administração de um comitê de política sênior, com um oficial de prestígio, de preferência Styer, como diretor geral.
Somervell e Styer selecionaram Groves para o cargo, informando-o em 17 de setembro sobre tal decisão, e o general Marshall ordenou que ele fosse promovido a general de brigada, já que sentiu que o título de "general" iria assegurar mais influência com os cientistas acadêmicos que trabalhavam no Projeto Manhattan. As ordens de Groves o colocaram diretamente sob o comando de Somervell em vez de Reybold, com o coronel Marshall agora a responder perante Groves. Groves estabeleceu sua sede em Washington, D.C., no quinto andar do New War Department Building, onde o coronel Marshall tinha seu escritório. Ele assumiu o comando do Projeto Manhattan em 23 de setembro. Mais tarde naquele dia, ele participou de uma reunião convocada por Stimson, que estabeleceu um Comitê de Política Militar, responsável pela Top Policy Group, composto por Bush (com Conant como uma alternativa), Styer e o contra-almirante William R. Purnell. Tolman e Conant foram posteriormente nomeados como conselheiros científicos de Groves.
Em 19 de setembro, Groves comunicou-se com Donald M. Nelson, o presidente do Conselho de Produção de Guerra, e pediu ampla autoridade para emitir uma classificação AAA sempre que fosse necessária. Nelson inicialmente recusou, mas logo cedeu quando Groves ameaçou ir ao Presidente dos Estados Unidos. Groves prometeu não usar a classificação AAA, a menos que fosse necessário. Logo transpirou que, para os requisitos de rotina do projeto, a classificação AAA era muito alta, mas a classificação AA-3 era muito baixa. Depois de uma longa campanha, Groves finalmente recebeu a classificação AA-1 em 1 de julho de 1944.
Um dos primeiros problemas de Groves era encontrar um diretor para o projeto Y, o grupo que iria projetar e construir a bomba. A escolha mais óbvia era um dos três cientistas-chave, Urey, Lawrence ou Compton, mas eles não podiam ser disponibilizados. Compton recomendou Oppenheimer, que já estava intimamente familiarizado com os conceitos do projeto da bomba. No entanto, Oppenheimer tinha pouca experiência administrativa e, ao contrário de Urey, Lawrence ou Compton, não tinha ganhado um Prêmio Nobel, o que muitos cientistas sentiam que o chefe de um laboratório tão importante deveria ter. Havia também preocupações sobre o status de segurança de Oppenheimer, uma vez que muitos de seus companheiros eram comunistas, incluindo o seu irmão, Frank Oppenheimer; sua esposa, Kitty; e sua namorada, Jean Tatlock. Uma longa conversa em um trem em outubro de 1942 convenceu Groves e Nichols de que Oppenheimer entendia perfeitamente as questões envolvidas na criação de um laboratório em uma área remota e deveria ser nomeado como diretor. Groves pessoalmente dispensou os requisitos de segurança e permitiu a Oppenheimer uma folga no dia 20 de julho de 1943.

### Colaboração com o Reino Unido
Os britânicos e os norte-americanos trocavam informações nucleares, mas inicialmente não combinavam seus esforços. Em 1941, o Reino Unido rejeitou as tentativas de Bush e Conant de reforçar a cooperação com o seu próprio projeto, de codinome Tube Alloys, porque ele estava relutante em compartilhar seu avanço tecnológico e ajudar os Estados Unidos a desenvolver a sua própria bomba atômica. Um cientista norte-americano, que trouxe uma carta pessoal de Roosevelt para Churchill se oferecendo para financiar toda a pesquisa e desenvolvimento de um projeto anglo-americano, foi maltratado, e Churchill não respondeu à carta. Os Estados Unidos, como resultado, decidiram, já em abril de 1942, que se sua oferta tinha sido rejeitada, eles prosseguiriam sozinhos. O Reino Unido, que tinha feito grandes contribuições no início da guerra, não tinha recursos para avançar em uma pesquisa deste porte enquanto lutava pela sua sobrevivência. Como resultado, a Tube Alloys logo ficou atrás de seu correspondente norte-americano. Em 30 de julho de 1942, sir John Anderson, o ministro responsável pela Tube Alloys, aconselhou Churchill: "Temos que encarar o fato de que ... [nosso] trabalho pioneiro ... é um ativo cada vez menor e que, a menos que capitalizemos rapidamente, seremos ultrapassados. Temos agora uma contribuição real para fazer uma 'fusão'. Logo teremos pouca ou nenhuma". Naquele mês, Churchill e Roosevelt fizeram um acordo informal, não escrito, de colaboração atômica.

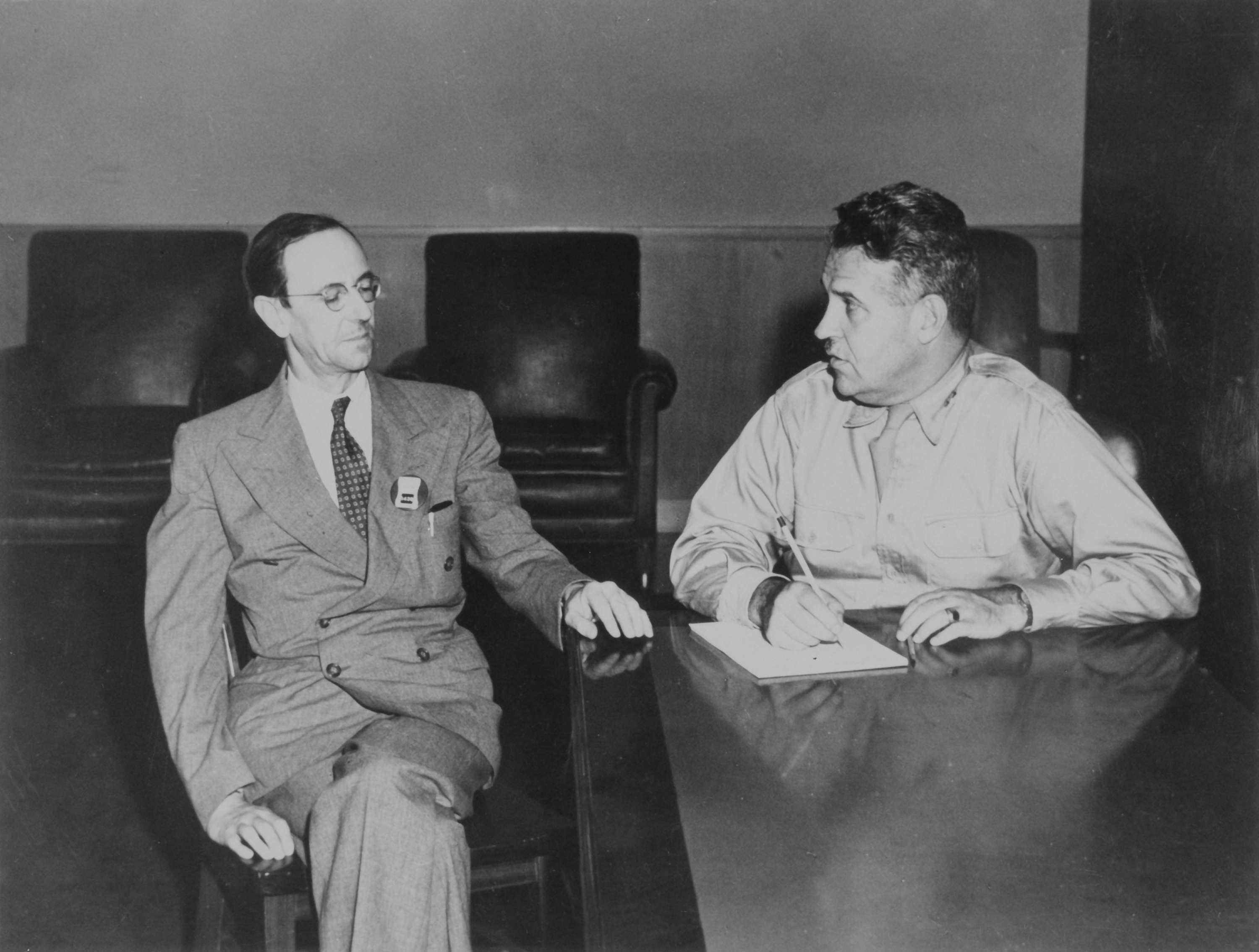
James Chadwick (esquerda), o chefe da missão britânica, com o major-general Leslie R. Groves, Jr. (direita), o diretor do Projeto Manhattan.

Entretanto, a oportunidade de uma parceria entre iguais não existia mais, como mostrado em agosto de 1942, quando os britânicos exigiram, sem êxito, um controle substancial sobre o projeto, mesmo sem pagar os custos. Em 1943, os papéis dos dois países tinham se invertido em relação ao final de 1941; em janeiro, Conant notificou o Reino Unido que eles deixariam de receber informações atômicas, exceto em determinadas áreas. Apesar de os britânicos terem ficados chocados com a revogação do acordo de Churchill-Roosevelt, o chefe do Conselho Nacional de Pesquisa do Canadá, C. J. Mackenzie, ficou menos surpreso: "Eu não posso deixar de sentir que o grupo do Reino Unido superestima a importância de sua contribuição, em comparação com os americanos". Como Conant e Bush disseram ao Reino Unido, a ordem veio "de cima".
A posição de barganha do Reino Unido havia piorado; os cientistas norte-americanos tinham decidido que os Estados Unidos já não precisavam de ajuda externa e eles queriam impedir que o Reino Unido explorasse as aplicações comerciais da energia atômica no pós-guerra. O comitê de apoio e Roosevelt concordaram, restringindo o fluxo de informações que o Reino Unido poderia usar durante a guerra, especialmente sobre o design da bomba, mesmo que isso diminuísse a velocidade do projeto norte-americano. No início de 1943, o Reino Unido parou de enviar pesquisas e cientistas para os Estados Unidos e, como resultado, os norte-americanos pararam todo o compartilhamento de informações. O Reino Unido considerou interromper o fornecimento de urânio e água pesada pelos canadenses para forçar os norte-americanos a voltar a partilhar, mas o Canadá precisava dos suprimentos norte-americanos para produzi-los. Eles avaliaram a possibilidade de um programa nuclear independente, mas concluíram que ele não poderia estar pronto a tempo de afetar o resultado da Segunda Guerra Mundial na Europa.
Em março de 1943, Conant decidiu que a ajuda do Reino Unido beneficiaria algumas áreas do projeto. James Chadwick e um ou dois outros cientistas britânicos eram importantes o suficiente para que a equipe de projeto da bomba em Los Alamos precisasse deles, apesar do risco de revelarem segredos do projeto da arma. Em agosto de 1943, Churchill e Roosevelt negociaram o Acordo de Quebec, que resultou em uma retomada da cooperação entre os cientistas que trabalhavam com o mesmo problema. O Reino Unido, no entanto, concordou com restrições de dados sobre a construção de unidades de produção em larga escala necessárias para a bomba. O subsequente acordo de Hyde Park em setembro de 1944 estendeu essa cooperação para o período pós-guerra. O Acordo de Quebec criou o Comitê de Política Combinada para coordenar os esforços dos Estados Unidos, Reino Unido e Canadá. Stimson, Bush e Conant serviram como membros norte-americanos do Comitê de Política Combinada, o marechal de campo sir John Dill e o Coronel J. J. Llewellin foram os membros britânicos e Clarence D. Howe foi o membro canadense. Llewellin retornou ao Reino Unido no final de 1943 e foi substituído na comissão por sir Ronald Ian Campbell, que por sua vez foi substituído pelo embaixador britânico para os Estados Unidos, Lord Halifax, no início de 1945. Sir John Dill morreu em Washington, D.C. em novembro de 1944 e foi substituído como Chefe da Missão Britânica do Estado-Maior Conjunto e como membro do Comitê de Política Combinada pelo marechal de campo sir Henry Maitland Wilson.
Quando a cooperação foi retomada após o Acordo de Quebec, o progresso e os gastos dos norte-americanos surpreenderam os britânicos. Os Estados Unidos já tinham gasto mais de um bilhão de dólares (13,3 bilhões de dólares de hoje), enquanto, em 1943, o Reino Unido tinha gasto cerca de 500 mil libras esterlinas. Chadwick, assim, pressionou pelo envolvimento britânico no Projeto Manhattan em toda a sua extensão e pelo abandono de qualquer esperança de um projeto britânico durante a guerra. Com o apoio de Churchill, tentou garantir que cada pedido de ajuda feito por Groves fosse honrado. A missão britânica que chegou aos Estados Unidos em dezembro de 1943 incluiu Niels Bohr, Otto Frisch, Klaus Fuchs, Rudolf Peierls e Ernest William Titterton. Mais cientistas chegaram no início de 1944. Enquanto aqueles que estavam envolvidos na difusão gasosa deixaram o projeto no outono de 1944, os 35 que trabalharam com Lawrence, em Berkeley, foram integrados aos grupos de laboratórios existentes, onde ficaram até o fim da guerra. Os 19 enviados para Los Alamos também se reuniram aos grupos existentes, relacionados principalmente para pesquisar a implosão e a montagem da bomba, mas não os relacionados com plutônio. Parte do Acordo de Quebec especificou que as armas nucleares não seriam usadas contra outro país sem consentimento mútuo. Em junho de 1945, Wilson concordou que o uso de armas nucleares contra o Japão seria registrado como uma decisão do Comitê de Política Combinada.
O Comitê de Política Combinada criou o Combined Development Trust (CDT) em junho de 1944, com Groves como seu presidente, para adquirir urânio e tório nos mercados internacionais. O Congo Belga e o Canadá tinham a maior parte do urânio do mundo fora da Europa Oriental, e o governo belga no exílio estava em Londres. O Reino Unido concordou em dar aos Estados Unidos a maioria do minério belga, uma vez que não podia utilizar a maior parte dele sem a pesquisa americana restrita. Em 1944, o Combined Development Trust comprou 1 560 toneladas de minério de óxido de urânio em companhias de mineração em operação no Congo Belga. Para evitar ter que se reportar nos Estados Unidos ao Secretário do Tesouro Henry Morgenthau Jr. sobre o projeto, uma conta especial, não sujeita à fiscalização e controle habitual, foi usada para o dinheiro do Trust. Entre 1944 e a época em que se desligou do CDT, em 1947, Groves depositou um total de 37,5 milhões de dólares na conta do Trust.
Groves apreciou no início a pesquisa atômica britânica e as contribuições dos cientistas britânicos para o Projeto Manhattan, mas afirmou que os Estados Unidos teriam conseguido sem eles. A participação dos britânicos no tempo da guerra foi crucial para o sucesso do programa de armas nucleares independente do Reino Unido depois da guerra, quando a Lei McMahon de 1946 encerrou temporariamente a cooperação nuclear norte-americana.

## Locais do projeto

### Estados Unidos
Oak Ridge

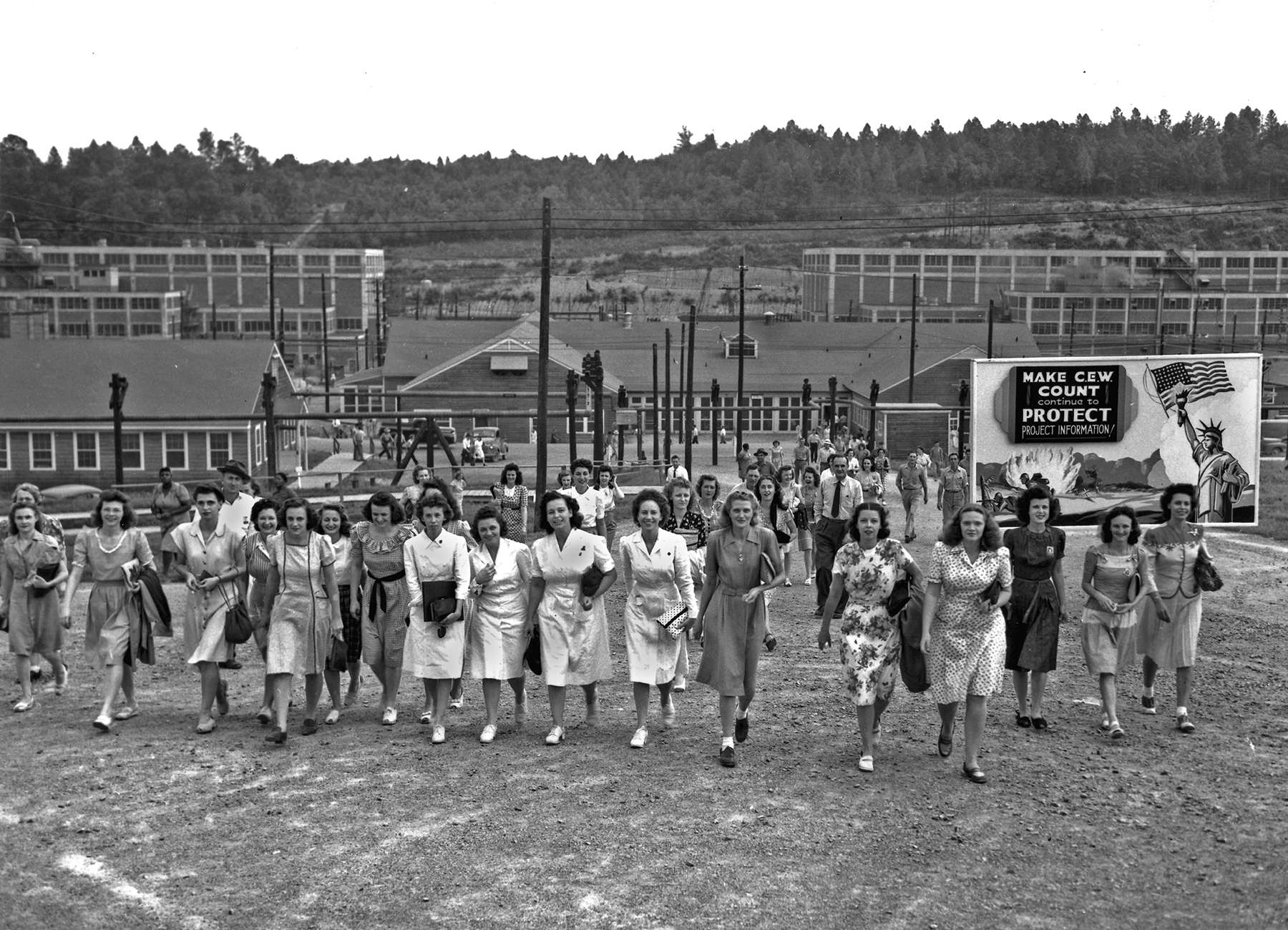
Mudança de turno na instalação de enriquecimento urânio Y-12 em Oak Ridge. Em maio de 1945, 82 mil pessoas foram empregadas no Clinton Engineer Works.

Um dia depois de assumir o projeto, Groves tomou um trem para o Tennessee com o coronel Marshall para inspecionar o local proposto, e ficou impressionado. Em 29 de setembro de 1942, subsecretário de Guerra Robert P. Patterson autorizou o Corpo de Engenheiros a desapropriar 23 mil ha de terra, a um custo de 3,5 milhões de dólares. Uma área adicional de 1,2 mil ha foi posteriormente adquirida. Cerca de mil famílias foram afetadas pela ordem de despejo, que entrou em vigor em 7 de outubro. Os protestos, apelos judiciais e uma investigação do Congresso em 1943 sobre a desapropriação não tiveram êxito. Em meados de novembro, policiais estavam afixando notificações de desocupação nas entradas de fazendas e empreiteiros de construção estavam chegando. Algumas famílias foram notificadas com apenas duas semanas de antecedência para desocupar fazendas que tinham sido seus lares por gerações, outras haviam se estabelecido lá depois de serem despejadas para dar lugar ao Parque Nacional das Grandes Montanhas Fumegantes na década de 1920 ou à Barragem Norris na década de 1930. O custo final de aquisição de terras na região, o que não foi concluído até março de 1945, foi de apenas 2,6 milhões de dólares, ou o mesmo que cerca de 110 dólares por hectare. Quando apresentado à proclamação pública Número Dois, que declarou Oak Ridge uma área de exclusão total na qual ninguém poderia entrar sem permissão militar, o governador do Tennessee, Prentice Cooper, rasgou o documento com raiva.
Inicialmente conhecida como a Faixa de Demolição Kingston, o local foi rebatizado oficialmente como Clinton Engineer Works (CEW) no início de 1943. Enquanto a Stone & Webster se concentrou nas instalações de produção, uma comunidade residencial para 13 mil pessoas foi projetada e construída pela empresa de arquitetura e engenharia Skidmore, Owings and Merrill. A comunidade foi localizada nas encostas de Black Oak Ridge, a partir da qual a nova cidade de Oak Ridge tomou o seu nome. A presença do exército em Oak Ridge aumentou em agosto de 1943, quando Nichols substituiu Marshall como chefe do Distrito de Engenharia de Manhattan. Uma de suas primeiras tarefas foi transferir a sede do Distrito para Oak Ridge, embora o nome do Distrito não se tenha alterado. Em setembro de 1943, a administração das instalações da comunidade foi terceirizada para a Turner Construction Company através de uma subsidiária conhecida como Roane-Anderson Company (a partir dos nomes dos condados Anderson e Roane, nos quais Oak Ridge se localizava). A população de Oak Ridge logo se expandiu muito além dos planos iniciais e atingiu um pico de 75 mil em maio de 1945, época em que 82 mil pessoas estavam empregadas no Clinton Engineer Works, e dez mil na Roane-Anderson.
Los Alamos

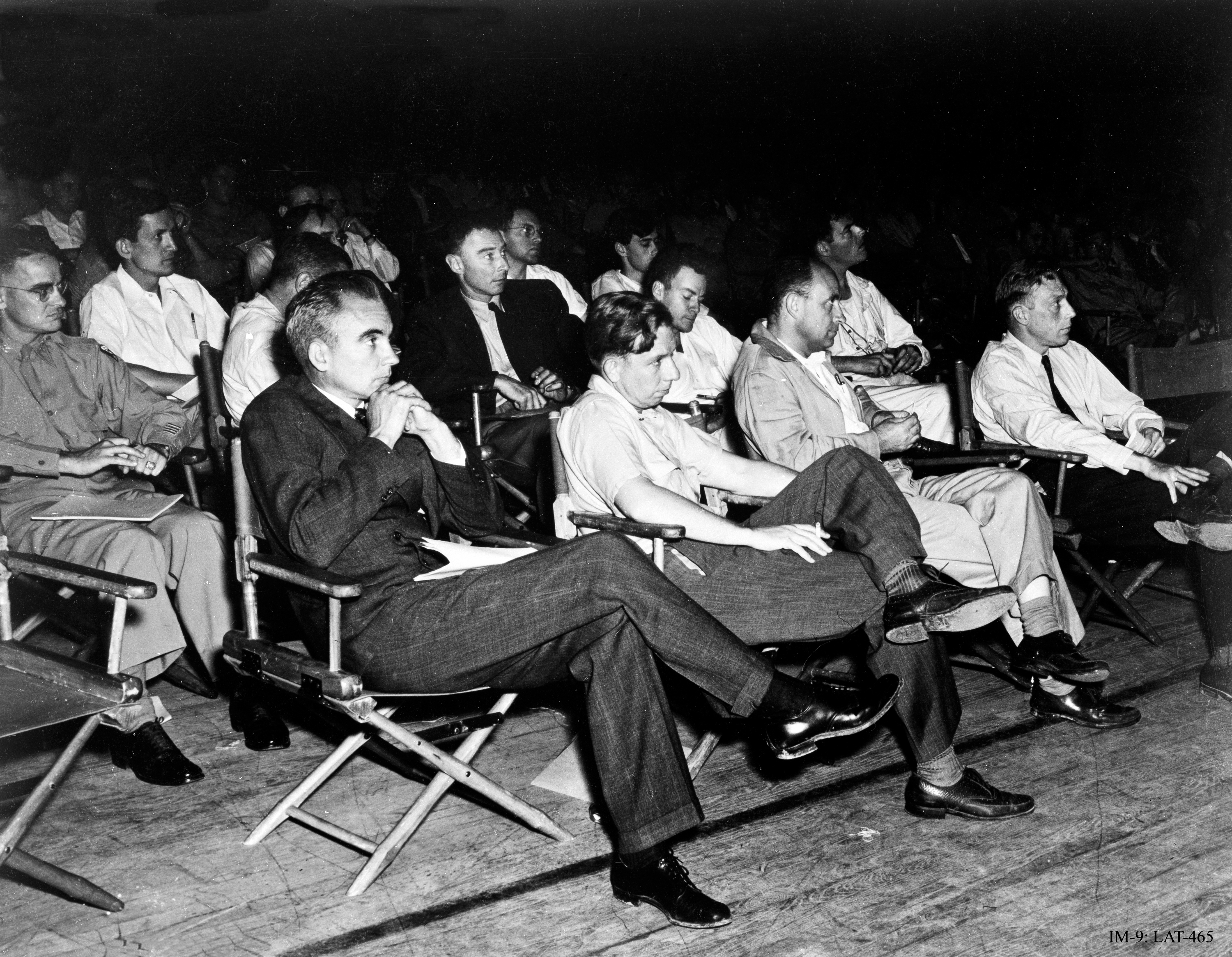
Físicos do Distrito Manhattan num colóquio em Los Alamos em 1946. Na linha de frente estão (da esquerda para direita) Norris Bradbury, John Manley, Enrico Fermi and J. M. B. Kellogg. Robert Oppenheimer, de paletó escuro, está trás de Manley; à esquerda de Oppenheimer está Richard Feynman.

A ideia da localização do Projeto Y em Oak Ridge foi considerada, mas no final ficou decidido que ele deveria ficar em um local remoto. Por recomendação de Oppenheimer, a busca por um local adequado foi reduzida até as proximidades de Albuquerque, no Novo México, onde Oppenheimer era dono de uma fazenda. Em outubro de 1942, o major John H. Dudley foi enviado para o levantamento da área e ele recomendou um local perto de Jemez Springs. Em 16 de novembro, Oppenheimer, Groves, Dudley e outros visitaram o local. Oppenheimer temia que os altos penhascos que cercam o local fizessem com que os trabalhadores se sentissem claustrofóbicos, enquanto os engenheiros estavam preocupados com a possibilidade de enchentes. O grupo, em seguida, seguiu em frente para as imediações de Los Alamos Ranch School. Oppenheimer ficou impressionado e expressou uma forte preferência pelo local, citando a sua beleza natural e a vista das Montanhas Sangre de Cristo, que, esperava-se, iria inspirar aqueles que trabalhariam no projeto. Os engenheiros estavam preocupados com a estrada de acesso precária e se o abastecimento de água seria suficiente, mas por outro lado sentiram que era o local ideal.
Patterson aprovou a aquisição do terreno em 25 de novembro de 1942, ao autorizar 440 mil dólares para a compra do terreno de 22 mil ha, o qual, com exceção de 3,6 mil ha, já era de propriedade do governo federal. O Secretário da Agricultura Claude R. Wickard concedeu o uso de 18,3 mil ha das terras do Serviço Florestal para o Departamento de Guerra "por quanto tempo a necessidade militar continue". A necessidade de terras para uma nova estrada e, mais tarde, para a passagem de uma linha de energia de 40 km posteriormente levou à compra de terras em tempo de guerra para 18 509 ha, mas apenas 414 971 dólares foram gastos. A construção foi contratada pela M. M. Sundt Company de Tucson, Arizona, com Willard C. Kruger and Associates de Santa Fé, no Novo México, como arquiteto e engenheiro. O trabalho começou em dezembro de 1942. Groves inicialmente destinou 300 mil para a construção, três vezes a estimativa de Oppenheimer, com a data de conclusão planejada para 15 de março de 1943. Logo ficou claro que o alcance do Projeto Y era maior que o esperado e quando Sundt terminou em 30 de novembro de 1943, mais de sete milhões de dólares haviam sido gastos.
Por causa do segredo, Los Alamos era referido como "Site Y" (local Y) ou "the Hill" (a Colina). Certidões de nascimento dos bebês nascidos em Los Alamos durante a guerra indicavam seu local de nascimento como PO Box 1663 em Santa Fé. Inicialmente Los Alamos era para ter sido um laboratório militar com Oppenheimer e outros pesquisadores comissionados para o exército. Oppenheimer chegou a encomendar para si um uniforme de tenente-coronel, mas dois físicos fundamentais, Robert Bacher e Isidor Isaac Rabi, rejeitaram a ideia. Conant, Groves e Oppenheimer, em seguida, conceberam um compromisso de que o laboratório seria operado pela Universidade da Califórnia, sob contrato com o Departamento de Guerra.
Chicago

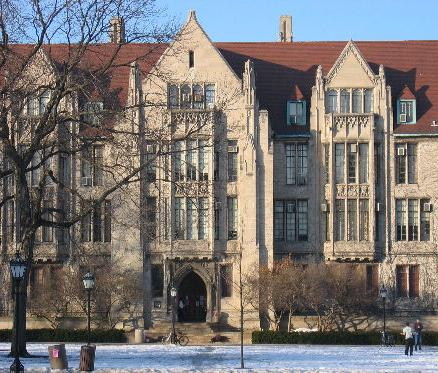
Metallurgical Laboratory, na Universidade de Chicago.

Em 25 de junho de 1942, um conselho Exército-OSRD decidiu construir uma planta piloto para produção de plutônio em Red Gate Woods, ao sudoeste de Chicago. Em julho, Nichols providenciou um contrato de arrendamento de 415 ha na reserva florestal do distrito do Condado de Cook e o capitão James F. Grafton foi nomeado engenheiro da área de Chicago. Logo se tornou evidente que a escala de operações era muito grande para a área e decidiu-se construir a usina em Oak Ridge, além de manter um centro de pesquisa e testes em Chicago.
Atrasos no estabelecimento da fábrica em Red Gate Woods levaram Compton a autorizar o Laboratório Metalúrgico a construir o primeiro reator nuclear sob as arquibancadas do Amos Alonzo Stagg Field da Universidade de Chicago. O reator precisava de uma quantidade enorme de blocos de grafite e pastilhas de urânio. Naquele momento, no entanto, havia uma fonte limitada de urânio puro. Frank Spedding, da Universidade Estadual de Iowa, foi capaz de produzir apenas duas toneladas curtas de urânio puro. Outras três toneladas curtas de urânio metálico foram fornecidas pela fábrica de lâmpadas Westinghouse, que foi produzido às pressas através de um processo improvisado. Um grande balão quadrado foi construído pela Goodyear Tire para envolver o reator. Em 2 de dezembro de 1942, uma equipe liderada por Enrico Fermi iniciou a primeira reação nuclear em cadeia autossustentável artificial em um reator experimental conhecido como Chicago Pile-1. O ponto no qual a reação fica autossustentável tornou-se conhecido como "acontecimento crítico". Compton relatou o sucesso para Conant em Washington D.C., por um telefonema codificado, dizendo: "O navegador italiano [Fermi] acaba de desembarcar no novo mundo".
Em janeiro de 1943, o sucessor de Grafton, o major Arthur V. Peterson, ordenou que o Chicago Pile-1 fosse desmontado e remontado no Red Gate Woods, já que ele considerava a operação de um reator muito perigosa para uma área densamente povoada. Após a guerra, as operações que permaneceram em Red Gate Woods mudaram-se para o novo Laboratório Nacional de Argonne, a cerca de 9,7 km.
Hanford
Em dezembro de 1942, havia a preocupação de que até mesmo Oak Ridge estava muito perto de um grande centro populacional, como Knoxville, no caso improvável de um grande acidente nuclear. Groves recrutou a DuPont em novembro de 1942 para ser o contratante principal para a construção do complexo de produção de plutônio. À DuPont foi oferecido um contrato padrão de custo mais taxa fixa, mas o presidente da empresa, Walter S. Carpenter, Jr., não queria lucro de qualquer espécie e pediu que o contrato proposto fosse alterado para excluir explicitamente a empresa de adquirir quaisquer direitos de patente. Esta proposta foi aceita, mas por razões legais foi acordada uma taxa nominal de um dólar. Depois da guerra, a DuPont pediu para ser liberada do contrato mais cedo e teve que devolver 33 centavos.

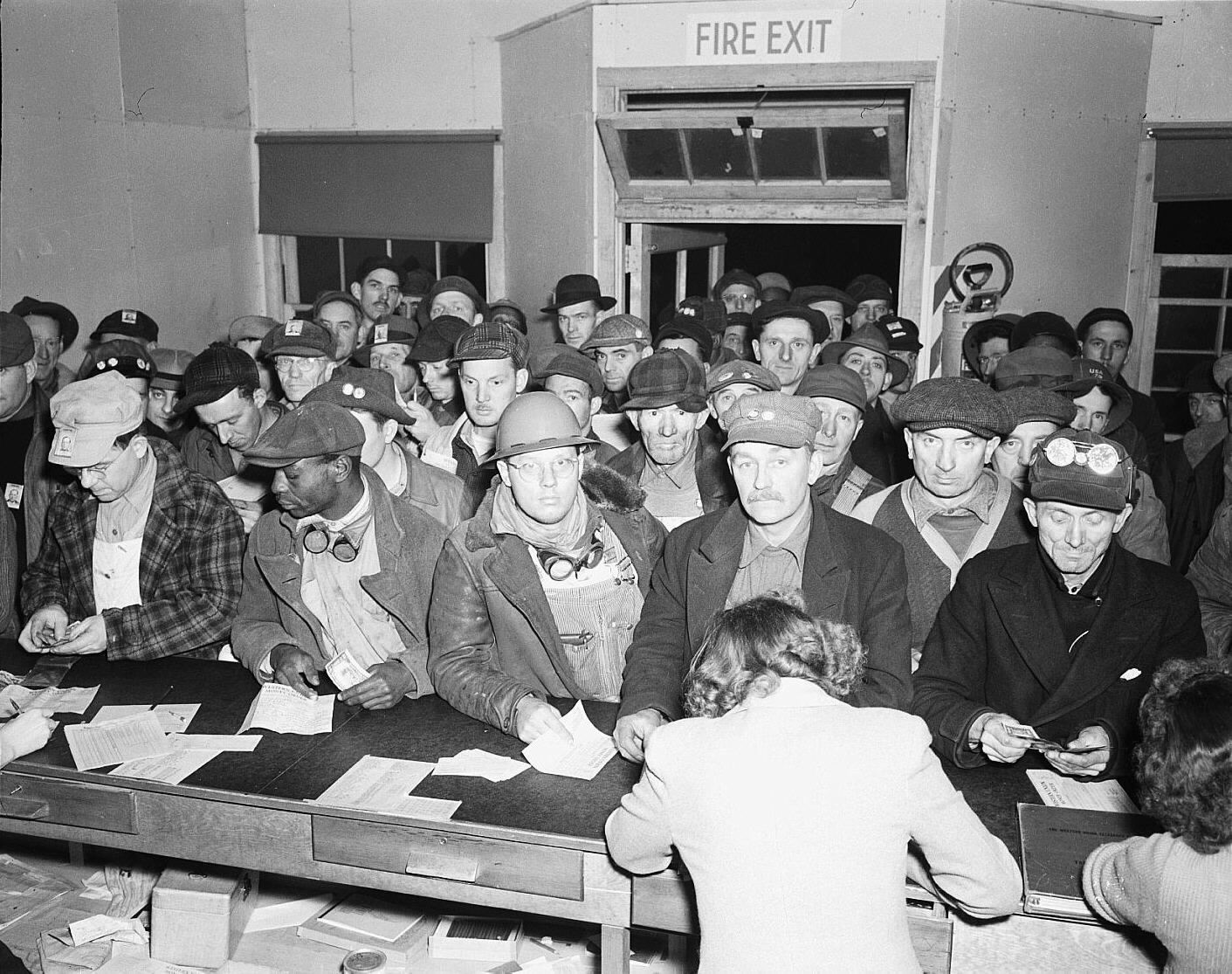
Trabalhadores de Hanford recebendo os seus cheques de pagamento no escritório da Western Union.

A DuPont recomendou que o complexo fosse localizado distante da unidade de produção de urânio existente em Oak Ridge. Em dezembro de 1942, Groves despachou o coronel Franklin Matthias e engenheiros da DuPont para explorar potenciais locais. Matthias relatou que Hanford Site, perto de Richland, Washington, era "ideal em praticamente todos os aspectos". Era isolada e perto do rio Columbia, que poderia fornecer água suficiente para resfriar os reatores que produziriam plutônio. Groves visitou o local em janeiro e estabeleceu o Hanford Engineer Works (HEW), codinome "Local W".
O subsecretário Patterson deu sua aprovação em 9 de fevereiro, destinando cinco milhões de dólares para a aquisição de 16 mil ha de terra na área. O governo federal realocou cerca de 1,5 mil moradores de White Bluffs, Hanford e povoados próximos, bem como os indígenas Wanapum e outras tribos que utilizavam a área. Surgiu uma disputa com os agricultores sobre a compensação para as plantações, que já haviam sido plantadas antes de os terrenos serem adquiridos. Sempre que o cronograma permitia, o exército autorizava a colheita das plantações, mas isso nem sempre era possível. O processo de aquisição de terras arrastou-se e não foi concluído antes do final do Projeto Manhattan, em dezembro de 1946.
A disputa não atrasou os trabalhos. Embora o progresso no projeto do reator no Laboratório Metalúrgico e na DuPont não estivesse suficientemente avançado para prever com precisão o escopo do projeto, foi dado início em abril de 1943 à construção com cerca de 25 mil trabalhadores, metade dos quais deveriam viver no local. Em julho de 1944, cerca de 1,2 mil edifícios tinham sido erguidos e quase 51 mil pessoas viviam no canteiro de obras. Como engenheiro da área, Matthias exercia controle total do local. No seu auge, o canteiro de obras era a terceira cidade mais populosa do estado de Washington. Hanford operava uma frota de mais de 900 ônibus, mais do que a cidade de Chicago. Como Los Alamos e Oak Ridge, Richland era uma comunidade fechada com acesso restrito, mas mais parecia uma típica cidade próspera norte-americana em tempos de guerra: o perfil militar era menor e os elementos de segurança física, como cercas altas, torres e cães de guarda, eram menos evidentes.

### Canadá
Colúmbia Britânica
A Cominco produzia hidrogênio eletrolítico em Trail, Colúmbia Britânica, no Canadá, desde 1930. Urey sugeriu, em 1941, que poderia produzir água pesada. À fábrica de 10 milhões de dólares já existente, que consistia em 3 215 células consumindo 75 MW de energia hidroelétrica, células de eletrólise secundárias foram adicionadas para aumentar a concentração de deutério na água de 2,3% para 99,8%. Para este processo, Hugh Taylor, de Princeton, desenvolveu um catalisador de platina-carbono para os primeiros três estágios, enquanto Urey desenvolveu um outro de níquel-cromo para a torre do quarto estágio. O custo final foi de 2,8 milhões de dólares. O governo canadense não soube oficialmente do projeto até agosto de 1942. A produção de água pesada em Trail começou em janeiro de 1944 e continuou até 1956. A água pesada da região foi utilizada no reator de Argonne, o primeiro reator com água pesada e urânio natural, que foi crítico em 15 de maio de 1944.
Ontário
A unidade de Chalk River, em Ontário, foi criada para realojar o esforço aliado do Laboratório de Montreal para longe de uma área urbana. Uma nova comunidade foi construída em Deep River, Ontário, para fornecer residências e instalações para os membros da equipe. O local foi escolhido por sua proximidade com a área industrial de Ontário e Quebec e pela proximidade com a grande base militar Petawawa. Localizado às margens do rio Ottawa, tinha acesso a água abundante. O primeiro diretor do novo laboratório foi John Cockcroft, que foi substituído por Wilfrid Bennett Lewis em setembro de 1946. Um reator piloto conhecido como ZEEP (zero-energy experimental pile) tornou-se o primeiro reator canadense e o primeiro a ser concluído fora dos Estados Unidos, quando ficou crítico em setembro de 1945. ZEEP permaneceu em uso por pesquisadores até 1970. Um reator maior de 10 MW NRX, que foi projetado durante a guerra, foi concluído e se tornou fundamental em julho de 1947.
Territórios do Noroeste
A Mina de Eldorado, em Port Radium, era uma fonte de minério de urânio para o projeto.

### Locais de água pesada
Embora os projetos preferenciais da DuPont para os reatores nucleares fossem resfriados a hélio e usassem grafite como moderador, a empresa ainda manifestou interesse em usar água pesada como um backup, caso o projeto do reator de grafite fosse inviável por algum motivo. Para este fim, calculou-se que três toneladas curtas (2,7 t) de água pesada seriam necessárias por mês. Visto que as instalações em Trail, que na época estavam em construção, poderiam produzir 0,5 tonelada curta (0,45 t) por mês, capacidade adicional foi necessária. Groves, portanto, autorizou a DuPont a construir instalações de água pesada no Morgantown Ordnance Works, perto de Morgantown, Virgínia Ocidental; no Wabash River Ordnance Works, perto de Dana e Newport, Indiana; e no Alabama Ordnance Works, perto de Childersburg e Sylacauga, Alabama. Embora conhecidos como Ordnance Works e pagos por força de contratos do Departamento de Material Bélico, eles foram construídos e operados pelo Corpo de Engenheiros do Exército. As usinas norte-americanas usaram um processo diferente de Trail; a água pesada era extraída por destilação, aproveitando-se do ponto de ebulição ligeiramente maior da água pesada.

## Urânio

### Minério
A matéria-prima essencial para o projeto era o urânio, o qual foi utilizado como combustível para os reatores, como alimentação para transformação em plutônio e, na sua forma enriquecida, na própria bomba atômica. Havia quatro grandes depósitos conhecidos de urânio em 1940: no Colorado, no norte do Canadá, em Joachimstal na Checoslováquia e no Congo Belga. Todos, menos Joachimstal, estavam nas mãos dos Aliados. Uma pesquisa em novembro de 1942 determinou que quantidades suficientes de urânio estavam disponíveis para satisfazer os requisitos do projeto. Nichols organizou com o Departamento de Estado os controles de exportação para o óxido de urânio e a negociação para a compra de 1,1 mil toneladas de minério de urânio do Congo Belga, que estavam sendo armazenadas em um depósito em Staten Island, mais os estoques remanescentes no próprio Congo. Ele negociou com a Eldorado Gold Mines a compra de minério de sua mina em Port Hope, Ontário, e a sua transferência em lotes de cem toneladas. O governo canadense, posteriormente, comprou as ações da empresa até adquirir uma participação majoritária.
Apesar de essas compras assegurarem um suprimento suficiente para atender às necessidades em tempo de guerra, os líderes americanos e britânicos concluíram que era do interesse de seus países ter o controle de tantos depósitos de urânio no mundo quanto possível. A fonte mais rica de minério era a mina Shinkolobwe, em Likasi, no Congo Belga, mas ela tinha sido inundada e fechada. Nichols tentou em vão negociar a sua reabertura e venda para os EUA de toda a produção futura com Edgar Sengier, o diretor da empresa proprietária da mina, a Union Minière du Haut Katanga (UMHK). A questão foi retomada pelo Comitê de Política Combinada. Como 30% das ações da UMHK eram controladas por britânicos, estes assumiram a liderança nas negociações. Sir John Anderson e o embaixador John Gilbert Winant elaboraram um acordo com Sengier e o governo belga em maio de 1944 para a mina ser reaberta e 1 560 toneladas de minério serem fornecidas. Para evitar a dependência de britânicos e canadenses para o minério, Groves também organizou a compra de estoques de US Vanadium Corporation's em Uravan, Colorado. A mineração de urânio do Colorado rendeu cerca de 730 toneladas de minério.
Mallinckrodt Incorporated, em St. Louis, Missouri, pegou o minério bruto e o dissolveu em ácido nítrico para produzir nitrato de uranilo. Éter foi adicionado, em seguida, em um processo de extração líquido-líquido, para separar as impurezas do nitrato de uranilo. O composto depois foi aquecido para formar trióxido de urânio, que foi reduzido ao dióxido de urânio altamente puro. Em julho de 1942, Mallinckrodt estava produzindo uma tonelada de óxido altamente puro por dia, mas transformar isso em urânio metálico mostrou-se inicialmente mais difícil para os contratantes da Westinghouse e Metal Hydrides. A produção era muito lenta e a qualidade era inaceitavelmente baixa. Um ramo especial do Laboratório Metalúrgico foi estabelecido para investigar alternativas na Universidade Estadual de Iowa, em Ames, sob o comando de Frank Spedding. O processo criado em Ames tornou-se disponível em 1943.
Refino de urânio em Ames
- Uma "bomba" (recipiente sob pressão) contendo iodetos de urânio e metal sacrificial, provavelmente magnésio, sendo baixada em uma fornalha.
- Após a reação, o interior de uma bomba revestida com resquícios de escória.
- Um "biscoito" de urânio metálico proveniente da reação de redução.

### Separação de isótopos
O urânio natural é composto de 99,3% de urânio-238 e 0,7% de urânio-235, mas apenas o 235 é físsil. O isótopo quimicamente idêntico urânio-235 tem que ser fisicamente separado do mais abundante. Vários métodos foram considerados para o enriquecimento de urânio, a maioria dos quais foi realizada em Oak Ridge.
A tecnologia mais óbvia, a centrífuga, não teve êxito, mas as tecnologias de separação eletromagnética, por difusão gasosa e difusão térmica foram todas bem-sucedidas e contribuíram para o projeto. Em fevereiro de 1943, Groves surgiu com a ideia de usar o produto de algumas usinas como insumo para outras.

#### Centrífugas
O processo de centrifugação era considerado o único método de separação promissor em abril de 1942. Jesse Beams tinha desenvolvido esse processo, na Universidade da Virgínia, durante a década de 1930, mas tinha encontrado dificuldades técnicas. O processo exigia altas velocidades de rotação, mas, em determinadas velocidades, vibrações harmônicas ameaçavam quebrar a máquina. Era, portanto, necessário acelerar rapidamente nessas velocidades. Em 1941, ele começou a trabalhar com hexafluoreto de urânio, o único composto gasoso conhecido de urânio, e foi capaz de separar o urânio-235. Na Universidade de Columbia, Urey indicou Karl Cohen para investigar o processo e este produziu uma teoria matemática tornando possível criar um aparelho de separação por centrifugação, que a Westinghouse se comprometeu a construir.
Escalar isto para uma planta de produção mostrou ser um desafio técnico formidável. Urey e Cohen estimaram que a produção de um quilograma de urânio-235 por dia exigiria até 50 mil centrífugas com rotores de um metro, ou dez mil centrífugas com rotores de quatro metros, assumindo que rotores de 4 metros poderiam ser construídos. A perspectiva de manter tantos rotores operando continuamente em alta velocidade parecia difícil e, quando Beams usou seu aparato experimental, obteve apenas 60% do rendimento previsto, o que indicou que mais centrífugas seriam necessárias. Beams, Urey e Cohen, em seguida, começaram a trabalhar em uma série de melhorias que prometiam aumentar a eficiência do processo. No entanto, falhas frequentes de rotores, eixos e rolamentos em altas velocidades atrasavam o trabalho nas usinas. Em novembro de 1942, o processo de centrifugação foi abandonado pelo Comitê de Política Militar, que seguiu uma recomendação de Conant, Nichols e August C. Klein da Stone & Webster.

#### Separação eletromagnética
A separação isotópica eletromagnética foi desenvolvida por Lawrence no Laboratório de Radiação da Universidade da Califórnia. Este método emprega dispositivos conhecidos como calutrons, híbridos do espectrômetro de massa padrão de laboratório e o cíclotron. O nome foi derivado das palavras "Califórnia", "universidade" e "cíclotron". No processo eletromagnético, um campo magnético desvia as partículas carregadas de acordo com a massa. O processo não era nem cientificamente elegante nem industrialmente eficiente. Em comparação com uma usina de difusão gasosa ou um reator nuclear, uma usina de separação eletromagnética iria consumir mais materiais raros, exigiria mais mão de obra para operar e custaria mais para ser construída. No entanto, o processo foi aprovado porque era baseado em uma tecnologia comprovada e, portanto, representava menos riscos. Além disso, ele podia ser construído em várias fases e atingir rapidamente a capacidade industrial.

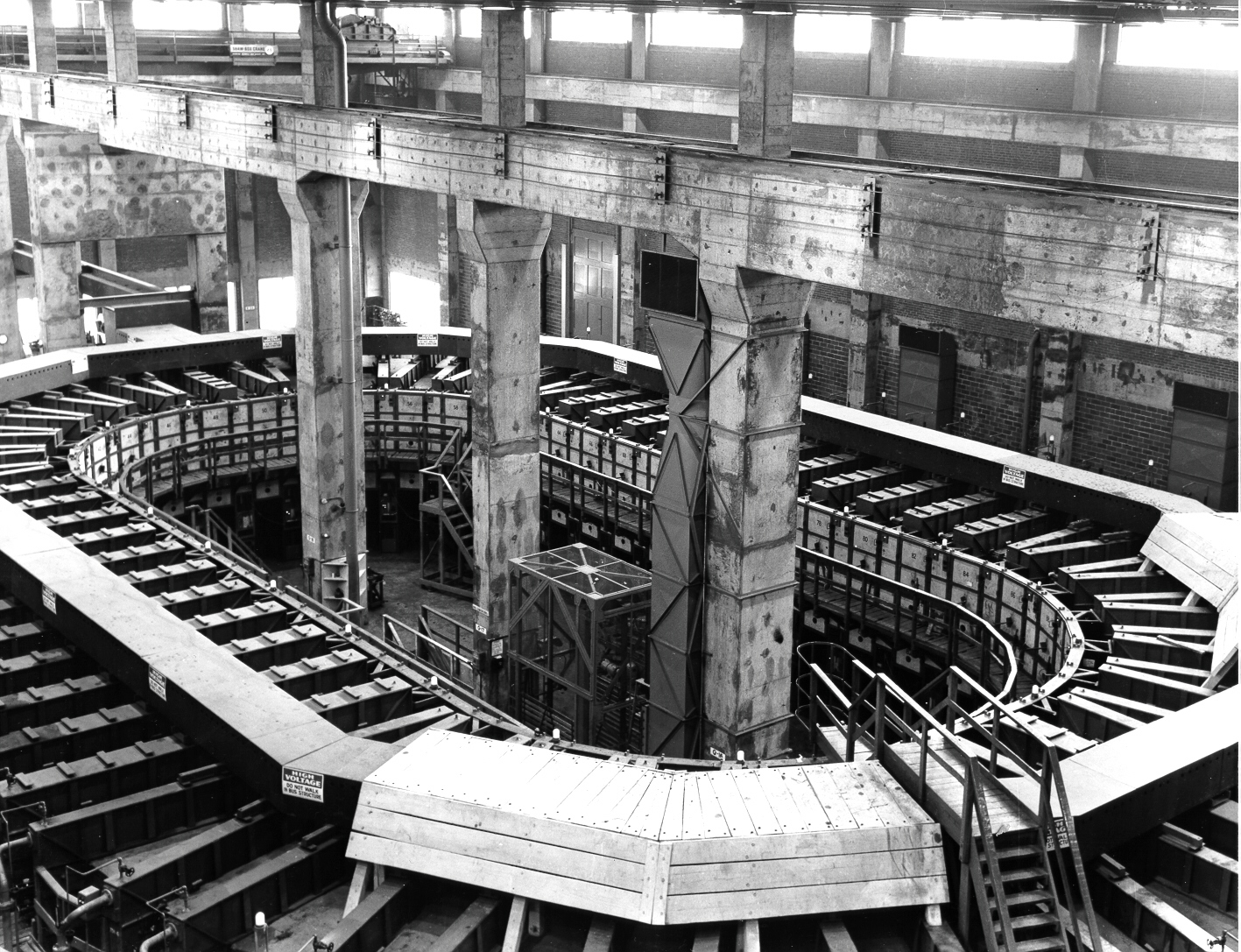
A esteira de rolagem da Alpha I na Y-12

Marshall e Nichols descobriram que o processo de separação isotópica eletromagnética exigiria 4,5 mil toneladas de cobre, que estava desesperadamente em falta. No entanto, a prata poderia ser a substituta, numa proporção de 11:10. Em 3 de agosto de 1942, Nichols se encontrou com o subsecretário do tesouro Daniel W. Bell e pediu a transferência de 5,4 mil toneladas de lingotes de prata a partir do West Point Depository. "Jovem", Bell disse a ele, "você pode pensar em prata em toneladas, mas o Tesouro vai sempre pensar na prata em onças-troy!" Ao final, foram utilizadas 13,3 mil toneladas, ou 430 milhões de onças-troy.
Barras de prata de mil onças-troy (31 kg) foram lançadas dentro dos biletes cilíndricos e levadas para Phelps Dodge em Bayway, Nova Jersey, onde foram extrudadas em tiras de 15,9 milímetros de espessura, 76 milímetros de largura e 12 m de comprimento. Estas foram enroladas em bobinas magnéticas pela Allis-Chalmers em Milwaukee, Wisconsin. Após a guerra, todo o maquinário foi desmontado e limpo e as tábuas do assoalho sob a máquina foram cortadas e queimadas para recuperar pequenas quantidades de prata. No final, apenas 1/3,6 milhões foi perdido. A última prata foi devolvida em maio de 1970.
A responsabilidade pela concepção e construção da usina de separação eletromagnética, que passou a ser chamada Y-12, foi atribuída à Stone & Webster pelo Comitê S-1 em junho de 1942. O projeto era composto por cinco unidades de processamento de primeira fase, conhecidas como esteiras de rolagem Alfa, e duas unidades de processamento final, conhecidas como esteiras de rolagem Beta. Em setembro de 1943, Groves autorizou a construção de mais quatro esteiras de rolagem, conhecidas como Alpha II. A construção começou em fevereiro de 1943.
Quando a usina foi inicializada para testes em outubro, dentro do prazo, os tanques de vácuo de 14 toneladas saíram do alinhamento por causa do poder dos ímãs e tiveram que ser fixados de forma mais segura. Um problema mais grave surgiu quando as bobinas magnéticas tiveram um curto-circuito. Em dezembro, Groves ordenou que um ímã fosse arrombado e punhados de ferrugem foram encontrados em seu interior. Groves, então, ordenou a demolição das esteiras de rolagem e os ímãs foram enviados de volta para a fábrica para limpeza. Uma fábrica de decapagem foi estabelecida no local para limpeza dos tubos e acessórios. A segunda Alfa I não estava operacional até o final de janeiro de 1944, a primeiro Beta e a primeira e terceira Alfa I entraram em serviço em março, enquanto a quarta Alfa I estava operacional em abril. As quatro esteiras de rolagem Alfa II foram concluídas entre julho e outubro de 1944.

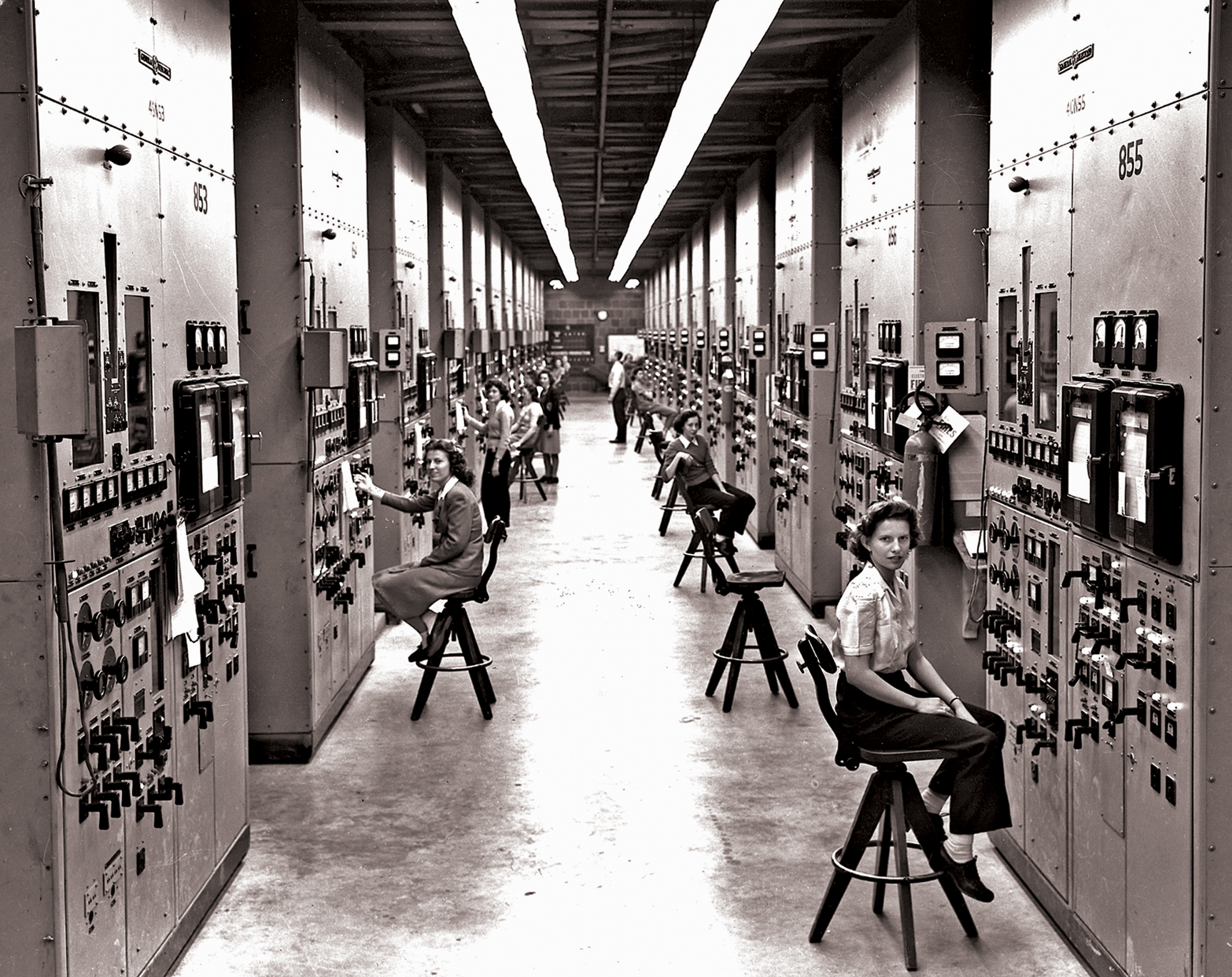
Operadoras em seus painéis de controle de calutron na Y-12. Gladys Owens, a mulher sentada em primeiro plano, não sabia no que ela tinha se envolvido até ver esta foto em um passeio público na instalação 50 anos mais tarde.

A empresa Tennessee Eastman foi contratada para gerenciar a usina Y-12 na base habitual de custo mais taxa fixa, com uma taxa de 22,5 mil dólares por mês, mais 7,5 mil dólares por esteira de rolagem para as primeiras sete esteiras e quatro mil dólares por esteira adicional. Os calutrons foram inicialmente operados por cientistas de Berkeley para remover erros e alcançar uma taxa de funcionamento razoável. Eles foram, então, entregues a operadoras treinadas da Tennessee Eastman, que tinham apenas o ensino médio. Nichols comparou os dados de produção da unidade e apontou a Lawrence que as jovens operadoras "caipiras" tinham desempenho superior ao de seus PhDs. Eles combinaram uma corrida de produção e Lawrence perdeu, o que foi um impulso moral para os trabalhadores e supervisores da Tennessee Eastman. As meninas foram "treinadas como soldados para não questionar o porquê", enquanto "os cientistas não podiam abster-se de demoradas investigações da causa de até mesmo pequenas oscilações dos mostradores".
A Y-12 inicialmente enriqueceu o teor do urânio-235 para entre 13% e 15% e enviou as primeiras poucas centenas de gramas para Los Alamos em março de 1944. Apenas uma parte em 5 825 da carga de urânio emergiu como produto final. Grande parte do resto estava espalhado sobre os equipamentos no processo. Esforços de recuperação extenuantes ajudaram a elevar a produção para 10% da alimentação de urânio-235 em janeiro de 1945. Em fevereiro, as esteiras de rolagem Alfa começaram a receber um insumo levemente enriquecido (1,4%), a partir da nova usina S-50 de difusão térmica. No mês seguinte, o enriquecimento foi ainda maior (5%), a partir da usina K-25 de difusão gasosa. Em abril, a K-25 estava produzindo urânio suficientemente enriquecido para alimentar diretamente as esteiras de rolagem Beta.

#### Difusão gasosa
O mais promissor, mas também o mais desafiante, método de separação de isótopos era a difusão gasosa. A lei de Graham diz que a taxa de efusão de um gás é inversamente proporcional à raiz quadrada da sua massa molecular, assim, em uma caixa que contenha uma membrana semipermeável e uma mistura de dois gases, as moléculas mais leves vão passar para fora do recipiente mais rapidamente do que as moléculas mais pesadas. O gás que sai do recipiente é ligeiramente enriquecido em moléculas mais leves, ao passo que o gás residual é empobrecido. A ideia era de que tais caixas poderiam ser formadas numa cascata de bombas e de membranas, com cada uma das fases sucessivas contendo uma mistura ligeiramente mais enriquecida. A pesquisa sobre o processo foi realizada na Universidade de Columbia por um grupo que incluía Harold Urey, Karl P. Cohen e John R. Dunning.

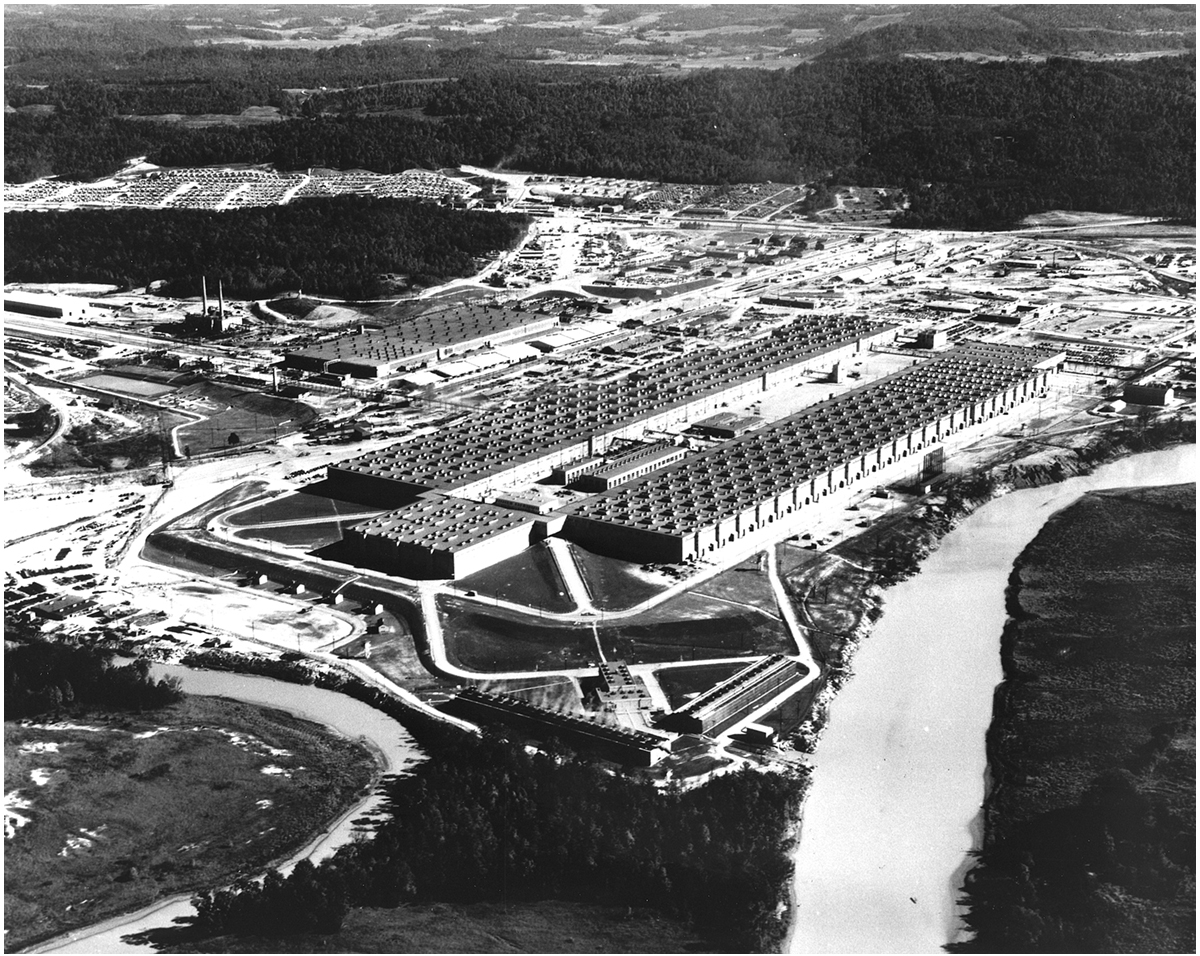
Fábrica K-25 em Oak Ridge

Em novembro de 1942, o Comitê de Política Militar aprovou a construção de uma usina de difusão gasosa de 600 estágios. Em 14 de dezembro, a M. W. Kellogg aceitou uma oferta para construir a usina, que recebeu o codinome K-25. Um contrato de custo mais taxa fixa foi negociado, ao final totalizando 2,5 milhões de dólares. Uma entidade empresarial separada chamada Kellex foi criada para o projeto, liderada por Percival C. Keith, um dos vice-presidentes da Kellogg.
O processo enfrentou dificuldades técnicas formidáveis. O gás hexafluoreto de urânio, altamente corrosivo, teria de ser usado, pois nenhum substituto foi encontrado, e os motores e bombas teriam que ser selados a vácuo e encapsulados em gás inerte. O maior problema era o projeto da barreira, que tinha que ser forte, porosa e resistente à corrosão pelo hexafluoreto de urânio. A melhor escolha parecia ser o níquel. Edward Adler e Edward Norris criaram uma barreira de malha de níquel por eletrodeposição. A planta-piloto de seis estágios foi construída na Universidade de Columbia para testar o processo, mas o protótipo de Norris-Adler provou ser muito frágil. Uma barreira rival foi desenvolvida a partir de níquel pulverizado pela Kellex, Bell Telephone Laboratories e a Bakelite Corporation. Em janeiro de 1944, Groves encomendou a produção da barreira da Kellex.
O projeto da Kellex para a K-25 pedia um prédio de quatro andares, uma estrutura de 800 m de comprimento em forma de U, contendo 54 construções contíguas. Estas eram divididas em nove seções. Dentro destas células havia seis estágios. As células podiam ser operadas de forma independente, ou consecutivamente em cada seção. Similarmente, as seções podiam ser operadas separadamente ou como parte de uma única cascata.
A construção começou com a marcação do local de 2,0 km2 em maio de 1943. O trabalho no edifício principal começou em outubro de 1943 e a planta-piloto de seis estágios estava pronta para a operação em 17 de abril de 1944. Em 1945, Groves cancelou os estágios superiores da usina, dirigindo a Kellex em vez disso para projetar e construir uma unidade de alimentação lateral de 540 estágios, que ficou conhecida como K-27. A Kellex transferiu a última unidade para o contratante operacional, Union Carbide and Carbon, em 11 de setembro de 1945. O custo total, incluindo a usina K-27 concluída após a guerra, chegou a 480 milhões de dólares.
A unidade de produção iniciou a operação em fevereiro de 1945 e, à medida que as cascatas subsequentes entravam em produção, a qualidade do produto aumentava. Em abril de 1945, K-25 tinha atingido um enriquecimento de 1,1% e a saída da unidade de difusão térmica S-50 começou a ser utilizada como insumo. Alguns produtos do mês seguinte chegaram a quase 7% de enriquecimento. Em agosto, o último dos 2 892 estágios começou a operar. K-25 e K-27 alcançaram todo o seu potencial no início do período pós-guerra, quando eclipsaram as demais usinas de produção e tornaram-se os protótipos para uma nova geração de usinas.

#### Difusão térmica
O processo de difusão térmica se baseava na teoria de Sydney Chapman e David Enskog, que explica que, quando uma mistura gasosa passa através de um gradiente térmico, a parte mais pesada tende a concentrar-se na extremidade fria, enquanto a mais leve tende a ir para a extremidade quente. Como os gases quentes tendem a subir e os frios tendem a descer, isto pode ser usado como um meio de separação isotópica. Este processo foi demonstrado pela primeira vez por K. Clusius e G. Dickel na Alemanha, em 1938. Ele foi desenvolvido por cientistas da Marinha dos Estados Unidos, mas não foi uma das tecnologias de enriquecimento inicialmente selecionadas para uso no Projeto Manhattan. Isto se deveu principalmente por dúvidas sobre sua viabilidade técnica, mas a rivalidade existente entre o Exército e a Marinha também teve uma participação.

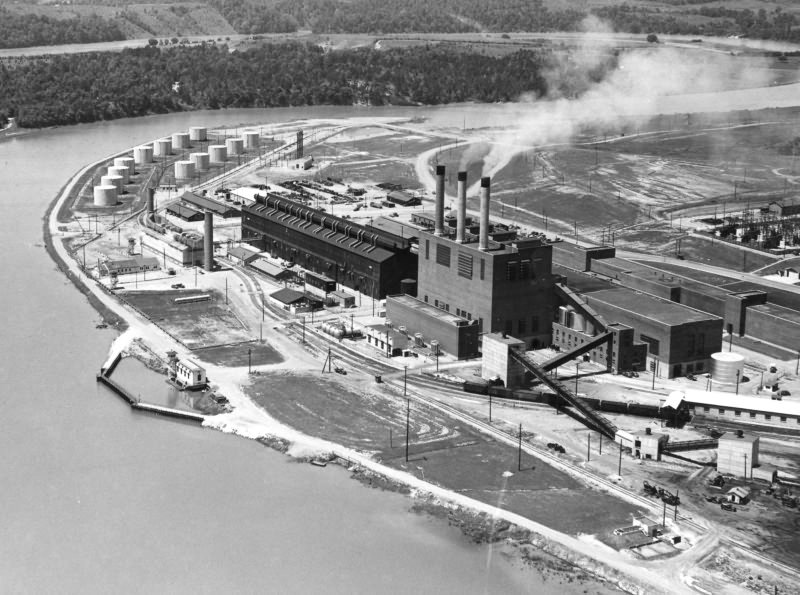
A S-50 é a usina do prédio escuro no canto superior esquerdo por trás da usina de Oak Ridge (com chaminés)

O Laboratório de Pesquisa Naval continuou a pesquisa sob a direção de Philip Abelson, mas houve pouco contato com o Projeto Manhattan até abril de 1944, quando o capitão William Sterling Parsons, o oficial naval que estava no comando do desenvolvimento de material bélico em Los Alamos, trouxe notícias a Oppenheimer sobre progressos encorajadores em experimentos da Marinha sobre difusão térmica. Oppenheimer escreveu a Groves, sugerindo que a produção de uma unidade de difusão térmica fosse utilizada como insumo para a Y-12. Groves criou uma comissão composta por Warren Lewis, Eger Murphree e Richard Tolman para investigar a ideia, e estimaram que uma usina de difusão térmica, ao custo de 3,5 milhões de dólares, poderia enriquecer 50 kg de urânio por semana para quase 0,9% de urânio-235. Groves aprovou sua construção em 24 de junho de 1944.
Groves contratou a H. K. Ferguson Company de Cleveland, Ohio, para construir a usina de difusão térmica, que foi designada como S-50. Os conselheiros de Groves, Karl Cohen e W. I. Thompson, da Standard Oil, estimaram que seriam necessários seis meses para terminar a construção. Groves deu a Ferguson apenas quatro meses. O projeto previa a instalação de 2 142 colunas de difusão de 15 metros de altura, organizadas em 21 suportes de produção. Dentro de cada coluna havia três tubos concêntricos. O vapor, obtido a partir da central elétrica vizinha, a K-25, a uma pressão de cem libras por polegada quadrada (690 kPa) e à temperatura de 285 °C, fluía para baixo através do tubo mais interno de níquel, com 32 mm de espessura, enquanto água a 68 °C fluía para cima através do tubo externo de ferro. O hexafluoreto de urânio fluía no tubo intermediário, de cobre, e a separação isotópica ocorria entre os tubos de níquel e de cobre.
O trabalho começou em 9 de julho de 1944, e a S-50 entrou em operação parcial em setembro. A Ferguson operava a usina através de uma subsidiária, conhecida como Fercleve. A usina produziu apenas 4,8 kg de urânio-235 a 0,852% em outubro. Vazamentos limitaram a produção e forçaram desligamentos durante os meses seguintes, mas, em junho de 1945, a usina produziu 5 770 kg. Em março de 1945, todos os 21 suportes de produção estavam operando. Inicialmente, a produção da S-50 foi alimentada na Y-12, mas a partir de março de 1945 os três processos de enriquecimento foram executados em série. A S-50 se tornou a primeira fase, com o enriquecimento de 0,71% para 0,89%. Este material era alimentado no processo de difusão gasosa para a usina K-25, que produzia produto enriquecido a 23%. Este, por sua vez, era introduzido na Y-12, que enriquecia a cerca de 89%, suficiente para armas nucleares.

### Design do tipo da arma

Bomba nuclear Little Boy

Cerca de 50 quilos de urânio enriquecido a 89% de urânio-235 foram entregues a Los Alamos até julho de 1945. Isto foi usado para criar uma bomba balística de fissão, que funciona por montagem mecânica de uma massa crítica de duas massas subcríticas de urânio-235: uma "bala" e um "alvo". Quando eles colidem, o iniciador de nêutrons modulado de polônio-berílio iria produzir uma explosão de nêutrons, que iria iniciar uma reação em cadeia no urânio-235. A configuração da massa crítica determina quanto do material físsil reage no intervalo entre a montagem e a dispersão e, portanto, o rendimento da bomba explosiva. Cerca de 1% de fissão do material que resultaria numa bomba funcional era equivalente a milhares de toneladas de explosivos potentes. Uma má configuração, ou a montagem lenta, poderia libertar energia suficiente para dispersar rapidamente a massa crítica e o rendimento seria muito reduzido, o que equivale apenas a algumas toneladas de explosivos potentes. O projeto da bomba foi conhecido por ser ineficiente e propenso a descarga acidental.
O esforço de desenvolvimento da arma modelo foi realizado em Los Alamos por Parsons' O Division. O grupo do tenente-comandante A. Francis Birch terminou o projeto, que se tornou a Little Boy, em fevereiro de 1945. Não havia urânio enriquecido disponível para um teste. Little Boy usou totalmente os 89% do urânio-235 enriquecido, juntamente com outra carga cerca de 50% enriquecida, com uma média de 85% de enriquecimento. O método da arma foi considerado tão seguro de trabalhar que nenhum teste foi considerado necessário, apesar de um extenso programa de testes de laboratório ter sido realizado para certificar que as hipóteses fundamentais estavam corretas.

## Plutônio
A segunda linha de desenvolvimento perseguida pelo Projeto Manhattan usava o elemento físsil plutônio. Embora pequenas quantidades de plutônio existam na natureza, a melhor maneira de obter grandes quantidades do elemento é em um reator nuclear, em que urânio natural é bombardeado com nêutrons. O urânio-238 é transmutado em urânio-239, que decai rapidamente, primeiro para netúnio-239 e, em seguida, para plutônio-239. Apenas uma pequena quantidade do urânio-238 é transformada, de modo que o plutônio deve ser separado quimicamente do restante do urânio, de quaisquer impurezas iniciais e de produtos de fissão.

### Reator de Grafite X-10

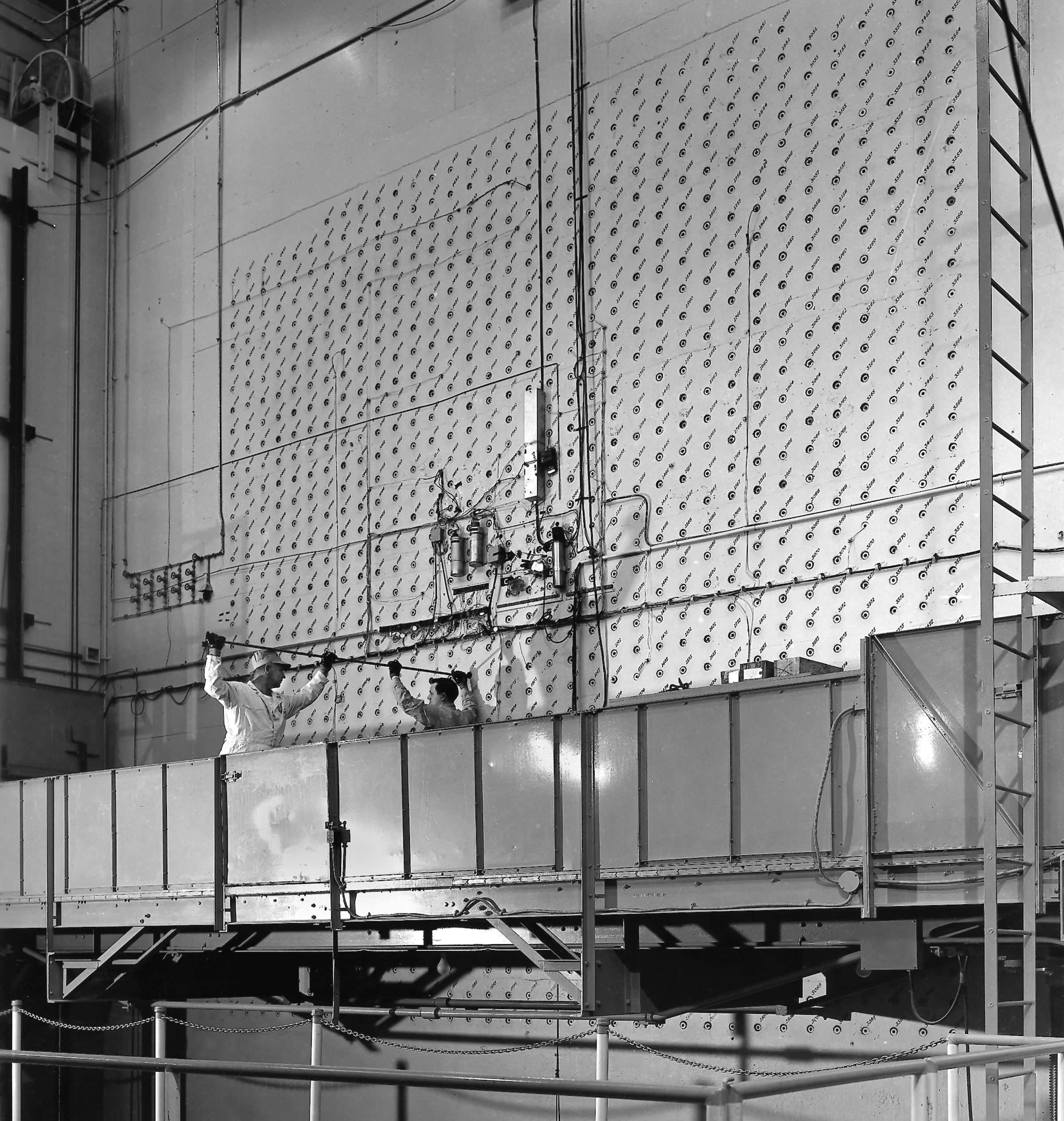
Trabalhadores carregando barras de urânio para o Reator de Grafite X-10

Em março de 1943, a DuPont começou a construção de uma usina de plutônio em uma área de 0,5 km2 em Oak Ridge. Concebida como uma instalação piloto para instalações de produção maiores em Hanford, incluía o Reator de Grafite X-10 refrigerado a ar, uma usina de separação química e instalações de suporte. Por causa da decisão subsequente de construir reatores refrigerados a água em Hanford, apenas a usina de separação química operou como um verdadeiro piloto. O reator de grafite X-10 consistia de um enorme bloco de grafite de 7,3 m de comprimento de cada lado, pesando cerca de 1,4 mil t, rodeado por 2,1 m de concreto de alta densidade como um escudo de radiação.
A maior dificuldade foi encontrada com as balas de urânio produzidas pela Mallinckrodt e pela Metal Hydrides. Elas de alguma forma tinham que ser revestidas em alumínio para evitar a corrosão e o escape dos produtos de fissão para o sistema de refrigeração. A Grasselli Chemical Company tentou desenvolver um processo de imersão a quente, sem sucesso. Enquanto isso a Alcoa tentou o processo de enlatamento. Um novo processo de soldagem sem revestimento foi desenvolvido e 97% dos recipientes passaram por um teste padrão de vácuo, mas os testes em alta temperatura indicaram uma taxa de mais de 50% de falha. No entanto, a produção começou em junho de 1943. O Laboratório Metalúrgico, finalmente, desenvolveu uma técnica melhorada de soldagem com a ajuda da General Electric, que foi incorporada ao processo de produção em outubro de 1943.
Observado por Fermi e Compton, o reator de grafite X-10 entrou em operação em 4 de novembro de 1943, com cerca de 27 t de urânio. Uma semana mais tarde, a carga foi aumentada para 33 t, aumentando a sua geração de energia para 500 kW e, até o final do mês, os primeiros 500 miligramas de plutônio foram criados. Modificações ao longo do tempo elevaram a potência a quatro mil kW, em julho de 1944. X-10 funcionou como uma fábrica de produção até janeiro de 1945, quando foi entregue a atividades de pesquisa.

### Reatores de Hanford
Apesar de um projeto de refrigeração a ar ter sido escolhido para o reator de Oak Ridge, para viabilizar uma construção mais rápida, foi reconhecido que isto seria impraticável para reatores de produção muito maiores. Inicialmente, o Laboratório Metalúrgico e a DuPont usaram hélio para refrigeração, mas depois concluíram que um reator refrigerado a água seria mais simples, mais barato e mais rápido de construir. O projeto só se tornou disponível em 4 de outubro de 1943 e, enquanto isso, Matthias concentrou-se em melhorar Hanford, com a construção de acomodações, melhorias nas estradas, a construção de uma conexão ferroviária e a modernização das linhas de energia elétrica, água e telefone.

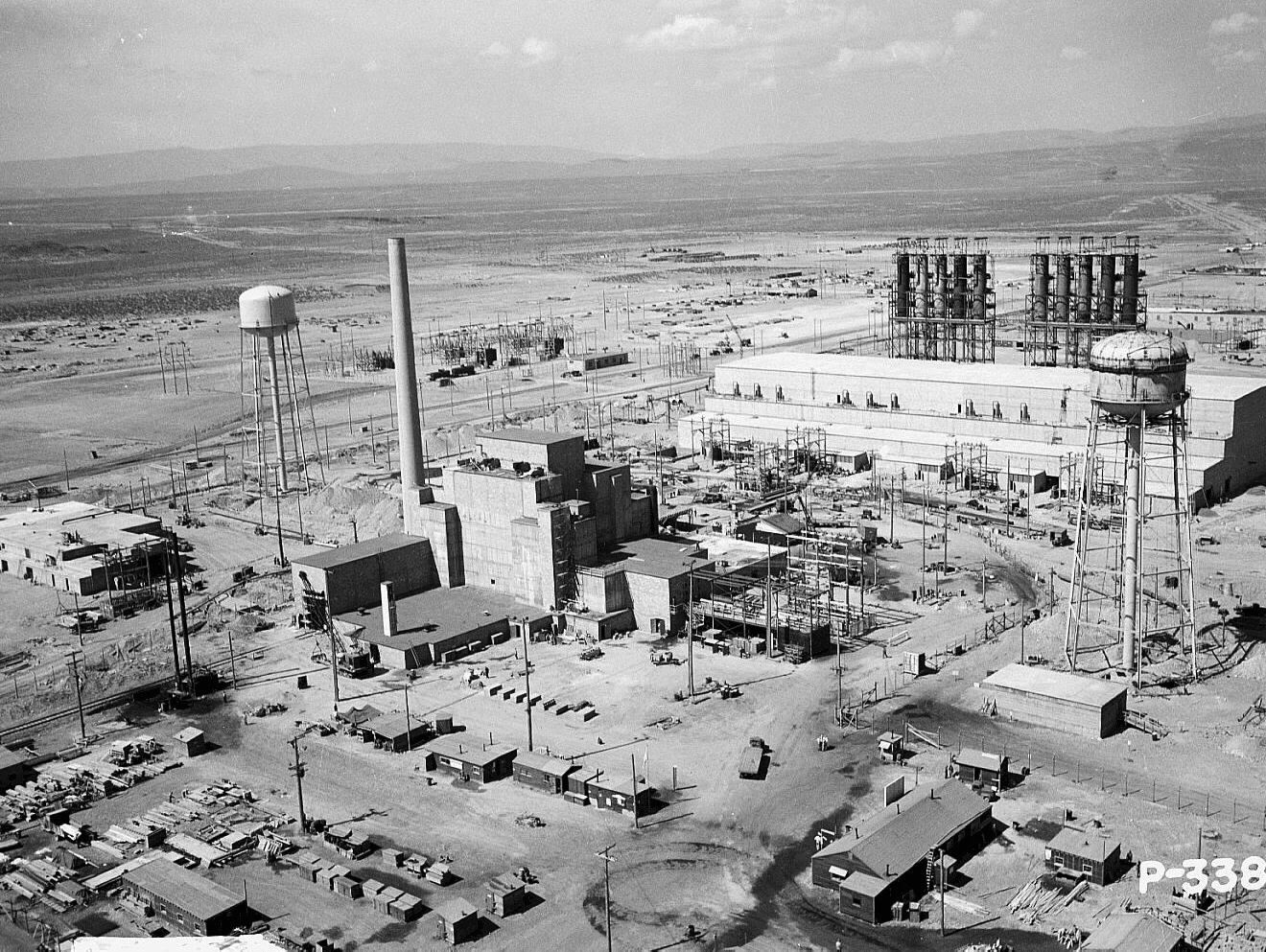
Vista aérea do local do Reator B, junho de 1944.

Como em Oak Ridge, a maior dificuldade foi encontrada no enlatamento das balas de urânio, que foi iniciado em Hanford em março de 1944. Elas foram decapadas para remover a sujeira e as impurezas, mergulhadas em bronze fundido, estanho e numa liga de alumínio-silício, enlatadas com prensas hidráulicas e então tapadas com a utilização de soldagem a arco sob uma atmosfera de argônio. Finalmente, elas foram submetidas a uma série de testes para detectar buracos ou soldagens defeituosas. Lamentavelmente, a maior parte das balas de urânio falhou inicialmente nos testes, resultando em uma produção de apenas algumas por dia. Mas houve um progresso constante e, em junho de 1944, a produção aumentou até o ponto onde parecia que balas de urânio em número suficiente estariam disponíveis para inicializar o Reator B pontualmente em agosto de 1944.
O trabalho começou em 10 de outubro de 1943 no Reator B, o primeiro dos seis reatores planejados de 250 MW. Os complexos de reatores foram designados com letras de A a F, sendo que B, D e F seriam desenvolvidos primeiro, pois isso maximizaria a distância entre os reatores. Eles seriam os únicos construídos durante o Projeto Manhattan. Cerca de 350 toneladas de aço, 13 300 m3 de concreto, 50 mil blocos de concreto e 71 mil tijolos de concreto foram utilizados para construir o edifício de 37 metros de altura.
A construção do próprio reator começou em fevereiro de 1944. Observado por Compton, Matthias, Crawford Greenewalt da DuPont, Leona Woods e Fermi, que inseriu a primeira bala, o reator foi ligado em 13 de setembro de 1944. Ao longo dos dias seguintes, os 838 tubos foram carregados e o reator chegou ao limite. Pouco depois da meia-noite em 27 de setembro, os operadores começaram a retirar as hastes de controle para iniciar a produção. No começo tudo parecia bem, mas em torno das 3 horas o nível de energia começou a cair e às 06h30m o reator tinha desligado completamente. A água de refrigeração foi investigada para ver se tinha havido um vazamento ou contaminação. No dia seguinte, o reator foi iniciado de novo, mas desligou mais uma vez.
Fermi contactou Chien-Shiung Wu, que identificou a causa do problema como uma contaminação de nêutrons a partir de xénon-135, que tem uma meia-vida de 9,2 horas. Fermi, Woods, Donald J. Hughes e John Archibald Wheeler, em seguida, calcularam a seção transversal nuclear de xénon-135, que se concluiu ser 30 mil vezes maior do que a do urânio. O engenheiro da DuPont George Graves havia se desviado do projeto original do Laboratório Metalúrgico, em que o reator tinha 1,5 mil tubos dispostos em um círculo, e tinha adicionado mais 504 tubos para preencher os cantos. Os cientistas tinham considerado inicialmente este exagero um desperdício de tempo e dinheiro, mas Fermi percebeu que, carregando todos os 2 004 tubos, o reator poderia alcançar o nível de energia necessário e produzir plutônio de forma eficiente. O Reator D foi iniciado em 17 de dezembro de 1944 e o Reator F em 25 de fevereiro de 1945.

### Processo de separação

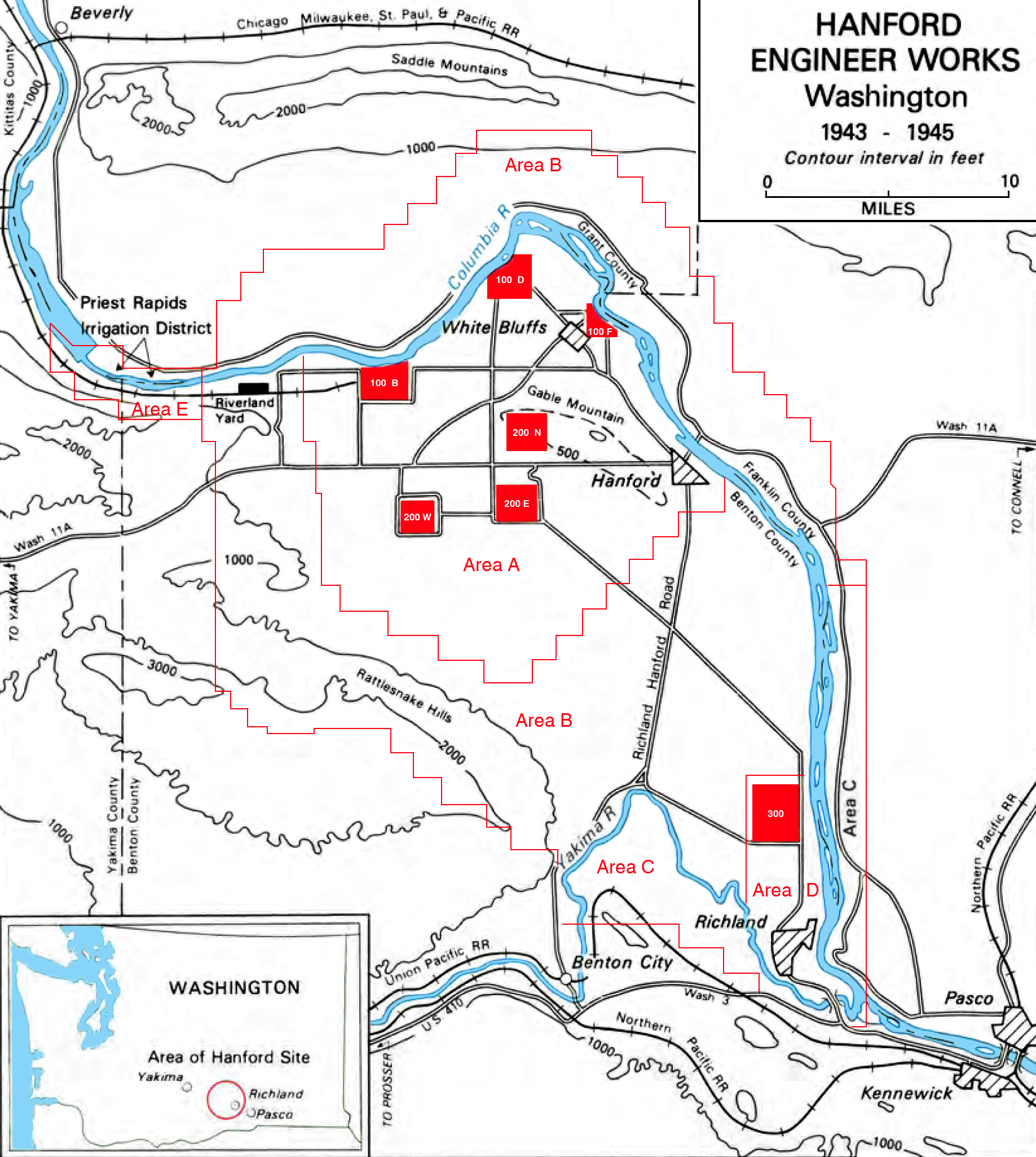
Mapa de Hanford Site. Ferrovias flanqueiam as usinas ao norte e ao sul. Reatores são os três quadrados vermelhos setentrionais, ao longo do rio Columbia. As usinas de separação são as menores de dois quadrados vermelhos do sul do grupo dos reatores. O quadrado vermelho inferior é a área 300

Enquanto isso, os químicos consideraram o problema de como o plutônio poderia ser separado a partir do urânio, quando as suas propriedades químicas não eram conhecidas. Trabalhando com as pequenas quantidades de plutônio disponíveis no Laboratório Metalúrgico, em 1942, uma equipe sob Charles M. Cooper desenvolveu um processo de fluoreto de lantânio para a separação de urânio e plutônio, que foi escolhido para a usina de separação piloto. O segundo processo de separação, com fosfato de bismuto, foi posteriormente desenvolvido por Seaborg e Stanly G. Thomson. Este processo funcionava alternando plutônio entre os seus estados de oxidação +4 e +6 em soluções de fosfato de bismuto. No primeiro estado, o plutônio precipitava; no segundo, ele permanecia em solução e os demais produtos precipitavam.
Greenewalt favoreceu o processo de fosfato de bismuto devido à natureza corrosiva do fluoreto de lantânio, e ele foi selecionado para as instalações de separação de Hanford. Logo que a X-10 começou a produzir plutônio, a usina de separação piloto foi posta à prova. O primeiro lote foi processado com 40% de eficiência, mas durante os meses seguintes esta foi aumentada para 90%.
Em Hanford, foi inicialmente dada prioridade às instalações na área 300. Esta continha edifícios para testes de materiais, preparação de urânio e montagem e calibração de instrumentação. Um dos prédios abrigava o equipamento de enlatamento das balas de urânio, enquanto outro continha um pequeno reator de teste. Não obstante a prioridade que lhe foi atribuída, o trabalho na área 300 se atrasou devido à natureza única e complexa das suas instalações e a escassez de trabalhadores e materiais nos tempos de guerra.
Os primeiros planos indicavam a construção de duas usinas de separação em cada uma das áreas conhecidas como 200-West e 200-East. Estas foram subsequentemente reduzidas para duas, as usinas T e U em 200-West e uma, a usina B em 200-East. Cada usina de separação consistia de quatro edifícios: um edifício de células de processo, ou "canyon" (conhecido como 221), um edifício de  concentração (224), um de purificação (231) e um armazenamento de suporte (213). Os canyons tinham cada um 240 m de comprimento e 20 m de largura. Cada um consistia de quarenta células de 5,4 m por 4,0 m por 6,1 m.
O trabalho começou em 221-T e 221-U em janeiro de 1944, sendo a primeira concluída em setembro e a última em dezembro. O edifício 221-B se seguiu em março de 1945. Por causa dos altos níveis de radioatividade envolvidos, todo o trabalho nas usinas de separação tinha que ser conduzido por controle remoto usando o circuito fechado de televisão, algo inédito em 1943. A manutenção era realizada com o auxílio de uma ponte rolante e ferramentas especialmente desenvolvidas. Os edifícios da 224 eram menores porque tinham menos material para processar, e ela era menos radioativa. Os edifícios 224-T e 224-U foram concluídos em 8 de outubro de 1944, seguidos do 224-B, em 10 de fevereiro de 1945. Os métodos de purificação que acabaram sendo usados em 231-W ainda eram desconhecidos quando a construção começou em 8 de abril de 1944, mas a instalação foi concluída e os métodos foram selecionados no final do ano. Em 5 de fevereiro de 1945, Matthias fez a primeira remessa de 80 gramas de nitrato de plutônio 95% puro para Los Alamos pelo correio em Los Angeles.

### Projeto da arma

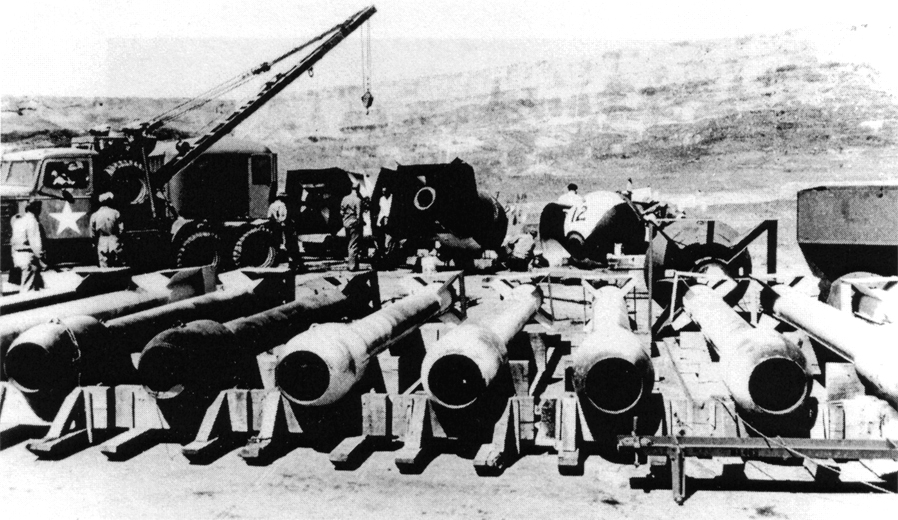
Armas nucleares Thin Man e Fat Man são visíveis no fundo

Em 1943, os esforços de desenvolvimento foram direcionados para uma arma de fissão balística com plutônio chamada Thin Man. A pesquisa inicial sobre as propriedades do plutônio foi feita usando plutônio-239 gerado no cíclotron, que era extremamente puro, mas só poderia ser criado em quantidades muito pequenas. Los Alamos recebeu a primeira amostra do plutônio a partir do reator Clinton X-10 em abril de 1944 e, em poucos dias, Emilio Segrè descobriu um problema: o plutônio do reator tinha uma maior concentração de plutônio-240, resultando em até cinco vezes a taxa de fissão espontânea do plutônio do cíclotron. Seaborg havia previsto corretamente em março de 1943 que o plutônio-239 iria absorver um nêutron e se tornar o plutônio-240.
Isto tornou o plutônio do reator impróprio para uso em uma arma. O plutônio-240 iria começar a reação em cadeia muito rapidamente, causando uma pré-detonação (fizzle) que iria liberar energia suficiente para dispersar a massa crítica com uma quantidade mínima de plutônio tendo reagido. Uma arma mais rápida foi sugerida, mas isto se mostrou impraticável. A possibilidade de separar os isótopos foi considerada e rejeitada, visto que o plutônio-240 é ainda mais difícil de separar do plutônio-239 que o urânio-235 do urânio-238.
Os trabalhos sobre um método alternativo para o projeto da bomba, conhecido como implosão, tinham começado mais cedo sob a direção do físico Seth Neddermeyer. A implosão usava explosivos para comprimir uma esfera subcrítica de material físsil para uma forma menor e mais densa. Quando os átomos físseis estão empacotados mais próximos, a taxa de captura de nêutrons aumenta e a massa torna-se crítica. O metal deve percorrer apenas uma curta distância, de modo que a massa crítica é criada em muito menos tempo do que seria necessário com o método da arma. As pesquisas de Neddermeyer entre 1943 e o início de 1944 sobre implosão mostraram-se promissoras, mas também deixaram claro que o problema seria muito mais difícil a partir de uma perspectiva teórica e de engenharia do que o projeto da arma. Em setembro de 1943, John von Neumann, que tinha experiência com cargas ocas utilizadas em mísseis perfurantes, argumentou que não só a implosão reduziria o perigo de pré-detonação e o Fizzle, como faria um uso mais eficiente do material físsil. Ele propôs usar uma configuração esférica, em vez da cilíndrica em que Neddermeyer estava trabalhando.

Bomba nuclear de implosão

Em julho de 1944, Oppenheimer chegou à conclusão de que o plutônio não poderia ser usado no projeto da arma e optou pela implosão. O esforço acelerado em um projeto de implosão, codinome Fat Man, começou em agosto de 1944, quando Oppenheimer implementou uma reorganização radical do laboratório de Los Alamos para se concentrar neste método. Dois novos grupos foram criados em Los Alamos para desenvolver a arma de implosão, Divisão X (de "explosivos"), liderada pelo especialista em explosivos George Kistiakowsky, e Divisão G (de gadget, "dispositivo"), sob Robert Bacher. O novo projeto que von Neumann e a Divisão T (de "teórica"), principalmente Rudolf Peierls, tinha concebido usava lentes explosivas para concentrar a explosão em uma forma esférica, utilizando uma combinação de explosivos lentos e rápidos.
O projeto de lentes que detonassem com a forma e velocidade adequadas se mostrou lento, difícil e frustrante. Vários explosivos foram testados antes de se decidir sobre a composição B como o explosivo rápido e Baratol como o explosivo lento. O projeto final parecia uma bola de futebol, com 20 lentes hexagonais e 12 pentagonais, cada uma pesando cerca de 36 kg. A obtenção da detonação adequada requeria detonadores elétricos confiáveis e seguros, dos quais havia dois para cada lente em prol da confiabilidade. Assim, foi decidido usar detonadores de explosivos bridgewire, uma invenção desenvolvida em Los Alamos por um grupo liderado por Luis Alvarez. O contrato para a sua produção foi dado à Raytheon.
Para estudar o comportamento das ondas de choque convergentes, Robert Serber criou o Experimento RaLa, que usou o radioisótopo de vida curta lantânio-140, uma poderosa fonte de radiação gama. A fonte de raios gama foi colocada no centro de uma esfera metálica cercada pelas lentes explosivas, que por sua vez estavam dentro de uma câmara de ionização. Isto permitiu fazer um filme em raios-X da implosão. As lentes foram projetadas usando principalmente esta série de testes. Em sua história do projeto Los Alamos, David Hawkins escreveu: "O RaLa tornou-se o experimento individual mais importante a afetar o projeto final da bomba".
Dentro dos explosivos estava o impulsor de alumínio de 110 mm de espessura, que proporcionava uma transição suave entre o explosivo de densidade relativamente baixa para a camada seguinte, um bloco compactado de 76 mm de espessura de urânio natural. Sua principal função era manter a massa crítica íntegra o maior tempo possível, mas também refletir nêutrons de volta para o núcleo. Uma parte dele deveria fissionar também. Para prevenir uma pré-detonação por um nêutron externo, o bloco compactado foi revestido com uma camada fina de boro. Um iniciador de nêutrons modulado de polônio-berílio, conhecido como "ouriço", porque sua forma se assemelhava a um ouriço-do-mar, foi desenvolvido para iniciar a reação em cadeia precisamente no momento certo. Este trabalho com a química e metalurgia de polônio radioativo foi dirigido por Charles Allen Thomas da Monsanto Company e ficou conhecido como o Projeto Dayton. Os testes demandavam até 500 curies por mês de polônio, o que a Monsanto era capaz de prover. O conjunto todo foi envolto em uma caixa protetora à prova de bala de duralumínio para a bomba.

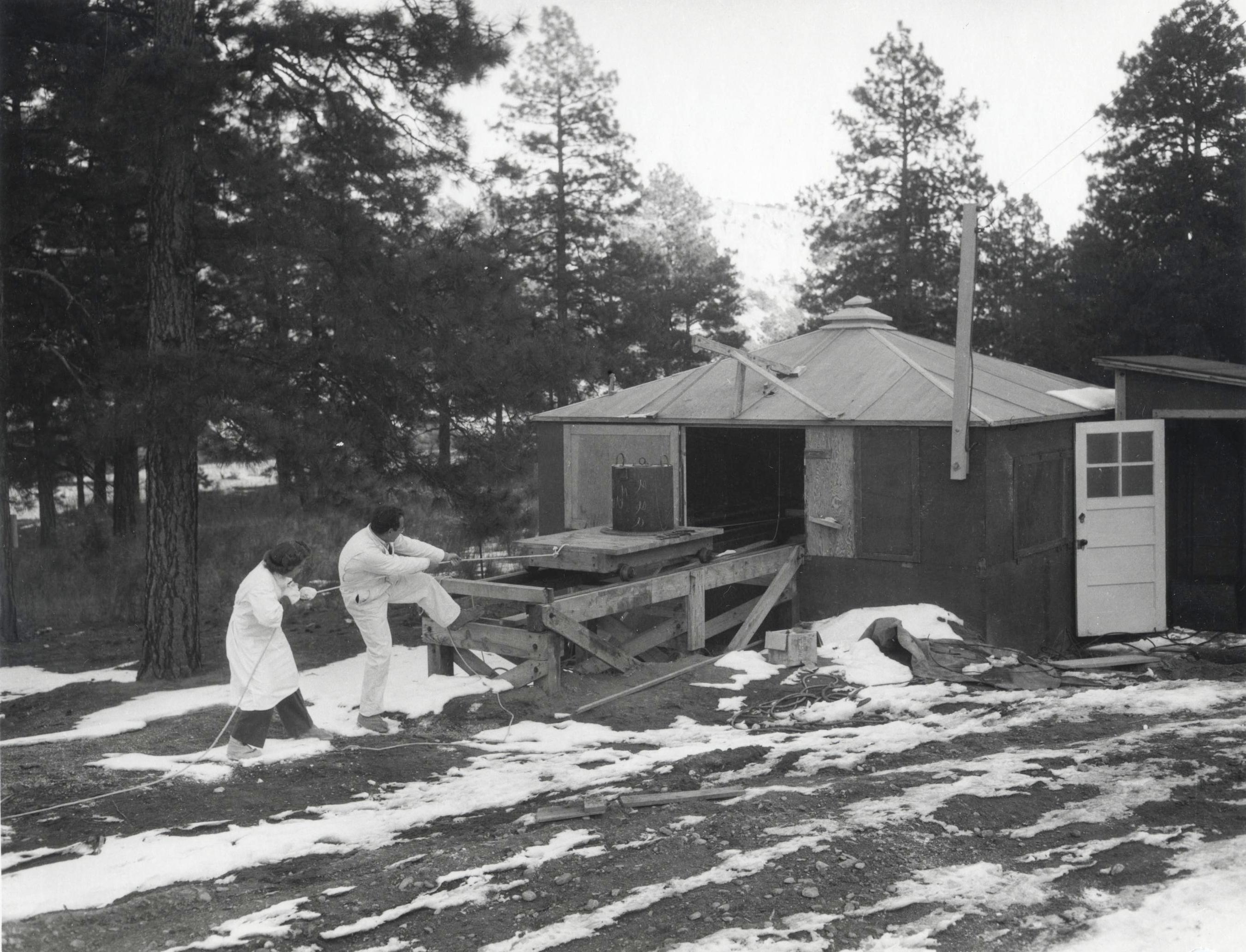
Manipulação remota de uma fonte de curie de lantânio radioativo para o experimento RaLa em Los Alamos

A tarefa final dos metalúrgicos foi determinar como moldar plutônio em uma esfera. As dificuldades ficaram aparentes quando houve a medição da densidade do plutônio, que mostrou resultados inconsistentes. Em um primeiro momento, considerou-se que a causa fosse uma contaminação, mas logo foi determinado que havia múltiplas formas alotrópicas de plutônio. A fase α frágil que existe em temperatura ambiente se transforma  na fase β plástica em temperaturas mais elevadas. A atenção, em seguida, voltou-se para a fase δ, ainda mais maleável e que normalmente existe na temperatura de 300 °C a 450 °C. Verificou-se que esta era estável à temperatura ambiente quando numa liga com alumínio, mas o alumínio emite nêutrons quando bombardeado com partículas alfa, o que agravaria o problema de pré-ignição. Os metalúrgicos, então, partiram para uma liga de plutônio-gálio, que estabilizava a fase δ e poderia ser forjada a quente para chegar à forma esférica desejada. Como o plutônio se corrói rapidamente, a esfera foi revestida com níquel.
O trabalho revelou-se perigoso. Até o final da guerra, metade dos químicos e metalúrgicos experientes tiveram que ser removidos do trabalho com plutônio quando níveis inaceitavelmente altos do elemento apareceram em sua urina. Um pequeno incêndio em Los Alamos em janeiro de 1945 levou ao temor de que um incêndio no laboratório de plutônio poderia contaminar toda a cidade e Groves autorizou a construção de uma nova unidade para a química e metalurgia de plutônio, que se tornou conhecida como o DP-site. As hemisferas para o primeiro fosso de plutônio foram produzidas e entregues em 2 de julho de 1945. Mais três hemisferas se seguiram em 23 de julho e foram entregues três dias depois.

### Trinity

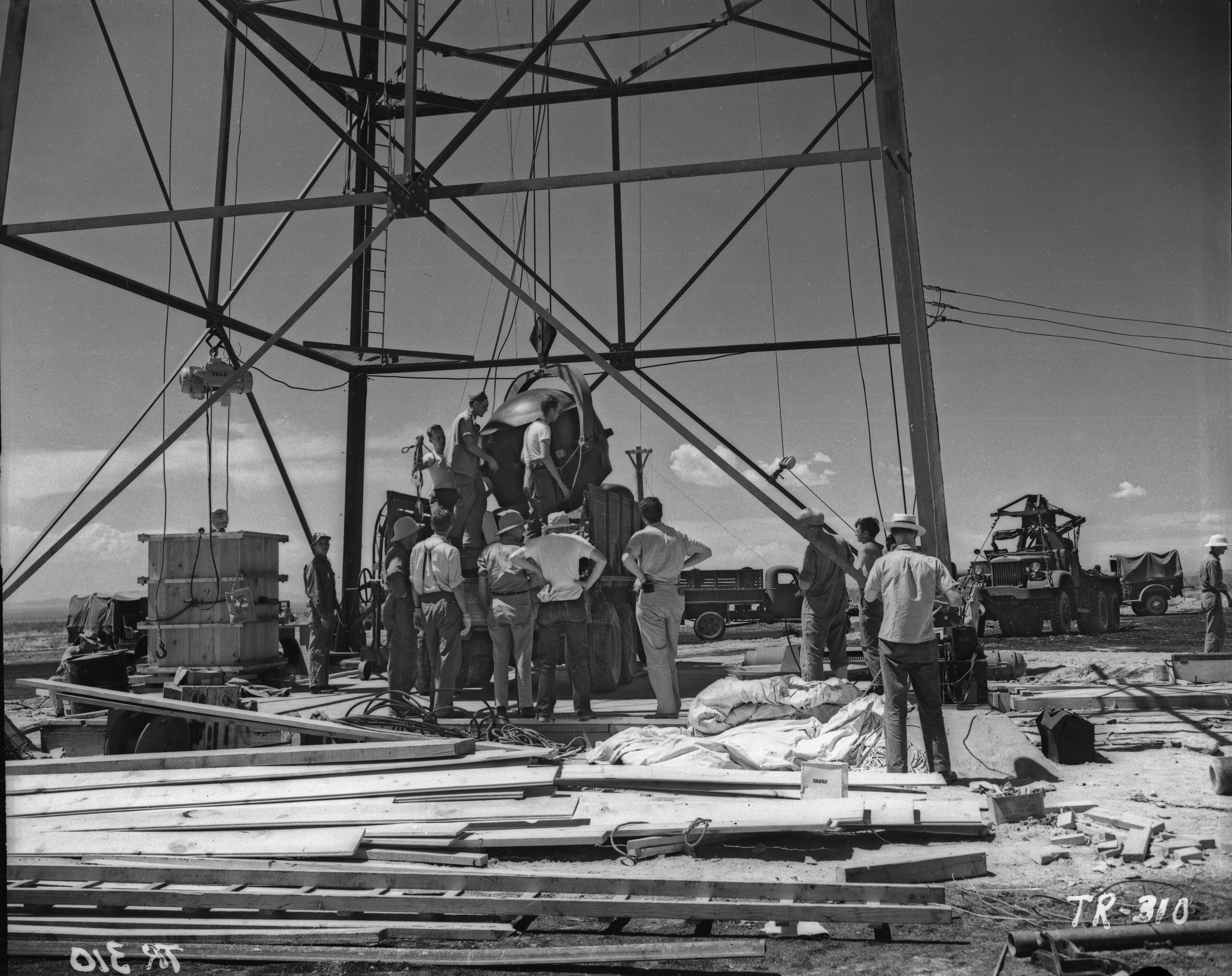
Os explosivos do "the gadget" sendo levantados para o topo da torre para a montagem final

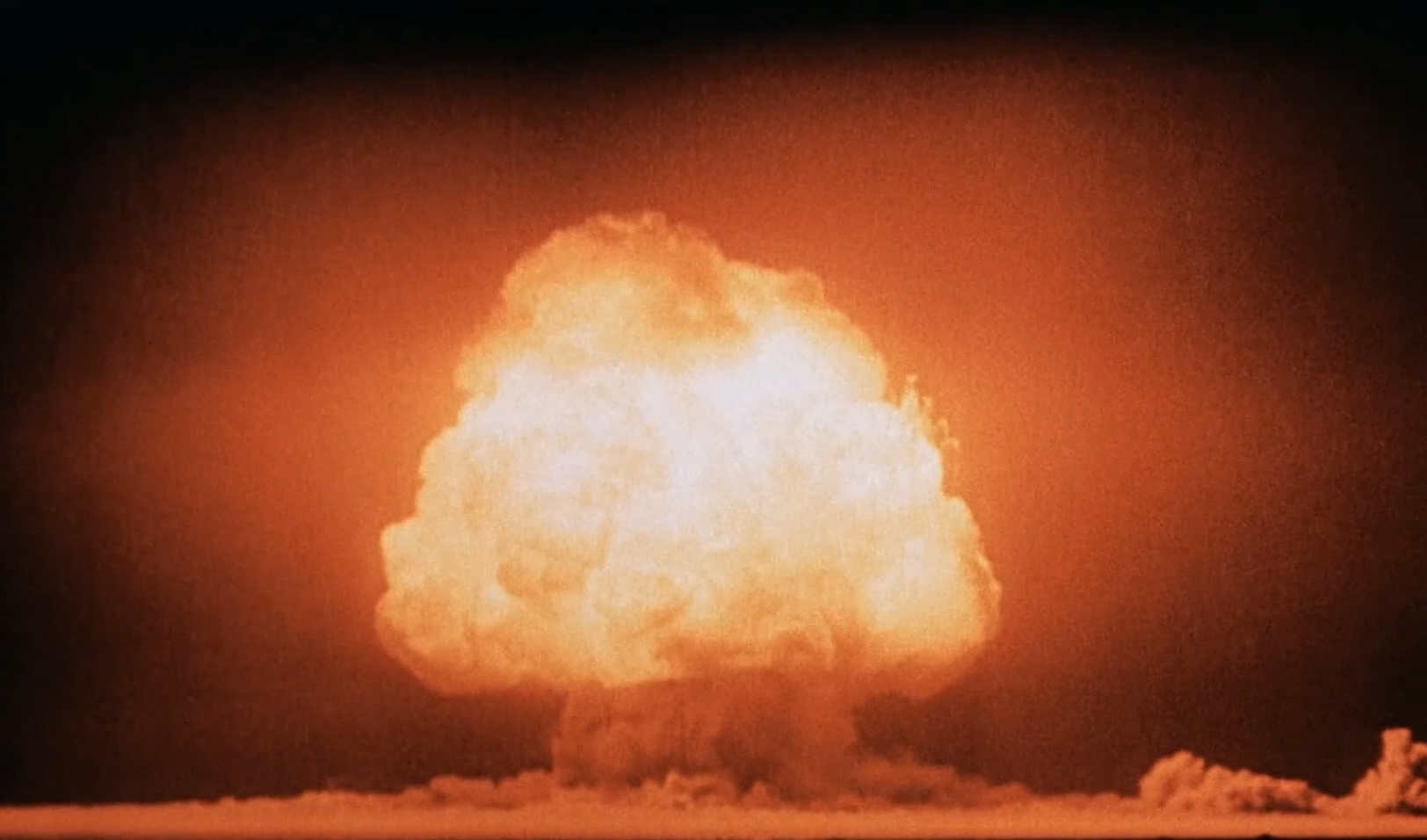
Nuvem de cogumelo segundo após a explosão da Experiência Trinity.

Devido à complexidade de uma arma do tipo implosão, decidiu-se que, apesar do desperdício de matéria físsil, um teste inicial seria necessário. Groves aprovou o teste, desde que o material ativo fosse recuperado. Considerou-se, portanto, um Fizzle controlado, mas Oppenheimer optou por um teste nuclear em grande escala, de codinome "Trinity".
Em março de 1944, o planejamento para o teste foi atribuído a Kenneth Bainbridge, um professor de física na Universidade de Harvard, trabalhando sob Kistiakowsky. Bainbridge selecionou o Campo de Teste de Mísseis de White Sands perto de Alamogordo Army Airfield como o local para o teste. Bainbridge trabalhou com o capitão Samuel P. Davalos na construção da Trinity Base Camp e suas instalações, que incluiu quartéis, depósitos e oficinas.
Groves não gostava da perspectiva de explicar a perda de um bilhão de dólares em plutônio para uma comissão do Senado, por isso foi construído um recipiente de contenção cilíndrico, com o codinome "Jumbo", para recuperar o material ativo, no caso de falha. Medindo 7,6 m de comprimento e 3,7 m de largura, foi fabricado a custo alto com 217 t de ferro e aço pela Babcock & Wilcox em Barberton, Ohio. Trazido em um vagão de trem especial para um ramal em Pope, no Novo México, foi transportado nos últimos 40 km até o local de teste em um reboque puxado por dois tratores. No momento em que chegou, no entanto, a confiança no método da implosão era suficientemente alta, assim como a disponibilidade de plutônio, por isso Oppenheimer decidiu não usá-lo. Em vez disso, ele foi colocado no topo de uma torre de aço a 730 m da arma, como uma medida aproximada da potência da explosão. No final, Jumbo sobreviveu, apesar de a torre não, dando credibilidade à crença de que ele teria contido com sucesso uma explosão fracassada.
Uma explosão de pré-teste foi realizada em 7 de maio de 1945 para calibragem dos instrumentos. Uma plataforma de teste de madeira foi erguida a 730 m do Ground Zero e empilhada com 91 t de TNT cravadas com produtos de fissão nuclear na forma de uma bala de urânio irradiado proveniente de Hanford, que foi dissolvida e vertida para dentro do tubo de explosivos. Esta explosão foi observada pelo novo vice-comandante de Oppenheimer e Groves, o brigadeiro-general Thomas Farrell. O pré-teste produziu dados que se mostraram vitais para o teste de Trinity.
Para o teste real, a arma, apelidada de "the gadget", foi içada ao topo de uma torre de aço de 30 m, pois a detonação nessa altura daria uma melhor indicação de como a arma se comportaria quando caísse de um bombardeiro. A detonação no ar maximizaria a energia aplicada diretamente para o alvo e geraria menos consequências nucleares. The gadget foi montada sob a supervisão de Norris Bradbury no McDonald Ranch House no dia 13 de julho e precariamente içada na torre no dia seguinte. Entre os observadores estavam Bush, Chadwick, Conant, Farrell, Fermi, Groves, Lawrence, Oppenheimer e Tolman. Às 05h30 em 16 de julho de 1945, the gadget explodiu com uma energia equivalente a cerca de 20 quilotons de TNT, deixando uma cratera de Trinitite (vidro radioativo) de 76 m de largura no deserto . A onda de choque foi sentida a mais de 160 km de distância e a nuvem de cogumelo chegou a 12,1 km de altura. A explosão foi ouvida a muitos quilômetros de distância, como em El Paso, Texas, portanto Groves fez publicar uma reportagem sobre a explosão de um paiol de munição em Alamogordo Field.

## Mão de obra

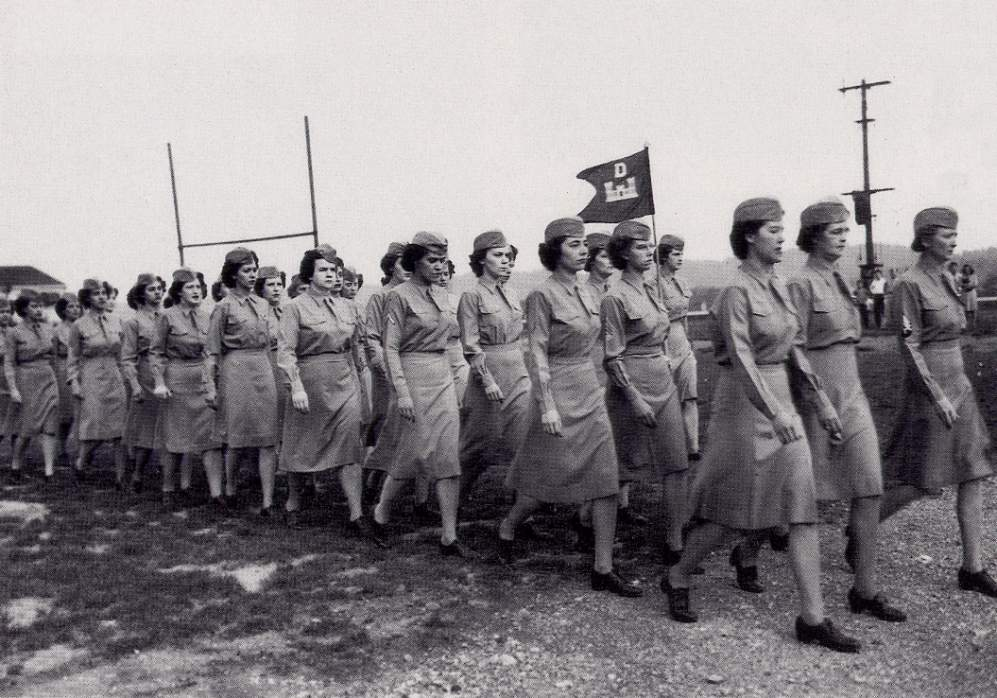
O destacamento Women's Army Corps marchando em Oak Ridge

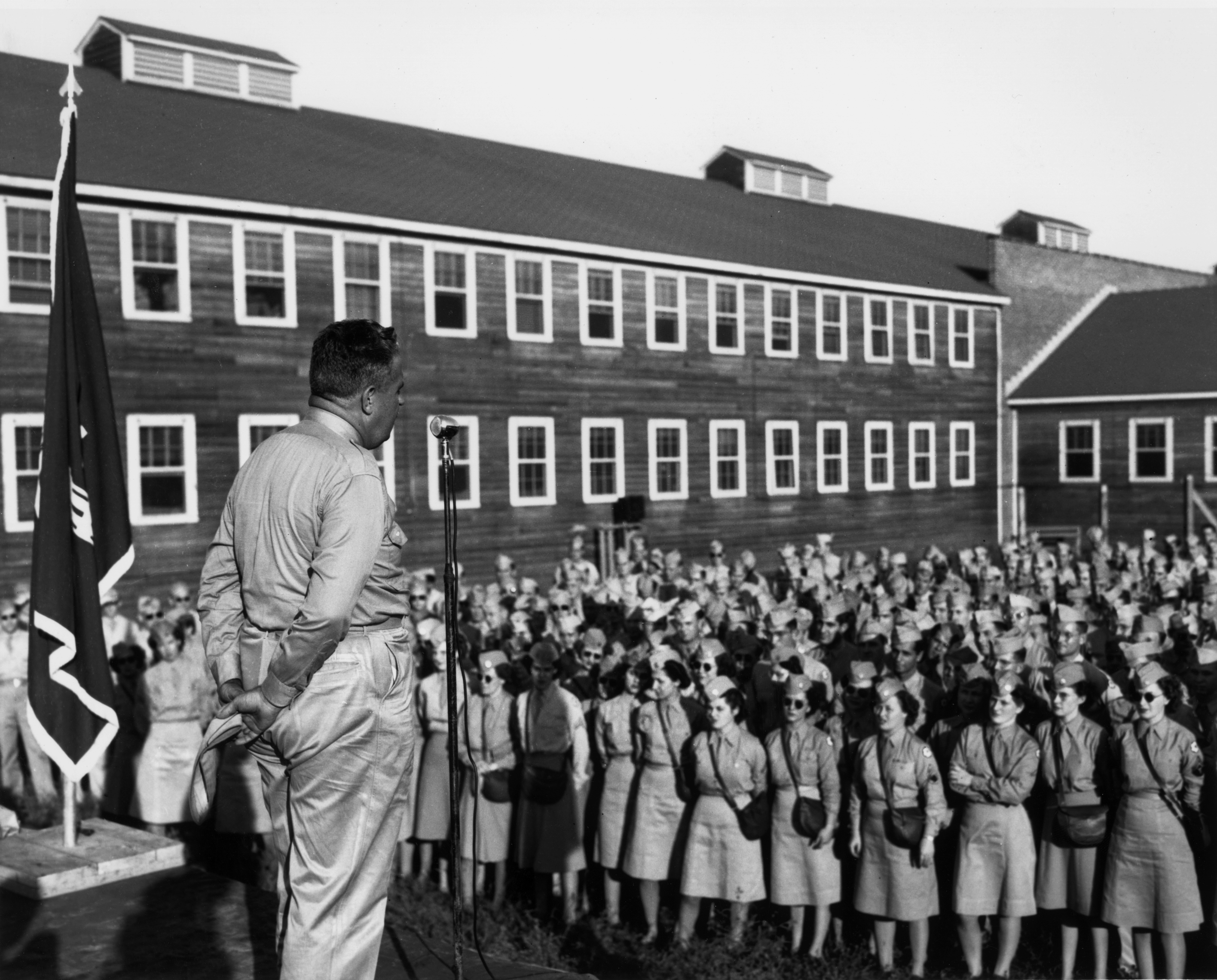
O Major General Leslie R. Groves, Jr., fala com os funcionários de Oak Ridge, Tennessee, em agosto de 1945

Em junho de 1944, o Projeto Manhattan empregava cerca de 129 mil trabalhadores, dos quais 84 500 eram trabalhadores da construção, 40 500 eram operadores das usinas e 1 800 eram militares. Com a atividade de construção em declínio, a força de trabalho caiu para cem mil um ano depois, mas o número de militares aumentou para 5 600. A busca de trabalhadores, em especial os altamente qualificados, em concorrência com outros programas vitais em tempos de guerra, provou ser muito difícil. Em 1943, Groves obteve da War Manpower Commission uma prioridade especial temporária para o trabalho. Em março de 1944, tanto o War Production Board quanto a War Manpower Commission deram ao projeto a sua maior prioridade.
Tolman e Conant, na função de conselheiros científicos do projeto, elaboraram uma lista de cientistas candidatos que foram avaliados por cientistas que já trabalhavam no projeto. Groves, em seguida, enviou uma carta pessoal aos chefes das respectivas universidades ou companhias pedindo para que eles fossem liberados para um trabalho de guerra essencial. Na Universidade de Wisconsin-Madison, Stanisław Ulam deu a uma de suas alunas, Joan Hinton, um pré-exame, para que ela pudesse sair para fazer o trabalho de guerra. Algumas semanas mais tarde, Ulam recebeu uma carta de Hans Bethe, convidando-o para participar do projeto. Conant pessoalmente persuadiu o perito em explosivos George Kistiakowsky para participar do projeto.
Uma fonte de mão de obra qualificada era o próprio exército, em particular o Army Specialized Training Program. Em 1943, o MED criou o Special Engineer Detachment (SED), com uma força autorizada de 675 pessoas. Técnicos e trabalhadores qualificados convocados para o exército eram designados para o SED. Outra fonte era o Women's Army Corps (WAC). Inicialmente destinado a tarefas de escritório de manipulação de materiais classificados, o WAC foi logo utilizado para tarefas técnicas e científicas também. Em 1 de fevereiro de 1945, todos os militares designados para o MED, incluindo todos os destacamentos SED, foram designados para a 9812th Technical Service Unit, exceto em Los Alamos, onde os militares que não os do SED, incluindo o WAC e a Polícia Militar, foram designados para a 4817th Service Command Unit.
Um professor adjunto de radiologia da Escola de Medicina da Universidade de Rochester, Stafford Warren, foi comissionado como coronel do United States Army Medical Corps e designado como chefe da Seção Médica do MED e conselheiro médico de Groves. A missão inicial de Warren foi formar as equipes dos hospitais em Oak Ridge, Richland e Los Alamos. A Seção Médica era responsável pela pesquisa médica, mas também pelos programas de saúde e segurança do MED. Isto apresentava-se como um desafio enorme, porque os trabalhadores tinham que lidar com uma variedade de produtos químicos tóxicos, usar líquidos perigosos e gases sob altas pressões, trabalhar com altas tensões e realizar experimentos envolvendo explosivos, para não mencionar os perigos em grande parte desconhecidos apresentados pela radioatividade e pela manipulação de materiais físseis. No entanto, em dezembro de 1945, o Conselho Nacional de Segurança concedeu ao Projeto Manhattan o Prêmio de Honra por Serviços Eminentes de Segurança, em reconhecimento ao seu histórico de segurança. Entre janeiro de 1943 e junho de 1945, houve 62 mortes e 3 879 feridos incapacitados, o que era cerca de 62% abaixo da taxa registrada na indústria privada.

## Segredo
Um artigo de 1945 da revista Life estimou que, antes dos bombardeios de Hiroshima e Nagasaki, "provavelmente não mais do que uma dúzia de homens em todo o país sabiam o significado do Projeto Manhattan e, talvez, apenas um milhar de outros estavam cientes de que um trabalho com átomos estava envolvido." A revista escreveu que os outros mais de cem mil empregados do projeto "trabalharam como toupeiras no escuro". Advertidos de que divulgar os segredos do projeto era punível com dez anos de prisão ou dez mil dólares (128 mil dólares de hoje) de multa, os trabalhadores viam enormes quantidades de matérias-primas entrar nas fábricas sem nada sair e monitoravam "seletores e interruptores por trás de grossas paredes de concreto onde reações misteriosas aconteciam", sem saber o propósito real de seu trabalho.

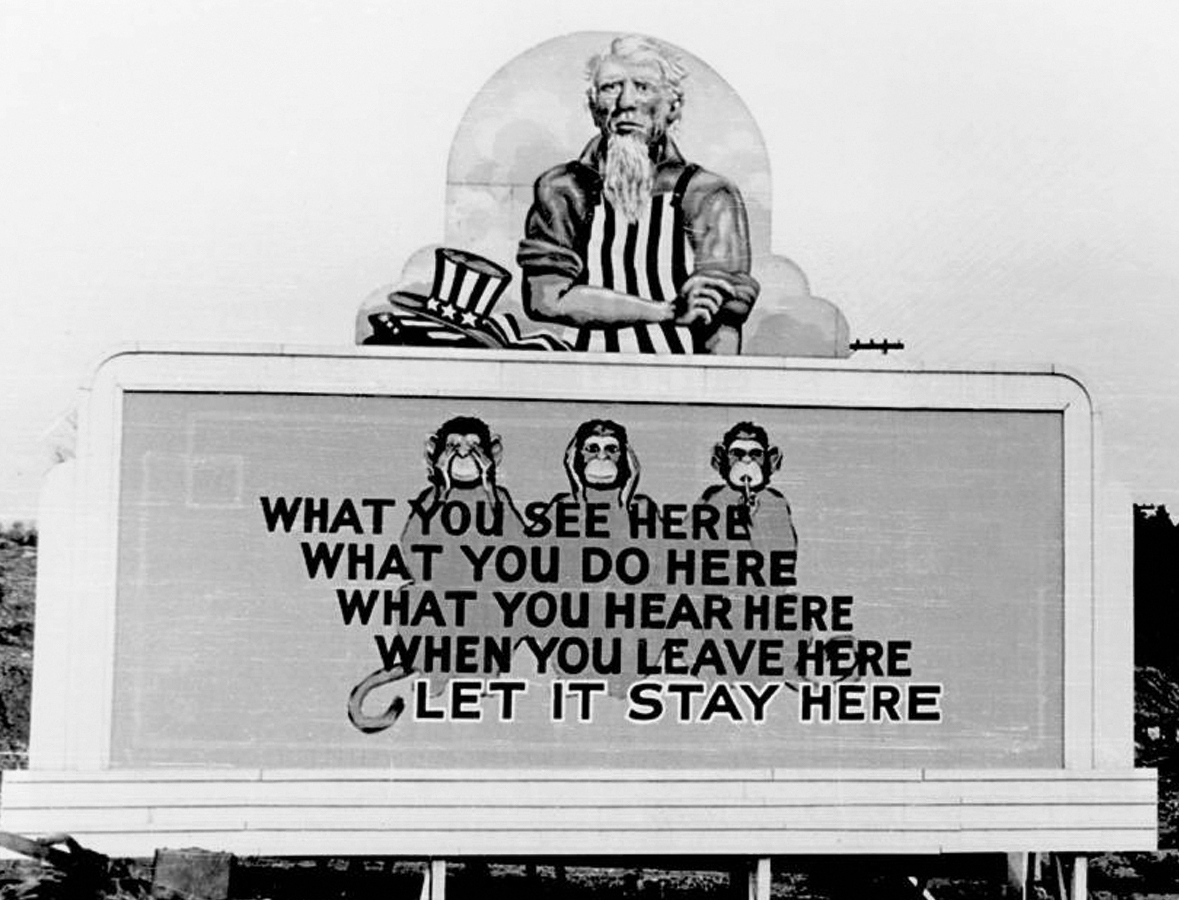
Outdoor que encoraja o sigilo entre os trabalhadores de Oak Ridge

O pessoal da segurança de Oak Ridge considerava suspeita qualquer festa com mais de sete pessoas, e residentes - que achavam que agentes do governo americano estavam secretamente entre eles - evitavam receber repetidamente os mesmos convidados. Embora os residentes originais da área pudessem ser enterrados nos cemitérios existentes, todo caixão era aberto para inspeção. Todos, inclusive oficiais militares de alta patente, e seus automóveis eram inspecionados ao entrar e sair das facilidades do projeto. Um trabalhador de Oak Ridge declarou que "se você se mostrasse curioso, você era chamado ao escritório em duas horas pelos agentes secretos do governo. Normalmente, aqueles convocados a se explicar eram depois levados com suas bagagens para o portão e ordenados a se retirar."
Apesar de informados de que seu trabalho ajudaria a acabar com a guerra e talvez com todas as guerras futuras, não ver ou entender os resultados de suas funções, muitas vezes entediantes e com efeitos colaterais, típicos do trabalho de fábrica, tais como a fumaça das chaminés - e o fim da guerra na Europa sem o uso de seu trabalho, causou sérios problemas de moral entre os trabalhadores e muitos boatos se espalharam. Um gerente declarou depois da guerra:
Bem, não é que o trabalho fosse duro... era confuso. Vejam, ninguém sabia o que estava sendo feito em Oak Ridge, nem mesmo eu, e um monte de gente pensou que estava perdendo seu tempo aqui. Cabia a mim explicar aos trabalhadores insatisfeitos que eles estavam fazendo um trabalho muito importante. Quando me perguntavam o que eu era, eu tinha que dizer a eles que era um segredo. Mas eu quase fiquei louco tentando descobrir o que estava acontecendo.
Outra trabalhadora contou que, trabalhando em uma lavanderia, todos os dias segurava "um instrumento especial" para os uniformes e tentava ouvir "um estalo". Ela só descobriu depois da guerra que vinha desempenhando uma importante tarefa de verificação de radiação com um contador Geiger. Para melhorar o moral entre os trabalhadores, Oak Ridge criou um amplo sistema de ligas esportivas intramuros, incluindo dez equipes de beisebol, 81 equipes de softbol e 26 times de futebol.

### Censura

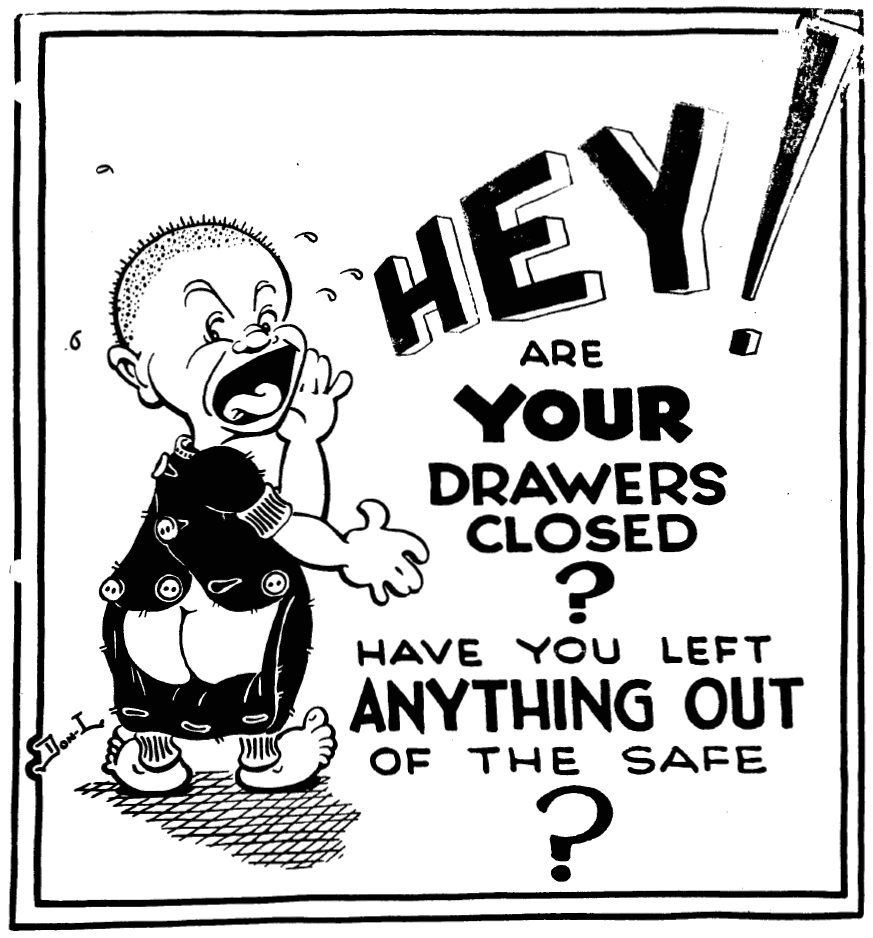
Cartaz de segurança, avisando os funcionários do escritório para fechar gavetas e colocar documentos em cofres quando não estiverem sendo usados

A censura voluntária de informações atômicas começou antes do Projeto Manhattan. Após o início da guerra na Europa em 1939, cientistas norte-americanos começaram a evitar a publicação de pesquisas militares e, em 1940, jornais científicos começaram a pedir à Academia Nacional de Ciências que aprovasse os artigos. William L. Laurence, do The New York Times, que escreveu um artigo sobre fissão atômica para o The Saturday Evening Post em setembro de 1940, mais tarde soube que os funcionários do governo solicitaram aos bibliotecários em todo o país em 1943 que retirassem a edição. Entretanto, os soviéticos notaram o silêncio. Em abril de 1942, o físico nuclear Georgy Flyorov escreveu a Stalin sobre a ausência de artigos sobre a fissão nuclear em jornais norte-americanos; isso resultou no estabelecimento pela União Soviética do seu próprio projeto de bomba atômica.
O Projeto Manhattan operava sob forte esquema de segurança para evitar que a sua descoberta induzisse as Potências do Eixo, especialmente a Alemanha nazista, a acelerar seus próprios projetos nucleares ou a realizar operações secretas contra o projeto. O Gabinete de Censura do governo, pelo contrário, contou com a imprensa para cumprir um código de conduta voluntário que ele publicou. No início de 1943, os jornais começaram a publicar relatórios sobre uma grande construção no Tennessee e em Washington, com base em registros públicos, e o gabinete começou a discutir com o projeto uma forma de manter o sigilo. Em junho, o Gabinete de Censura solicitou aos jornais e radiodifusores que evitassem discutir sobre "esmagamento de átomos, energia atômica, fissão atômica, divisão atômica ou qualquer de seus equivalentes. O uso para fins militares de rádio ou materiais radioativos, água pesada, equipamentos de descarga de alta tensão, cíclotrons". O gabinete também pediu para evitar a discussão de "polônio, urânio, itérbio, háfnio, protactínio, rádio, rênio, tório, deutério"; somente o urânio era sensível, mas foi listado com outros elementos para esconder a sua importância.

### Espiões soviéticos

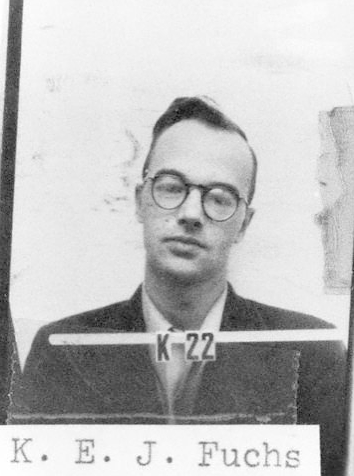
Klaus Fuchs, possivelmente o mais importante dos "espiões atômicos".

A perspectiva de sabotagem sempre esteve presente, e às vezes suspeitada quando havia falhas no equipamento. Enquanto houve alguns problemas que se acredita terem sido o resultado de funcionários descuidados ou descontentes, não houve casos confirmados de sabotagem instigadas pelas Potências do Eixo. No entanto, em 10 de  março de 1945, um balão bomba japonês atingiu uma linha de energia e o pico de energia resultante fez com que os três reatores em Hanford fossem temporariamente desligados. Com tantas pessoas envolvidas, a segurança era uma tarefa difícil. Um destacamento especial - Counter Intelligence Corps - foi formado para lidar com as questões de segurança do projeto. Em 1943, ficou claro que a União Soviética estava tentando penetrar no programa. O tenente-coronel Boris T. Pash, o chefe da Contra-Inteligência filial do Comando de Defesa Ocidental, investigou suspeitas de espionagem soviética no Laboratório de Radiação em Berkeley. Oppenheimer informou a Pash que tinha sido abordado por um colega professor em Berkeley, Haakon Chevalier, para passar informações para a União Soviética.
O espião soviético mais bem sucedido foi Klaus Fuchs, um membro da Missão Britânica que desempenhou um papel importante em Los Alamos. A revelação em 1950 das atividades de espionagem de Fuchs danificou a cooperação nuclear dos Estados Unidos com o Reino Unido e o Canadá. Posteriormente, outros casos de espionagem foram descobertos, levando à prisão de Harry Gold, David Greenglass e Julius e Ethel Rosenberg. Outros espiões, como George Koval e Theodore Hall, permaneceram desconhecidos por décadas. O valor científico da espionagem é difícil de quantificar, visto que o principal limitador no projeto da bomba atômica soviética foi a falta de minério de urânio. O consenso é que a espionagem economizou aos soviéticos um ou dois anos de trabalho.

## Inteligência no estrangeiro
Além de desenvolver a bomba atômica, o Projeto Manhattan foi encarregado de obter informações sobre o projeto de energia nuclear alemão. Acreditava-se que o programa japonês de armas nucleares não era muito avançado, porque o Japão tinha pouco acesso a minério de urânio, mas inicialmente se temia que a Alemanha estivesse muito perto de desenvolver suas próprias armas. Por iniciativa do Projeto Manhattan, uma campanha de bombardeio e sabotagem foi realizada contra usinas de água pesada na Noruega ocupada pelos alemães. Uma pequena missão foi criada, composta em conjunto pelo Gabinete de Inteligência Naval, OSRD, o Projeto Manhattan e a Inteligência do Exército (G-2), para investigar os avanços científicos inimigos, mas não era algo restrito àqueles envolvendo armas nucleares. O Chefe da Inteligência do Exército, major-general George V. Strong, nomeou Boris Pash para comandar a unidade, que ganhou o codinome "Alsos", uma palavra grega que significa "bosque".

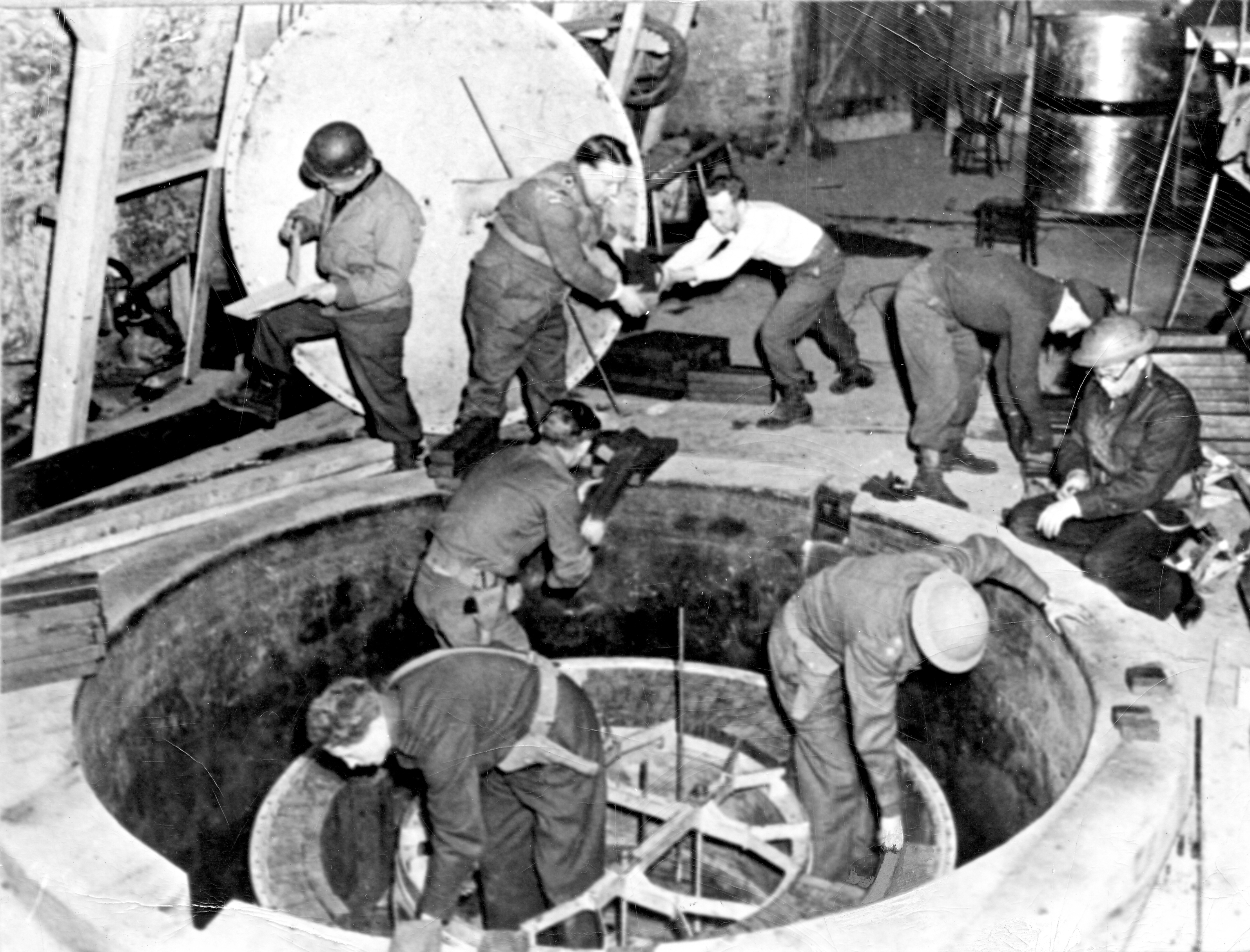
Soldados aliados desmantelando o reator nuclear experimental alemão em Haigerloch.

A Missão Alsos na Itália interrogou a equipe do laboratório de física na Universidade de Roma após a captura da cidade em junho de 1944. Enquanto isso, Pash formou a missão Alsos conjunta entre britânicos e norte-americanos em Londres, sob o comando do capitão Horace K. Calvert para participar na Operação Overlord. Groves considerou que o risco de que os alemães poderiam tentar atrapalhar os desembarques da Normandia com venenos radioativos eram suficientes para alertar o general Dwight D. Eisenhower, e enviou um oficial para informar seu chefe de gabinete, o tenente-general Walter Bedell Smith. Sob o codinome Operação Peppermint, equipamentos especiais foram preparados e as equipes de serviço de guerra química foram treinadas para seu uso.
Seguindo na sequência dos exércitos aliados que avançavam, Pash e Calvert entrevistaram Frédéric Joliot-Curie sobre as atividades dos cientistas alemães. Eles falaram com funcionários da Union Minière du Haut Katanga sobre remessas de urânio para a Alemanha. Eles rastrearam 68 toneladas de minério na Bélgica e 30 toneladas na França. O interrogatório dos prisioneiros alemães indicou que urânio e tório estavam sendo processados em Oranienburg, a 32 km ao norte de Berlim, assim Groves providenciou para que o local fosse bombardeado em 15 de março de 1945.
Uma equipe da Alsos foi para Staßfurt, na zona de ocupação soviética na Alemanha, e recuperou 11 toneladas de minério da WIFO. Em abril de 1945, Pash, no comando de uma força composta conhecida como T-Force, realizou a Operação Harborage, uma varredura por trás das linhas inimigas das cidades de Hechingen, Bisingen e Haigerloch, que eram o coração do esforço nuclear alemão. T-Force capturou os laboratórios nucleares, documentos, equipamentos e suprimentos, incluindo água pesada e 1,5 tonelada de urânio metálico.
As equipes da Alsos também capturaram cientistas alemães, incluindo Kurt Diebner, Otto Hahn, Walther Gerlach, Werner Heisenberg e Carl Friedrich von Weizsäcker, que foram levados para o Reino Unido, onde foram internados em Farm Hall, uma casa com escutas em Godmanchester. Após as bombas terem sido detonadas no Japão, os alemães foram forçados a enfrentar o fato de que os Aliados haviam feito o que eles não conseguiram.

## Bombardeio de Hiroshima e Nagasaki

### Preparativos
A partir de novembro de 1943, a Comando Material da Força Aérea do Exército em Wright Field, Ohio, iniciou o Silverplate, codinome da modificação de B-29s para transportar as bombas. Lançamentos de teste foram realizados em Muroc Army Air Field e no Naval Ordnance Test Station em Inyokern, na Califórnia. Groves se reuniu com o chefe das Forças Aéreas do Exército dos Estados Unidos (USAAF), general Henry H. Arnold, em março de 1944, para discutir o transporte das bombas prontas para os seus alvos. A única aeronave aliada capaz de transportar a Thin Man, de 5,2 m de comprimento, ou a Fat Man, de 1,5 m de largura, era o britânico Avro Lancaster, mas usar um avião britânico teria causado dificuldades com a manutenção. Groves esperava que o norte-americano Boeing B-29 Superfortress poderia ser modificado para transportar a Thin Man, juntando seus dois compartimentos de bombas. Arnold prometeu que nenhum esforço seria poupado para modificar o B-29 para fazer o trabalho e designou o major-general Oliver P. Echols como elo da USAAF com o Projeto Manhattan. Por sua vez, Echols nomeou o coronel Roscoe C. Wilson como seu suplente e Wilson se tornou o principal contato da USAAF com o Projeto Manhattan. O Presidente Roosevelt instruiu Groves que, se as bombas atômicas estivessem prontas antes que a guerra com a Alemanha terminasse, ele deveria estar pronto para lançá-las sobre a Alemanha.

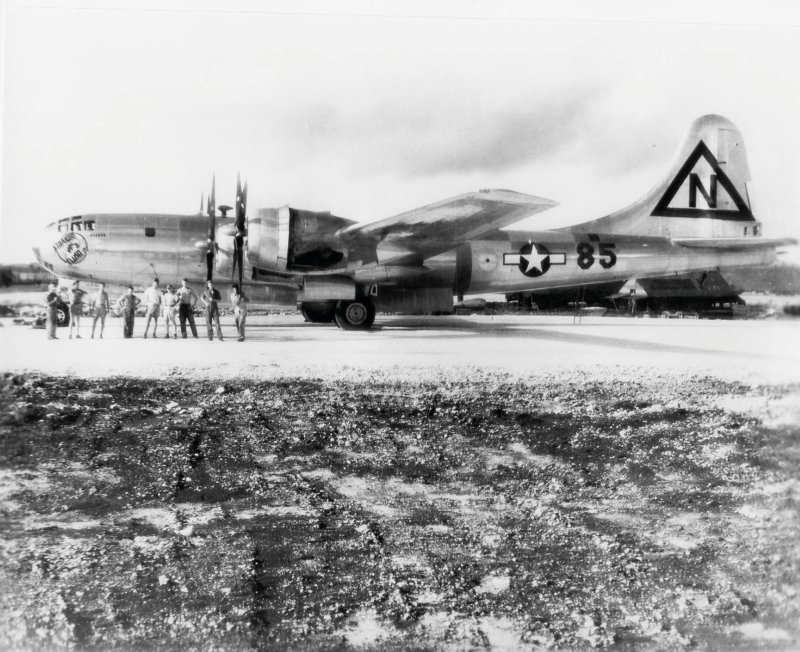
Silverplate B-29 Straight Flush. O código da cauda do 444° Grupo de Bombardeio foi pintado por razões de segurança.

O 509° Grupo Composto foi ativado em 17 de dezembro de 1944 em Wendover Army Air Field, Utah, sob o comando do coronel Paul W. Tibbets. Esta base, perto da fronteira com Nevada, recebeu o codinome "Kingman" ou "W-47". O treinamento foi realizado em Wendover e em Batista Army Airfield, Cuba, onde o 393° Esquadrão de Bombardeio praticou voos de longa distância sobre a água e lançou bombas de abóbora fictícias. Uma unidade especial conhecida como Projeto Alberta foi formada em Los Alamos sob o comando do capitão William S. Parsons, como parte do Projeto Manhattan para ajudar na preparação e no transporte das bombas. O comandante Frederick L. Ashworth de Alberta se reuniu com o almirante Chester W. Nimitz em Guam, em fevereiro de 1945, para informá-lo do projeto. Enquanto estava lá, Ashworth selecionou North Field, na ilha de Tinian, como base para o 509° Grupo Composto. O grupo se posicionou lá em julho de 1945. Farrell chegou a Tinian em 30 de julho, como representante do Projeto Manhattan.
A maioria dos componentes para a Little Boy deixou São Francisco no cruzador USS Indianapolis em 16 de julho e chegou em Tinian no dia 26 de julho. Quatro dias depois, o navio foi afundado por um submarino japonês. Os demais componentes, que incluíam seis anéis de urânio-235, foram transportados por três C-54 Skymasters do 320° Esquadrão de Transporte de Tropas do 509° Grupo. Dois Fat Man viajaram para Tinian no B-29 especialmente modificado do 509° Grupo Composto. O primeiro núcleo de plutônio foi em um C-54 especial. Uma comissão conjunta de alvos do Distrito Manhattan e da USAAF foi estabelecida para determinar quais cidades do Japão deveriam ser alvos e recomendou Kokura, Hiroshima, Niigata e Quioto. Neste ponto, o Secretário de Guerra Henry L. Stimson interveio, anunciando que ele tomaria a decisão do alvo e que não iria autorizar o bombardeio em Quioto, em razão de sua importância histórica e religiosa. Groves, portanto, pediu a Arnold para remover Quioto não apenas da lista de alvos nucleares, mas da de alvos para bombardeio convencional também. Um dos substitutos de Quioto foi Nagasaki.

### Bombardeios
Em maio de 1945, o Comitê Provisório foi criado para aconselhar sobre o uso da energia nuclear no tempo de guerra e no pós-guerra. O comitê foi presidido por Stimson, com James F. Byrnes, um ex-senador que em breve seria o Secretário de Estado, como representante pessoal do presidente Harry S. Truman; Ralph A. Bard, o Subsecretário da Marinha; William L. Clayton, o Secretário de Estado Adjunto; Vannevar Bush; Karl T. Compton; James B. Conant; e George L. Harrison, um assistente de Stimson e presidente da New York Life Insurance Company. O Comitê Provisório estabeleceu um painel científico composto por Arthur Compton, Fermi, Lawrence e Oppenheimer para aconselhar em assuntos científicos. Em sua apresentação ao Comitê, o painel científico ofereceu seu parecer não apenas sobre os efeitos físicos prováveis de uma bomba atômica, mas também sobre o seu provável impacto político e militar.
Na Conferência de Potsdam, na Alemanha, Truman foi informado de que o teste Trinity tinha sido bem-sucedido. Ele disse a Josef Stalin, líder da União Soviética, que os Estados Unidos tinham uma "nova superarma", sem dar mais detalhes. Esta foi a primeira comunicação oficial à União Soviética sobre a bomba, mas Stalin já sabia sobre ela a partir de espiões. Com a autorização para usar a bomba contra o Japão já dada, nenhuma alternativa foi considerada após a rejeição japonesa da Declaração de Potsdam.

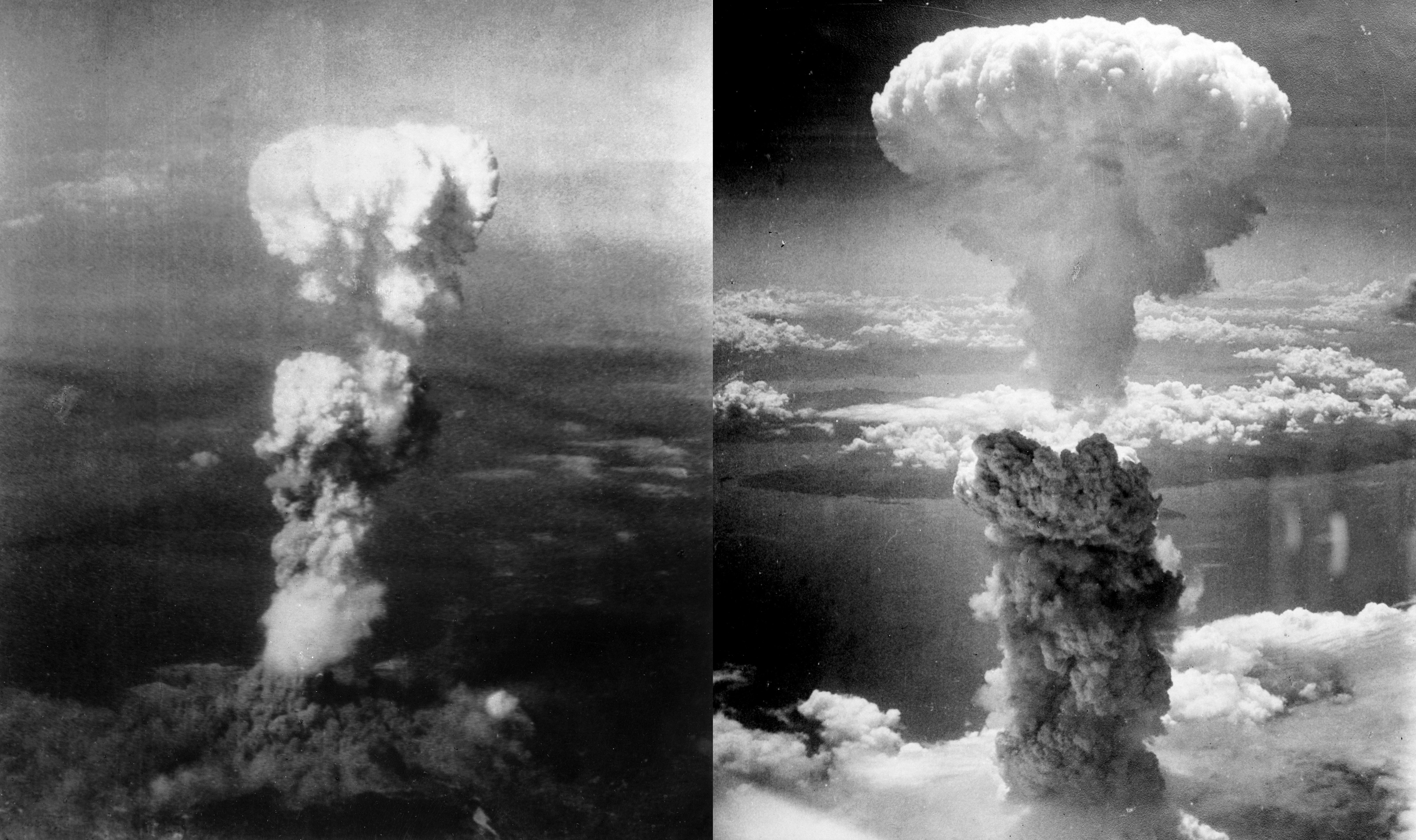
Little Boy explode sobre Hiroshima, no Japão, 6 de agosto de 1945 (esquerda);
Fat Man explode sobre Nagasaki, no Japão, 9 de agosto de 1945 (direita).

Em 6 de agosto de 1945, o bombardeiro B-29 Enola Gay do 393° Esquadrão, pilotado por Tibbets, decolou com Parsons como armador e com a Little Boy em seu compartimento de bombas. Hiroshima, o quartel-general do 2º Exército Geral e da 5ª Divisão e um porto de embarque, eram o alvo principal da missão, com Kokura e Nagasaki como alternativas. Com a permissão de Farrell, Parsons completou a montagem da bomba no ar para minimizar os riscos durante a decolagem. A bomba foi detonada em uma altitude de 530 m, com uma explosão que mais tarde foi estimada como equivalente a 13 quilotons de TNT. Uma área de aproximadamente 12 km² foi imediatamente destruída. As autoridades japonesas calcularam que 69% dos edifícios de Hiroshima foram destruídos e outros 6-7% danificados. Cerca de 70 a 80 mil pessoas, das quais 20 000 eram combatentes japoneses e 20 000 eram trabalhadores escravos coreanos, ou cerca de 30% da população de Hiroshima, foram mortas instantaneamente e outras 70 mil pessoas ficaram feridas.
Na manhã de 9 de agosto de 1945, um segundo B-29, o Bockscar, pilotado pelo comandante do 393° Esquadrão de Bombardeio, major Charles W. Sweeney, decolou com a Fat Man a bordo. Desta vez, Ashworth serviu como armador e Kokura era o alvo principal. Sweeney decolou com a arma já preparada, mas com os plugues de segurança elétricos ainda conectados. Quando eles chegaram a Kokura, encontraram uma cobertura de nuvens que tinha obscurecido a cidade, impedindo o ataque visual exigido pelas ordens. Após três voos sobre a cidade, e com o combustível acabando, eles se dirigiram para o alvo secundário, Nagasaki. Ashworth decidiu que uma aproximação com radar seria feita se o alvo estivesse encoberto, mas uma abertura no último minuto nas nuvens sobre Nagasaki permitiu uma aproximação visual conforme ordenado. A Fat Man foi lançada sobre o vale industrial da cidade, a meio caminho entre a Mitsubishi Steel and Arms Works a sul e a Mitsubishi-Urakami Ordnance Works a norte. A explosão resultante teve um rendimento de explosão equivalente a 21 quilotons de TNT, aproximadamente o mesmo que a explosão da Trinity, mas foi confinada ao Vale de Urakami, e uma grande parte da cidade foi protegida pelas colinas. Cerca de 44% da cidade foi destruída. A bomba também inutilizou extensivamente a produção industrial da cidade e matou 23 200 - 28 200 trabalhadores industriais japoneses e 150 soldados japoneses. No total, estima-se que entre 35 mil e 40 mil pessoas foram mortas e 60 mil ficaram feridas.
Groves esperava ter outra bomba atômica pronta para uso em 19 de agosto, mais três em setembro e mais três em outubro. Mais dois conjuntos de Fat Man foram preparados, e programados para sair de Kirtland Field para Tinian nos dias 11 e 14 de agosto. Em Los Alamos, os técnicos trabalharam 24 horas direto para fundir outro núcleo de plutônio. Embora fundido, ele ainda precisava ser forjado e revestido, o que levaria até 16 de agosto. Ele poderia portanto ter ficado pronto para uso em 19 de agosto. Em 10 de agosto, Truman secretamente requereu que bombas atômicas adicionais não fossem lançadas no Japão sem sua expressa autorização.
Robert Bacher estava na Ice House em Los Alamos, quando recebeu a notícia de que os japoneses tinham iniciado as negociações de rendição. Groves ordenou a suspensão dos embarques. Em 11 de agosto, ele telefonou para Warren com ordens para organizar uma equipe de pesquisa para informar sobre os danos e a radioatividade em Hiroshima e Nagasaki. As equipes equipadas com contadores Geiger portáteis chegaram a Hiroshima em 8 de setembro, lideradas por Farrell e Warren, com o contra-almirante japonês Masao Tsuzuki, que atuou como tradutor. Eles permaneceram em Hiroshima até 14 de setembro e, em seguida, foram para Nagasaki, de 19 de setembro a 8 de outubro. Esta e outras missões científicas para o Japão iriam fornecer dados científicos e históricos valiosos.
A necessidade dos bombardeios de Hiroshima e Nagasaki tornou-se um assunto de controvérsia entre os historiadores. Alguns questionaram se uma "diplomacia atômica" não teria atingido os mesmos objetivos e discutiram se os bombardeios ou a declaração de guerra dos soviéticos ao Japão havia sido decisiva. David H. Frisch relata que as propostas alternativas, como uma demonstração técnica de uma explosão atômica para os japoneses, foram distribuídas entre os cientistas, mas no final não foram cuidadosamente analisadas. O relatório de Franck foi o esforço mais notável pressionando por uma demonstração, mas foi recusado pelo painel científico do Comitê Provisório. A petição Szilárd, elaborada em julho de 1945 e assinada por dezenas de cientistas que trabalhavam no Projeto Manhattan, foi uma tentativa tardia de aviso ao Presidente Harry S. Truman sobre a sua responsabilidade em usar tais armas.

## Depois da guerra

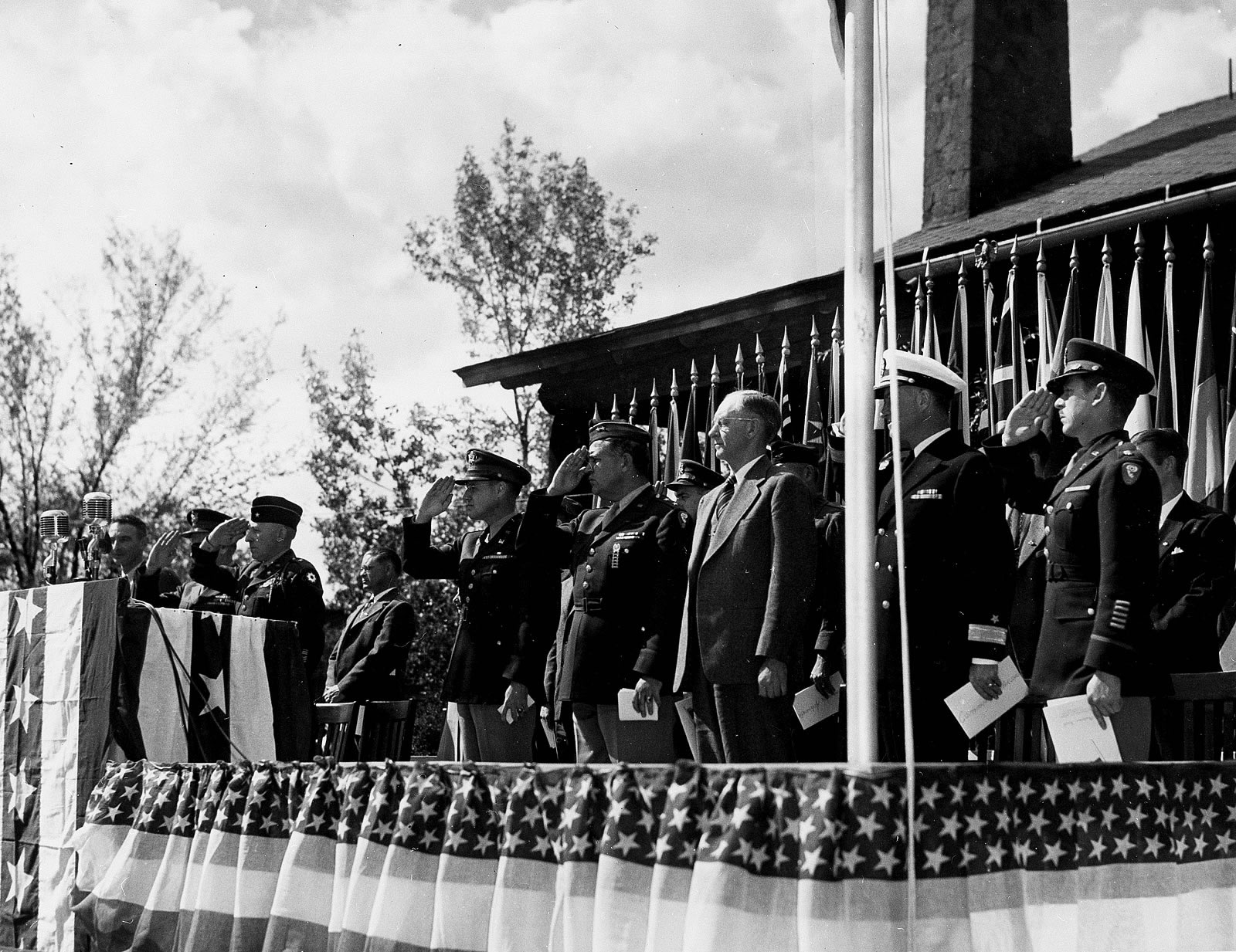
Apresentação do Prêmio "E" Exército-Marinha em Los Alamos em 16 de outubro de 1945. De pé, da esquerda para a direita: J. Robert Oppenheimer, não identificado, não identificado, Kenneth Nichols, Leslie Groves, Robert Gordon Sproul, William Sterling Parsons.

A visão de que o trabalho que não tinham compreendido produziu as bombas de Hiroshima e Nagasaki espantou os trabalhadores do Projeto Manhattan, tanto quanto o resto do mundo; jornais em Oak Ridge anunciando a bomba de Hiroshima foram vendidos por um dólar (13 dólares, atualmente). Embora a existência da bomba fosse pública, o segredo continuava, e muitos trabalhadores continuaram ignorantes sobre os seus trabalhos; um declarou em 1946: "Eu não sei que diabos estou fazendo, além de olhar para _____ e girar um _____ ao longo de um _____. Eu não sei nada sobre isto, e não há nada a dizer." Muitos residentes continuaram a evitar a discussão sobre "o assunto" em conversas comuns, apesar de ele ser a razão da existência da sua cidade.
Em antecipação aos bombardeios, Groves encomendou a Henry DeWolf Smyth preparar uma história para o consumo público. Atomic Energy for Military Purposes, mais conhecido como Relatório Smyth, foi lançado ao público em 12 de agosto de 1945. Groves e Nichols concederam o Prêmio "E" Exército-Marinha aos contratantes principais, cujo envolvimento até então tinha sido secreto. Mais de 20 prêmios da Medalha Presidencial por Mérito foram dados a contratantes e cientistas do projeto, inclusive Bush e Oppenheimer. Militares receberam a Legião do Mérito, incluindo a comandante do destacamento Women's Army Corps, capitã Arlene G. Scheidenhelm.
Em Hanford, a produção de plutônio caiu nos reatores B, D e F, "envenenados" por produtos de fissão e inchaços do moderador de grafite, conhecidos como efeito Wigner. O inchaço danificou os tubos de carregamento, onde o urânio era irradiado para produzir plutônio, tornando-os inutilizáveis. De modo a manter o fornecimento de polônio para os iniciadores, a produção foi reduzida e a unidade mais antiga, a B, foi encerrada para que pelo menos um reator estivesse disponível no futuro. A pesquisa continuou, com a DuPont e o Laboratório Metalúrgico desenvolvendo um processo de extração de solvente por redox, como uma técnica de extração de plutônio alternativa para o processo de fosfato de bismuto, que deixava o urânio não utilizado em um estado do qual ele não podia ser facilmente recuperado.
A engenharia da bomba foi assumida pela Divisão Z, nomeada a partir do nome de seu diretor, Dr. Jerrold R. Zacharias, de Los Alamos. A Divisão Z estava inicialmente localizada em Wendover Field, mas mudou-se para Oxnard Field, no Novo México, em setembro de 1945, para estar mais perto de Los Alamos. Isto marcou o início da Base Sandia. O Kirtland Field foi usado como base de aeronaves B-29 para testes de compatibilidade dos aviões e de lançamentos. Em outubro, todos os funcionários e instalações em Wendover haviam sido transferidos para Sandia. À medida que oficiais reservistas foram desmobilizados, eles foram substituídos por cerca de cinquenta oficiais regulares escolhidos a dedo.

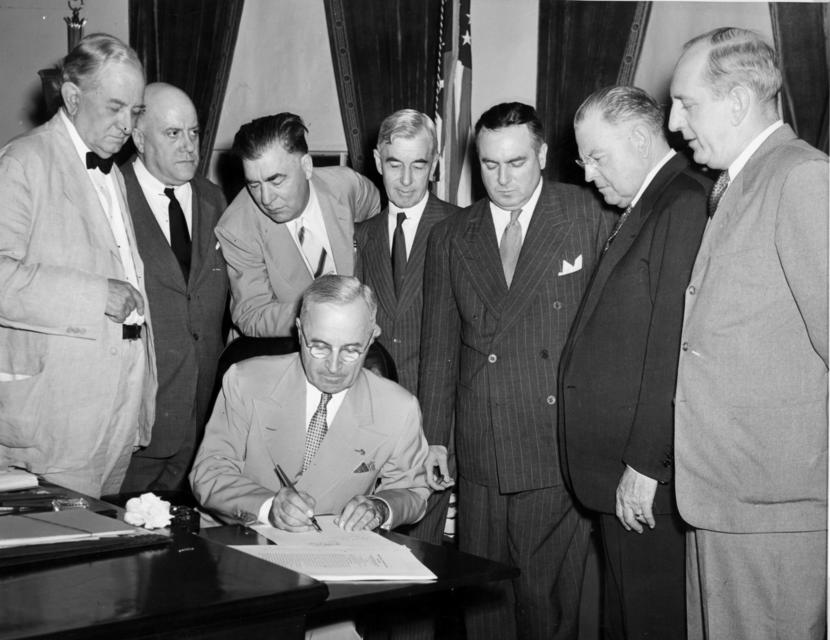
Presidente Harry S. Truman assina a Lei de Energia Atômica de 1946 que institui a Comissão de Energia Atômica dos Estados Unidos.

Nichols recomendou que a S-50 e as esteiras de rolagens Alpha na Y-12 fossem encerradas. Isto foi feito em setembro. Apesar de um desempenho melhor do que nunca, as esteiras de rolagens Alpha não podiam competir com a K-25 e a nova K-27, que começou a operar em janeiro de 1946. Em dezembro, a usina Y-12 foi fechada, cortando assim a folha de pagamento da Tennessee Eastman de 8 600 para 1 500 pessoas, economizando dois milhões de dólares por mês.
Em nenhum outro lugar a desmobilização foi mais problemática do que em Los Alamos, onde houve um êxodo de talentos. Ainda restava muito a ser feito. As bombas usadas em Hiroshima e Nagasaki eram como peças de laboratório; trabalho seria necessário para torná-las mais simples, seguras e confiáveis. Métodos de implosão precisavam ser desenvolvidos para o urânio, e núcleos compostos de urânio-plutônio eram necessários, agora que o plutônio estava em falta por causa dos problemas com os reatores. No entanto, a incerteza sobre o futuro do laboratório tornava difícil induzir as pessoas a ficar. Oppenheimer retornou ao seu emprego na Universidade da Califórnia e Groves nomeou Norris Bradbury como um substituto provisório. Na verdade, Bradbury permaneceria no cargo durante os 25 anos seguintes. Groves tentou combater a insatisfação causada pela falta de amenidades com um programa de construção que incluiu um melhor abastecimento de água, trezentas casas e instalações de lazer.
Duas detonações de Fat Man foram realizadas no Atol de Bikini em julho de 1946, como parte da Operação Crossroads, para investigar o efeito de armas nucleares em navios. A bomba Able foi detonada em 1 de julho de 1946. A detonação de Baker, mais espetacular, foi debaixo d'água, em 25 de julho de 1946.
Depois dos bombardeios em Hiroshima e Nagasaki, diversos físicos do Projeto Manhattan criaram o Boletim dos Cientistas Atômicos, que se iniciou como uma ação emergencial assumida por cientistas, que viam a necessidade urgente de um programa educacional imediato sobre armas atômicas. Em face do poder de destruição das novas armas e em antecipação à corrida das armas nucleares, vários membros do projeto, incluindo Bohr, Bush e Conant, expressaram a opinião de que era necessário chegar a um acordo sobre o controle internacional sobre a pesquisa nuclear e as armas atômicas. O Plano Baruch, revelado em um discurso para o recém-criado Comitê de Energia Atômica das Nações Unidas (UNAEC) em junho de 1946, propôs a criação de uma autoridade internacional de desenvolvimento atômico, mas não foi aprovado.
Após um debate nacional sobre a gestão permanente do programa nuclear, a Comissão de Energia Atômica dos Estados Unidos (AEC) foi criada pela Lei de Energia Atômica de 1946 para assumir as funções e os recursos do Projeto Manhattan. Ela estabeleceu o controle civil sobre o desenvolvimento atômico e separou o desenvolvimento, a produção e o controle de armas atômicas dos militares. Aspectos militares foram assumidos pelo Projeto das Forças Armadas de Armas Especiais (AFSWP). Embora o Projeto Manhattan tenha deixado de existir em 31 de dezembro de 1946, o Distrito Manhattan somente foi descontinuado em 15 de agosto de 1947.

## Custo
| Local                           | Custo (US$ 1945) | Custo (US$ 2013) | % do total |
| ------------------------------- | ---------------- | ---------------- | ---------- |
| Oak Ridge                       | US$1,19 bilhões  | US$15,2 bilhões  | 62,9%      |
| Hanford                         | US$390 milhões   | US$4,97 bilhões  | 20,6%      |
| Materiais especiais de operação | US$103 milhões   | US$1,32 bilhões  | 5,5%       |
| Los Alamos                      | US$74,1 milhões  | US$944 milhões   | 3,9%       |
| Pesquisa e desenvolvimento      | US$69,7 milhões  | US$889 milhões   | 3,7%       |
| Despesas gerais do governo      | US$37,3 milhões  | US$475 milhões   | 2,0%       |
| Usinas de água pesada           | US$26,8 milhões  | US$341 milhões   | 1,4%       |
| Total                           | US$1,89 bilhões  | US$24,1 bilhões  | N/A        |

As despesas do projeto até 1 de outubro de 1945 foram de 1,845 bilhão de dólares, o equivalente a menos de nove dias de gastos em tempo de guerra, e foi de 2,191 bilhões de dólares, quando o AEC assumiu o controle em 1 de janeiro de 1947. A dotação total foi de 2,4 bilhões de dólares. Mais de 90% dos custos foi para a construção e produção de usinas de materiais físseis e menos de 10% foi para o desenvolvimento e produção das armas.
Um total de quatro armas (Trinity, Little Boy, Fat Man e uma bomba Fat Man não utilizada) foram produzidas até o final de 1945, fazendo com que o custo médio por bomba fosse de cerca de 500 milhões de dólares, em dólares de 1945. Em comparação, o custo total do projeto até o final de 1945 foi de cerca de 90% do total gasto na produção de armas de pequeno porte nos Estados Unidos (não incluindo munição) e 34% do total gasto em tanques norte-americanos durante o mesmo período.

## Legado

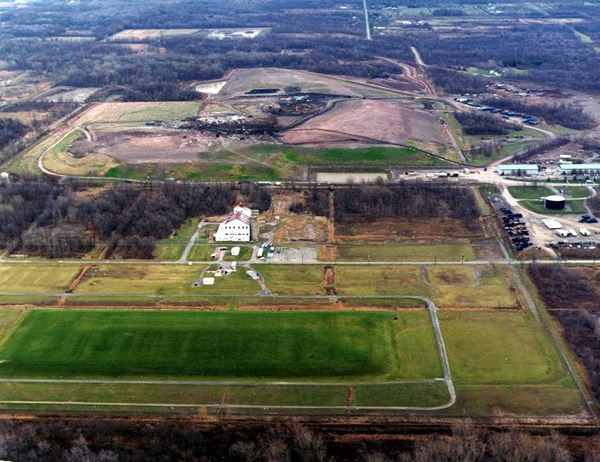
O Lake Ontario Ordnance Works (LOOW), próximo às Cataratas do Niágara, tornou-se o principal repositório dos resíduos do Projeto Manhattan na Costa Leste dos Estados Unidos. Todos os materiais radioativos armazenados no LOOW - incluindo tório, urânio e a maior concentração mundial de rádio-226 - foram enterrados em uma "estrutura provisória de contenção de resíduos" (em primeiro plano) em 1991.

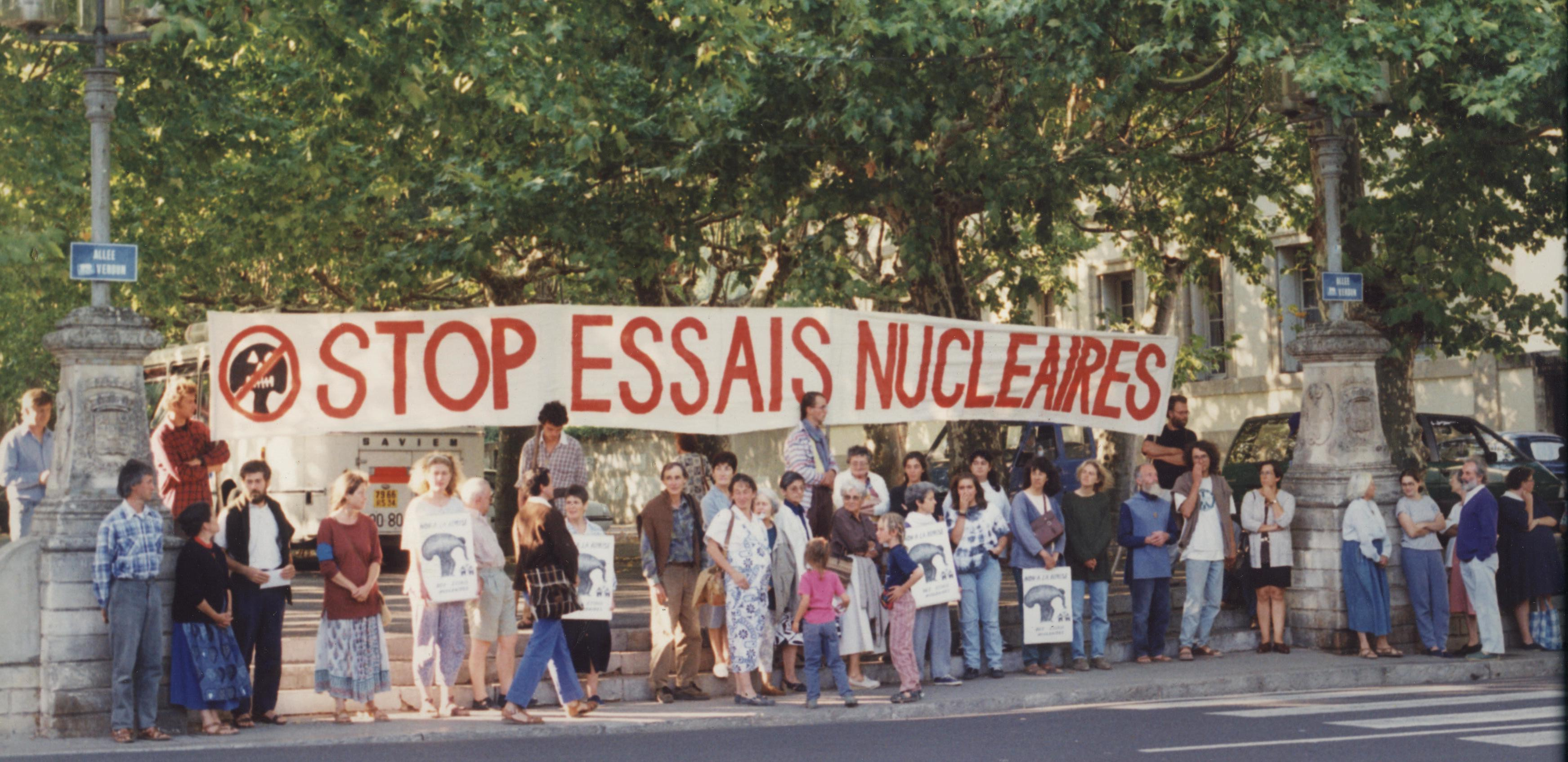
Manifestação contra testes nucleares em Lyon, França, nos anos 1980.

Os impactos políticos e culturais do desenvolvimento de armas nucleares foram profundos e duradouros. William Laurence, do The New York Times, foi o primeiro a utilizar a expressão "Era Atômica" e tornou-se o correspondente oficial para o Projeto Manhattan, na primavera de 1945. Em 1943 e 1944, ele tentou, em vão, convencer o Gabinete da Censura a permitir que ele escrevesse sobre o potencial explosivo do urânio, e os funcionários do governo acharam que ele tinha ganhado o direito de informar sobre o maior segredo da guerra. Laurence testemunhou o teste Trinity e o bombardeio de Nagasaki e escreveu os comunicados oficiais sobre eles. Ele passou a escrever uma série de artigos exaltando as virtudes da nova arma. Seus relatórios antes e depois dos bombardeios ajudaram a estimular a conscientização pública sobre o potencial da tecnologia nuclear e motivou o seu desenvolvimento nos Estados Unidos e na União Soviética.
O Projeto Manhattan, durante a guerra, deixou um legado na forma de uma rede de laboratórios nacionais: o Laboratório Nacional de Lawrence Berkeley, Laboratório Nacional de Los Alamos, Laboratório Nacional de Oak Ridge, Laboratório Nacional de Argonne e Laboratório de Ames. Mais dois foram estabelecidos por Groves logo após a guerra, o Laboratório Nacional de Brookhaven em Upton, Nova Iorque, e Laboratório Nacional Sandia em Albuquerque, no Novo México. Groves destinou 72 milhões de dólares a eles para atividades de pesquisa no ano fiscal de 1946-1947. Eles estariam na vanguarda do tipo de pesquisa em grande escala que Alvin Weinberg, diretor do Laboratório Nacional de Oak Ridge, chamaria de Big Science.
O Laboratório de Pesquisa Naval há muito estava interessado na possibilidade de usar a energia nuclear para a propulsão de navios de guerra e procurou criar seu próprio projeto nuclear. Em maio de 1946, Chester W. Nimitz, agora Chefe de Operações Navais, decidiu que em vez disso a Marinha deveria trabalhar com o Projeto Manhattan. Um grupo de oficiais da Marinha foi designado para Oak Ridge, o mais graduado dos quais era o capitão Hyman Rickover, que se tornou assistente de diretor. Eles mergulharam no estudo da energia nuclear, lançando as bases para uma marinha de propulsão nuclear. Um grupo similar de militares da Força Aérea chegou a Oak Ridge em setembro de 1946, com o objetivo de desenvolver aviões nucleares. Seu projeto de energia nuclear para a propulsão de aviões (NEPA), no entanto, encontrou dificuldades técnicas formidáveis e acabou sendo cancelado.
A capacidade dos novos reatores para criar isótopos radioativos até então nunca vistos em grandes quantidades acendeu uma revolução na medicina nuclear, nos anos do pós-guerra. A partir de meados de 1946, o Oak Ridge começou a distribuir radioisótopos para hospitais e universidades. A maior parte dos pedidos eram de iodo-131 e de fósforo-32, que eram utilizados no diagnóstico e no tratamento de câncer. Além da medicina, os isótopos também foram utilizados em pesquisas biológicas, industriais e agrícolas.
Ao entregar o controle para a Comissão de Energia Atômica, Groves se despediu das pessoas que trabalharam no Projeto Manhattan:

Cinco anos atrás, a ideia de Potência Atômica era apenas um sonho. Vocês fizeram desse sonho uma realidade. Vocês agarraram as mais nebulosas das ideias e as traduziram em realidade. Vocês construíram cidades onde elas não eram conhecidas antes. Vocês construíram usinas industriais de uma magnitude e com uma precisão até agora consideradas impossíveis. Vocês construíram a arma que terminou a guerra e assim inúmeras vidas americanas foram salvas. No que diz respeito a aplicações em tempos de paz, vocês levantaram a cortina sobre perspectivas de um mundo novo.